# COVID-19-Impfstoff

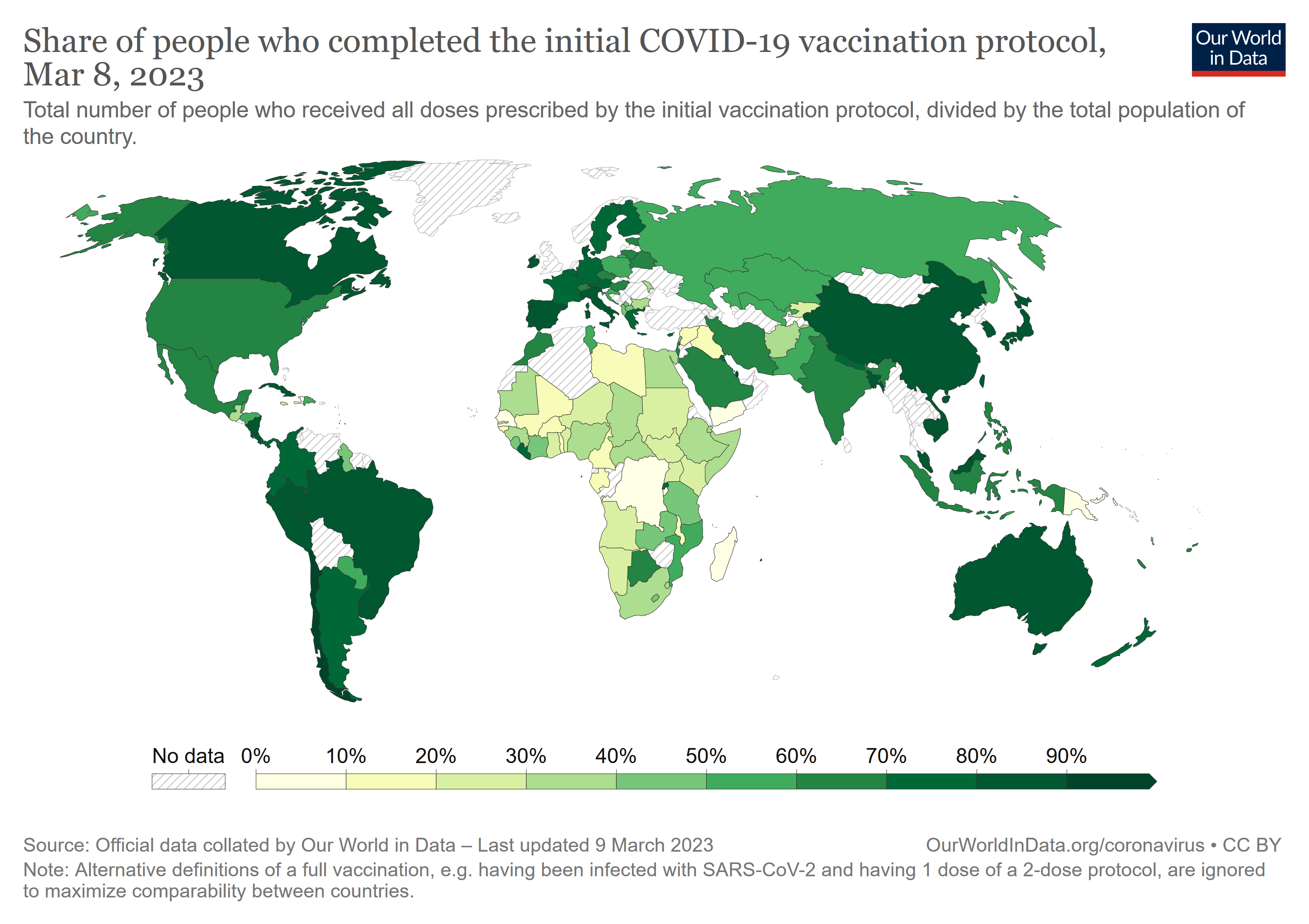
Impffortschritt weltweit: Anteil der vollständig Geimpften

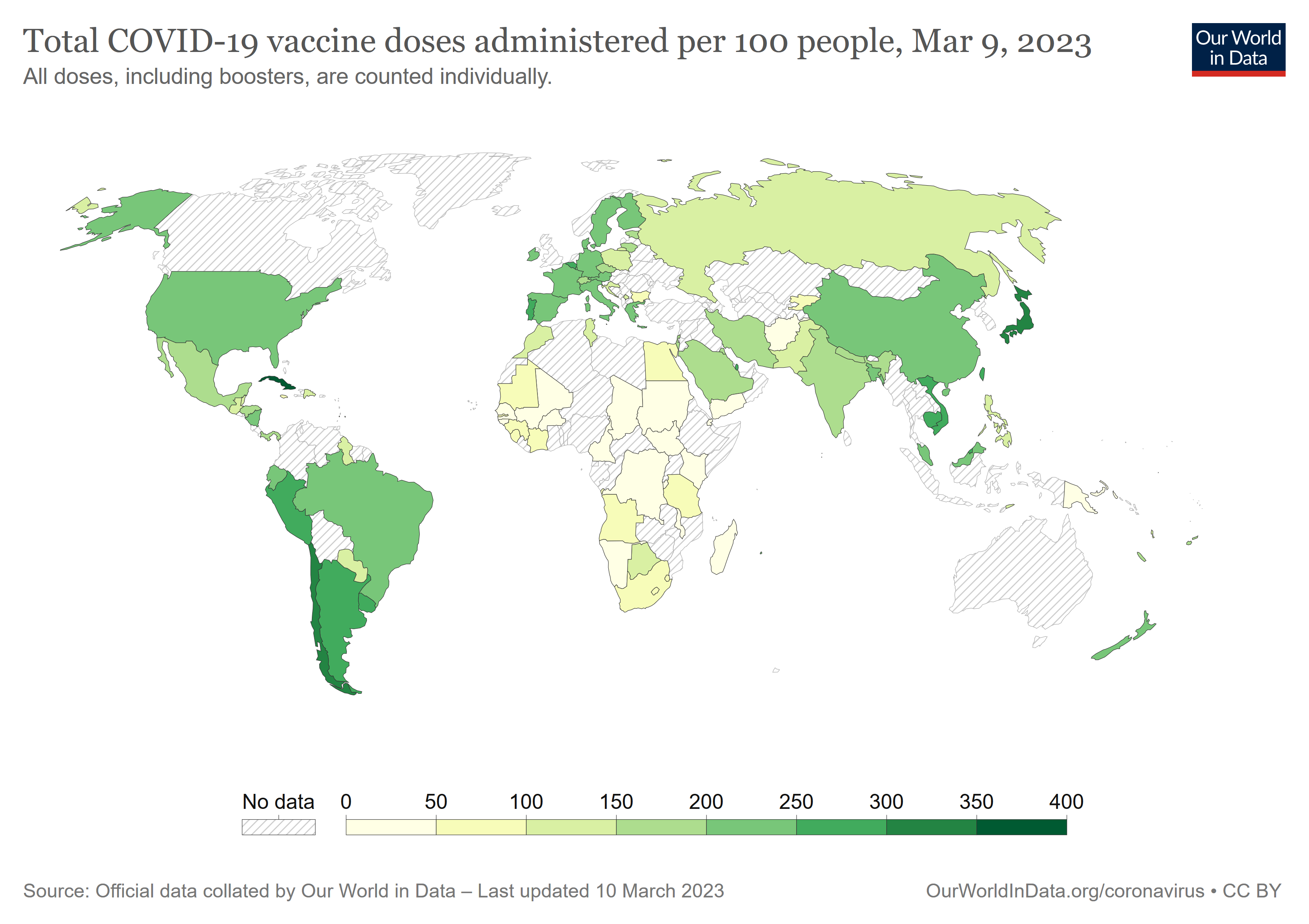
Impffortschritt weltweit: Impfdosen je 100 Personen

Ein COVID-19-Impfstoff (englisch COVID-19 vaccine), auch als SARS-CoV-2-Impfstoff und umgangssprachlich als Corona-Impfstoff bezeichnet, ist ein Impfstoff (Vakzin) gegen das seit 2019 auftretende Coronavirus SARS-CoV-2, das die COVID-19-Pandemie auslöste. Ziel der Impfstoffentwicklung ist es, durch Impfung eine adaptive Immunantwort im geimpften Organismus zu erzeugen, die vor einer Infektion mit dem Virus und damit vor der Erkrankung COVID-19 schützt. 50 COVID-19-Impfstoffe wurden bereits weltweit als Arzneimittel zugelassen, 8 davon in der Europäischen Union; 172 Impfstoffkandidaten befanden sich im September 2022 in klinischen Studienphasen und 199 in der präklinischen Entwicklungsphase.

## Immunologie

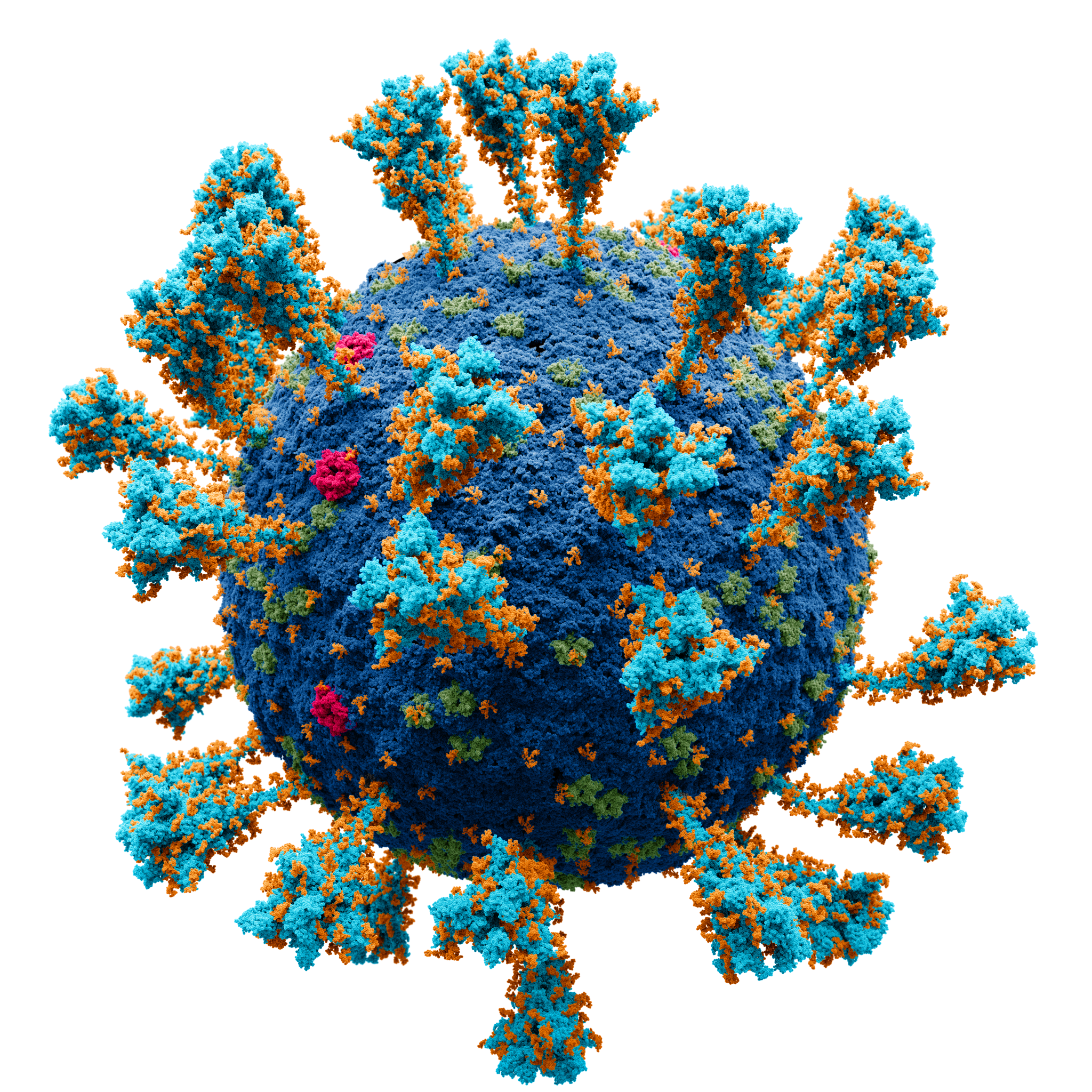
Modell eines SARS-CoV-2-Virions mit türkisfarbenen Spikes

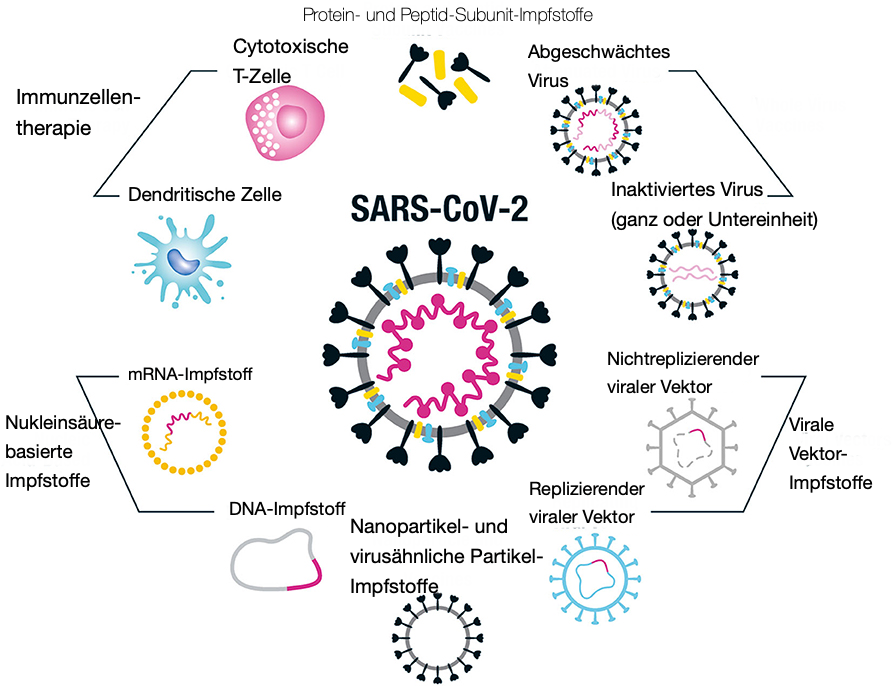
Arten von SARS-CoV-2-Impfstoffen

### Wirkungsweise der Impfstoffe
Zentrale Antigene des SARS-CoV-2 (die Zielmoleküle, gegen die eine Immunantwort ausgelöst werden soll) bei der Impfstoffentwicklung sind zwei Proteine der Virushülle, das Spike-Glykoprotein und das Membranprotein (M) sowie im Virusinneren das Nukleokapsidprotein.
Alle zugelassenen und fast alle in Entwicklung befindlichen Impfstoffe verwenden das S-Glykoprotein des SARS-CoV-2 als Antigen. Dieses Protein auf der Virusoberfläche wird von SARS-CoV-2 verwendet, um an Zellen anzudocken. Daher können Antikörper gegen dieses Protein erzeugt werden, die zusätzlich zur Aktivierung von Immunzellen neutralisierend wirken, d. h. die Bindung des Virus an die Zelloberfläche blockieren und somit eine Infektion der Zelle hemmen. Die Impfung nützt insoweit der geimpften Person durch eine Immunität. Die Impfwirkung führt bei allen zugelassenen SARS-CoV-2-Impfstoffen zu einer starken Abnahme des Risikos für schwere Krankheitsverläufe von COVID-19. Ebenso entstehen bei Geimpften nach Infektion mildere Verläufe von Long COVID. Die bisher verfügbaren Impfstoffe erzeugen allerdings bei der geimpften Person keine sterile Immunität: Personen, die sich trotz Impfung mit der Alpha- oder Delta-Variante des SARS-CoV-2 infizieren, haben eine niedrigere Viruslast und ein verkürztes Zeitfenster der Infektiosität im Vergleich zu Ungeimpften. Das verringert in geringem Umfang die Transmission des Erregers auf Dritte.
Kriterien für die Impfstoffentwicklung von SARS-CoV-2-Impfstoffen sind die Minimierung unerwünschter Immunreaktionen, eine Eignung für die Impfung erwachsener Mitarbeiter im Gesundheitssystem, eine Eignung für die Impfung von Menschen mit Risikofaktoren (Menschen über 60 Jahren oder mit Diabetes mellitus oder Bluthochdruck) und eine Eignung zur Bevorratung, wie sie in der Priorisierung der COVID-19-Impfmaßnahmen diskutiert werden.
Das S-Glykoprotein ist in seiner Funktion ein fusogenes Protein, das dem Virus ermöglicht, nach Aufnahme in eine Zelle das Endosom zu verlassen. Als fusogenes Protein kann es mindestens zwei Proteinfaltungen einnehmen: vor und nach der Fusion mit der Endosomenmembran. Die Faltungsform vor der Fusion ist diejenige, die das Virus vor der Aufnahme in eine Zelle aufweist und gegen die eine Immunantwort ausgebildet werden soll. Manche SARS-CoV-2-Impfstoffe verwenden als Antigen eine Variante des S-Glykoproteins, die zwei geänderte Proline in der Nähe der Fusionsdomäne aufweist, welche die Proteinfaltung vor der Membranfusion stabilisieren (engl. 2P-prefusion-stabilised). Bei der 2P-Variante wurden zwei Aminosäuren gegen Proline getauscht: an Position 1060 war zuvor ein Valin, an Position 1061 war zuvor ein Leucin. Die 2P-Variante wurde für Coronaviren erstmals beim MERS-CoV beschrieben. Die Analogie der 2P-Variante bei SARS-CoV-2 wurde bestätigt.
Alle derzeit in Europa zugelassenen Impfstoffe gegen SARS-CoV-2 werden mittels einer intramuskulären Injektion verabreicht (Stand: November 2021). In Indien wurde ein DNA-Impfstoff namens ZyCoV-D zugelassen, der per nadelfreier Injektion angewendet wird. Eine weitere mögliche Alternative und Ergänzung dazu sind Impfstoffe, die auf die Nasen- oder Mundschleimhaut aufgebracht werden, um die lokale Immunabwehr in Nase und Rachen zu trainieren, wodurch der Antikörpersubtyp der Schleimhäute (Immunglobulin A) gebildet wird und bereits in den viralen Eintrittspforten der Schleimhäute vorkommt. Im Idealfall könnte so eine sterile Immunität erzeugt werden, bei der die Weitergabe des Virus verhindert wird. Als erster Impfstoff gegen SARS-CoV-2 wird Razi Cov Pars in der dritten Dosis intranasal verabreicht. Alle anderen Impfstoffe dieses Typs befinden sich bislang noch in der Entwicklungsphase (Stand: November 2021). Berechnungen zufolge wurden im ersten Jahr der zugelassenen Impfstoffe durch die Impfungen gegen SARS-CoV-2 weltweit zwischen 14,4 (anhand der veröffentlichten Totenzahlen) und 19,8 (anhand der Übersterblichkeit) Millionen Menschen vor einem tödlichen COVID-19-Krankheitsverlauf geschützt.
Eine Impfung kann nicht nur einen schweren COVID-19-Verlauf verhindern, sondern war auch mit selteneren thromboembolischen oder kardiovaskulären Komplikationen in der akuten und postakuten Phase verbunden.

### Immunreaktionen gegen SARS-CoV-2
SARS-CoV-2 ist ein behülltes, nicht-segmentiertes RNA-Virus. Gegen zwei Proteine der Virushülle (S-Glykoprotein und Membranprotein) des nahe verwandten SARS-CoV wurden neutralisierende Antikörper beschrieben. Neutralisierende Antikörper gegen das S-Glykoprotein sind hauptsächlich für einen Schutz vor Infektion durch SARS- oder MERS-CoV verantwortlich, jedoch ist die Ursache für einen Schutz vermutlich vom Impfstofftyp, den verwendeten Antigenen, den Tiermodellen und der Applikationsform abhängig. Im S-Glykoprotein des SARS-CoV-2 wurden für den Menschen 13 Epitope für MHC I (erzeugen eine zelluläre Immunantwort) und 3 für MHC II (erzeugen eine humorale Immunantwort) identifiziert. Konservierte Epitope wurden im S-Glykoprotein und im Nukleokapsidprotein identifiziert, die sich für breitenwirksame Impfstoffe eignen könnten. Es gibt in Mäusen eine Kreuzreaktivität von neutralisierenden Antikörpern gegen das S-Glykoprotein, die sowohl den Zelleintritt von SARS-CoV als auch von SARS-CoV-2 hemmen. Beide SARS-assoziierten Viren verwenden den gleichen Rezeptor zum Zelleintritt, das Angiotensin-konvertierende Enzym 2 (ACE2), während MERS-CoV die Dipeptidylpeptidase 4 (CD26) verwendet. Zahlreiche ACE-2-Rezeptoren finden sich beim Menschen auch im Darmbereich, in Gefäßzellen, in der Herzmuskulatur sowie in der Niere. Das S-Glykoprotein wird in zwei Untereinheiten unterteilt, S1 und S2. S1 enthält die Rezeptorbindungsdomäne und bedingt die Bindung an die Wirtszelle. S2 ist für die Fusion mit der Zellmembran verantwortlich. Die Bindungsaffinität des SARS-CoV-2 zum ACE-2-Rezeptor ist etwa 10 bis 20 mal so stark wie die des SARS-CoV. Es gab im März 2020 keine monoklonalen Antikörper gegen die Rezeptor-bindende Proteindomäne (RBD) des S-Glykoproteins von SARS-CoV, die nennenswerte Bindungsaffinität gegen SARS-CoV-2 aufwiesen. In der folgenden Zeit wurde bei der Immunreaktion gegen SARS-CoV-2 beobachtet, dass die Immunität mit der Konzentration neutralisierender Antikörper korreliert. Allerdings ist diese Korrelation nichtlinear, denn 3 % Neutralisationswirkung eines Genesenenserums im Neutralisationstest entsprechen 50 % Schutz vor schwerer Erkrankung und 20 % Neutralisationswirkung entsprechen 50 % ohne messbare Virustiter (d. h. mit sterilisierender Immunität). Die biologische Halbwertszeit der durch Impfung gebildeten neutralisierenden Antikörper betrug für die RNA-Impfstoffe von Biontech und Moderna in den ersten vier Monaten 65 Tage und anschließend für die folgenden acht Monate 108 Tage. Der Beitrag der zellulären Immunantwort zum Schutz vor Erkrankung und der Schutz vor neuen Virusvarianten wurde in dieser Studie nicht untersucht.
Bindende Antikörper werden per ELISA gemessen, neutralisierende im Neutralisationstest. Um die Resultate der Antikörpermessungen besser vergleichen zu können, wurde von der WHO für die Bestimmung der Menge der neutralisierenden Antikörper die Einheit IU/ml (International Units / ml) und für die bindenden Antikörper die Einheit BAU/ml (Binding Antibody Units / ml) vorgeschlagen.

### Fluchtmutationen
Ein Problem bei der Impfstoffentwicklung ist die hohe Mutationsrate von einigen RNA-Viren, wodurch der Impfstoff wie beim Influenzaimpfstoff fortlaufend an die sich verändernden zirkulierenden Virusstämme angepasst werden muss oder nur einen Teil der zirkulierenden Virusstämme abdeckt. Es wurde befürchtet, dass die Wirkung der Covid-19-Impfstoffe gegen neue Varianten von SARS-CoV-2, die durch Fluchtmutationen im Gen für das Spike-Protein entstehen, vermindert sein könnte, so dass trotz Impfung erneute Infektionen häufiger werden. Für eine geminderte Immunität gegen Fluchtmutanten ist entscheidend, ob die Mutationen im Bereich der immundominanten Epitope des Antigens auftreten, nicht still sind und in einer schlechteren Wiedererkennung durch das Immunsystem resultieren – erst dann sind es Fluchtmutationen. Durch die zufällige Mutation der RNA des SARS-CoV-2 in Bereichen, gegen die eine Immunantwort wirkt, entstehen Fluchtmutanten. Die Rezeptor-bindende Proteindomäne des S-Glykoproteins (als Antigen zur Erzeugung neutralisierender Antikörper) ist der variabelste Teil des SARS-CoV-2. Der Stamm D614G ist mit etwa 85 % der im November 2020 dominierende globale SARS-CoV-2-Stamm. Fast alle Stämme mit dieser D614G-Mutation zeigen auch Mutationen in Replikationsproteinen wie beispielsweise ORF1ab P4715L und RdRp P323L. Diese wiederum sind die Angriffspunkte für einige Medikamente wie Remdesivir und Favipiravir. Dadurch, dass die zugelassenen Impfstoffe eine Immunantwort gegen mehrere Epitope des Spike-Glykoproteins hervorrufen, ist der Einfluss einer Mutation in nur einem Epitop auf die gesamte Immunantwort gegen SARS-CoV-2 im Sinn einer Immunevasion in der Regel gering. Während ursprünglich alle Impfstoffhersteller die Sequenz des Wuhan-Stammes von SARS-CoV-2 verwendeten, haben alle Hersteller zugelassener Impfstoffe neue Kandidaten in klinischer Prüfung, die an zirkulierende SARS-CoV-2 angepasst sind. Bei den RNA-Impfstoffen BNT162b2 (Biontech/Pfizer) und mRNA-1273 (Moderna) wurde in Laborstudien eine geringere Zahl von neutralisierenden Antikörpern, die gegen die SARS-CoV-2-Variante Beta wirksam sind, festgestellt: beim Biontech-Impfstoff um weniger als den Faktor 2, beim Moderna-Impfstoff um den Faktor 6. In einer Doppelblindstudie wurden die Sicherheit und Wirksamkeit des Impfstoffs von AstraZeneca bei jungen Erwachsenen (Median: 30 Jahre, oberes/unteres Quartil: 24 bzw. 40 Jahre) untersucht. Die Ansteckungszahlen und die Zahlen milder bis mittelschwerer Krankheitsverläufe zeigten, dass das Vakzin gegen die Beta-Variante nur minimal (nicht signifikant) besser als ein Placebo wirkt. Wegen der niedrigen Datenbasis der Studie ist noch keine Aussage zum Schutz vor schweren Verläufen möglich. Der zeitliche Abstand zwischen beiden Impfdosen in der Studie lag bei 3 bis 5 Wochen. Empfohlen werden jedoch für eine stärkere Immunantwort 9 bis 12 Wochen.

### Infektionsverstärkende Antikörper (ADE)
Bei SARS-CoV und MERS-CoV wurden unerwünschte infektionsverstärkende Antikörper (Antibody-dependent Enhancement, ADE) gegen Proteine in der Virushülle beschrieben. Diese können auch bei SARS-CoV-2 vermutet werden und sind ein potenzielles Sicherheitsrisiko bei der Entwicklung der COVID-19-Impfstoffe, allerdings hat sich diese Sorge in Anbetracht der intensiven Forschung nicht bestätigt. Zur Vermeidung infektionsverstärkender Antikörper gegen das S-Glykoprotein kann vermutlich mit verkürzten Varianten immunisiert werden, wie die RBD oder die S1-Untereinheit des S-Glykoproteins.
Bei zwei Impfstoffen gegen SARS-CoV auf Basis des ganzen Virus wurde eine Immunpathogenese der Lungenbläschen durch die Einwanderung von Eosinophilen und Typ-2-T-Helferzellen beobachtet. Die Immunpathogenese konnte bei einem SARS-CoV-Impfstoff durch Zugabe eines bestimmten Adjuvans (ein delta-Inulin-basiertes Polysaccharid) vermieden werden.

### Notwendiger Herdenschutz
Um SARS-CoV-2 analog zum Pockenvirus durch Impfungen ausrotten zu können (Eradikation), muss der Impfstoffe neben dem Schutz des Geimpften auch in gewissem Umfang die Weitergabe an Dritte (Transmission) vermindern. Dafür ist also ein Mindestmaß an steriler Immunität in einer Population notwendig. Der zu impfende Mindestanteil einer Bevölkerung zum Erreichen eines Herdenschutzes {\displaystyle V_{c}} berechnet sich aus der Basisreproduktionszahl {\displaystyle R_{0}} und der Impfstoffwirksamkeit gegen Transmission {\displaystyle E} (nicht zu verwechseln mit der Impfstoffwirksamkeit gegen schwere Krankheitsverläufe):
{\displaystyle V_{c}={\frac {1-1/R_{0}}{E}}}
Unter der Annahme, dass für SARS-CoV-2 die Basisreproduktionszahl R0 ≈ 2,87 ist, wäre der notwendig zu impfende Mindestanteil der Bevölkerung 93,1 % bei einem Impfstoff, der die Transmission um 70 % senkte. Bei der Delta-Variante müssten mit einem R0 von nahezu 7 bei ansonsten gleicher Annahme 122,4 % aller Menschen geimpft werden. Da nicht mehr als 100 % geimpft werden können, wäre ein Herdenschutz damit nicht mehr erreichbar.
Ebenso kann die Mindestwirksamkeit gegen Transmission berechnet werden:
{\displaystyle E={\frac {1-1/R_{0}}{V_{c}}}}
Unter der Annahme von R0 ≈ 2,87 ist die notwendige Mindestwirksamkeit gegen Transmission 86,9 %, wenn 75 % der Bevölkerung geimpft werden können. Wenn 100 % der Bevölkerung geimpft werden könnten, wäre die notwendige Mindestwirksamkeit gegen Transmission 65,2 %. Bei der Delta-Variante mit einem R0 von nahezu 7 wäre bei einer Impfquote von 100 % bereits eine Mindestwirksamkeit gegen Transmission von 85,7 % nötig. Weniger wirksame Impfstoffe führen nicht zu einer Eradikation. Die Auswirkung der SARS-CoV-2-Impfung auf die Transmission wird untersucht.

### Herdenschutz und Ansteckungsfähigkeit
Eines der Ziele der Impfung ist der Herdenschutz, der auch Herdenimmunität genannt wird. Im September 2020 nahm man dafür eine notwendige Durchimpfungsrate der Bevölkerung von mindestens 55 bis 60 Prozent an. Im Dezember ging die Weltgesundheitsorganisation (WHO) für die zu diesem Zeitpunkt verbreiteten Virusvarianten von einer notwendigen Durchimpfungsrate von mindestens 60 bis 70 Prozent aus. Anfang 2021 ging das Leibniz-Institut für Präventionsforschung und Epidemiologie wegen der neuen Varianten davon aus, dass ungefähr 80 % der Menschen geimpft sein müssten, um die Pandemie zum Erliegen zu bringen. Es komme jedoch auch auf die Art und Dauer der bewirkten Immunität und die Homogenität ihrer Verteilung in der Bevölkerung an.
Insbesondere müsste die Impfung durch Erzeugen einer sterilen Immunität auch die Übertragung des Erregers auf Dritte verhindern. Lange Zeit war nicht sicher, in welchem Umfang und für welche Dauer die bisher entwickelten SARS-CoV-2-Impfstoffe diese Kontagiosität verhindern könnten. In Tierversuchen bei geimpften Affen wurden trotz ausbleibender Symptome nach einer erneuten Exposition Viruspartikel in der Nase nachgewiesen. Der Direktor des Paul-Ehrlich-Instituts, Klaus Cichutek, war im Dezember 2020 noch optimistisch: „Wir gehen davon aus, dass bei einer Verminderung der schweren Verläufe doch auch zumindest eine Reduktion der Viruslast in den oberen Atemwegen passiert.“ Im Februar 2021 zeigte eine Studie mit Praxisdaten zum AstraZeneca-Impfstoff, dass die Übertragung des Virus nach der zweiten Impfdosis um 50 Prozent verringert werde. „Selbst 50 Prozent sind eine signifikante Verringerung“, erklärte AstraZeneca-Forschungschef Mene Pangalos.
Seit 31. Mai 2021 ist in der EU auch ein Vakzin für Kinder und Jugendliche ab 12 Jahren zugelassen.
Das Robert Koch-Institut dämpfte im Juli 2021 die hohen Erwartungen an die Herdenimmunität: Es sei zweifelhaft, ob die dafür bisher angenommenen Schwellenwerte für COVID-19 realistisch seien. Vielmehr sei es möglich, dass es je nach zugrundegelegten Parametern „selbst bei einer 100 %igen Impfquote nicht gelingen“ könnte, den Erreger zu eliminieren. Es sei jedoch ein realistisches Ziel, eine breite Grundimmunität in der Bevölkerung zu erreichen, durch die auf individueller Ebene das Auftreten schwerer Erkrankungsfälle deutlich reduziert und auf der Populationsebene die Viruszirkulation erheblich verringert werde. Hendrik Streeck, Direktor des Instituts für Virologie und HIV-Forschung an der Medizinischen Fakultät der Universität Bonn, ordnete dies im Juli 2021 so ein: „Mit diesen Impfstoffen werden wir keine Herdenimmunität erreichen. Bei immer mehr Menschen, die geimpft sind, können wir im Rachen das Virus nachweisen.“ Man schütze mit der Impfung vor allem sich selbst vor einem schweren Verlauf der Krankheit Covid-19. Ende Juli 2021 konkretisierte das Robert Koch-Institut: „Die Vorstellung des Erreichens einer ‚Herdenimmunität‘ im Sinne einer Elimination oder sogar Eradikation des Virus ist jedoch nicht realistisch.“

### Ansteckungsfähigkeit nach Impfung und Transmission
Zu unterscheiden ist wie bei anderen Impfungen zwischen dem Schutz der geimpften Person vor Infektion und Erkrankung und dem Schutz vor der Weitergabe des Erregers von Geimpften an Dritte (Transmission).
Die Impfung schütze andere ungeimpfte Haushaltsangehörige indirekt zu 40–60 % vor Ansteckung – so noch das Fazit der beiden Mitte Juli 2021 von Public Health England zitierten Studien auf Basis ermittelter Daten von Jahresbeginn 2021, vor der Verbreitung der Delta-Variante. Die Ende Juli 2021 vorherrschende Delta-Variante kann nach einem bestätigten internen Dokument der CDC aber auch von geimpften Personen weitergegeben werden. Zwei Haushaltskontakt-Studien aus Großbritannien und den Niederlanden zeigen, dass geimpfte Index-Fälle die Delta-Variante mit einer geringeren Wahrscheinlichkeit übertragen, abhängig vom Impfstoff und der Zeit, die seit der Impfung verstrichen ist.
Die sich Ende 2021 ausbreitende Variante Omikron sei sehr leicht übertragbar und führe auch bei vollständig Geimpften und Genesenen häufig zu Infektionen, die weitergegeben werden können, so das RKI am 21. Dezember.
Die Eindämmung der Virus-Übertragung kann mit den vorhandenen Impfstoffen nur bedingt gelingen, weil die Impfstoffe keinen nennenswerten Immunschutz direkt in den Schleimhäuten erzeugen, sondern so konzipiert sind, dass sie vor allem die Geimpften selbst vor symptomatischer Erkrankung schützen. Da Geimpfte mit der Delta-Variante angesteckt werden können und Dritte anstecken können, sind Dritte nicht in dem Maße durch Impfungen anderer Personen vor Ansteckung und vor einem schweren Krankheitsverlauf oder langfristigen Folgen wie Long COVID geschützt, wie es bei den meisten Impfungen gegen andere Erreger der Fall ist. Dadurch, dass das Immunsystem von Geimpften das Virus schneller bekämpfen kann, sind sie jedoch wohl nicht so lange infektiös wie Ungeimpfte und erkranken auch weniger oft symptomatisch (Husten, Niesen), wodurch sich eine gewisse Schutzwirkung auch gegenüber anderen ergibt. Andererseits kann sich ein falsches Sicherheitsgefühl einstellen, wodurch Geimpfte sich anderen gegenüber nicht mehr so vorsichtig verhalten. Deshalb rät das RKI auch Geimpften dazu, sich weiter an die Abstands- und Hygieneregeln (AHA) zu halten.

## Impfstoffentwicklung

### Vorentwicklung auf Basis SARS-CoV und MERS-CoV
Impfstoffe sind die effektivsten präventiven Maßnahmen gegen Infektionskrankheiten. Bereits seit Jahren wird daher an Impfstoffen gegen Coronaviren geforscht, unter anderem gegen HCoV-HKU1, HCoV-NL63, HCoV-OC43, HCoV-229E, SARS-CoV und MERS-CoV. Es gibt verschiedene verfügbare Impfstoffe für Tiere gegen Coronaviren, beispielsweise gegen das Aviäre Coronavirus (bei Vögeln), das Canine Coronavirus (bei Hunden) und das Feline Coronavirus (bei Katzen). Für die humanpathogenen Coronaviren SARS-CoV und MERS-CoV existieren experimentelle Impfstoffe, die im Tierversuch getestet wurden. Gegen SARS-CoV und gegen MERS-CoV wurden bis 2019 insgesamt vier Impfstoffe am Menschen mit abgeschlossenen klinischen Studien untersucht. Alle vier Impfstoffe waren sicher und immunogen. Sechs weitere Impfstoffe befanden sich 2019 in klinischen Studien. Keiner hat jedoch bisher eine Arzneimittelzulassung für den Menschen. Gründe dafür liegen beim MERS-CoV im Fehlen kostengünstiger Tiermodelle, im nur noch sporadischen und lokalen Vorkommen des Virus und in der daraus resultierenden fehlenden Investitionsbereitschaft. Bei SARS-CoV traten nach 2004 keine neuen Infektionen mehr auf. Erst mit der COVID-19-Pandemie ab 2020 wurden Coronavirusimpfstoffe wieder dringlich. Dank der oben genannten, bereits erfolgten Forschung konnte hierbei auf bestehendem Wissen aufgebaut und so schnell ein Impfstoff auch gegen SARS-CoV-2 entwickelt werden. Hierbei wurde auch auf die neue Technologie der RNA-Impfstoffe gesetzt, die aus einer Messenger-RNA (mRNA) bestehen, die für eines oder mehrere virale Proteine codieren. Deren Entwicklung und Herstellung kann wesentlich schneller vonstattengehen als bei herkömmlichen Impfstoffen. Zuvor fanden bereits seit mehreren Jahren Tests von RNA-Impfstoffen gegen andere Krankheiten in klinischen Studien am Menschen statt.

### Spezifische Impfstoffentwicklung für SARS-CoV-2

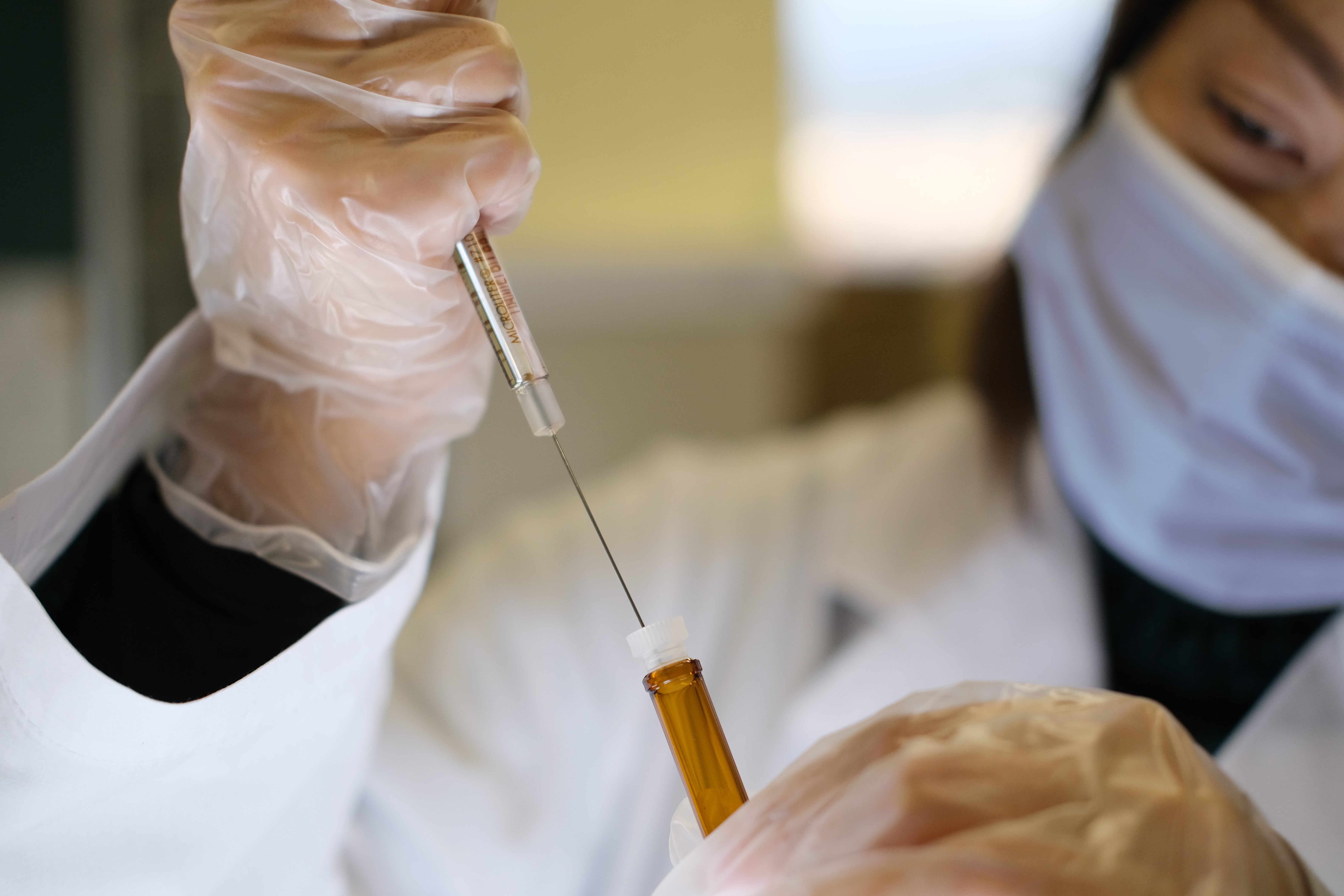
Forschung zu einem Impfstoff in Japan

Ab Ende Januar 2020 begannen unter anderem das Chinesische Zentrum für Krankheitskontrolle und Prävention, die Universität Hongkong (nasal angewendet), das Shanghai-Ost-Krankenhaus und andere Universitäten wie die Washington University in St. Louis mit der Impfstoffentwicklung. Sechs Impfstoffentwickler wurden im März 2020 von der Coalition for Epidemic Preparedness Innovations (CEPI) unterstützt, darunter Curevac, Moderna (zusammen mit dem National Institute of Allergy and Infectious Diseases), Inovio Pharmaceuticals (zusammen mit dem Wistar Institute und Beijing Advaccine Biotechnology), die University of Queensland (zusammen mit dem Adjuvantienhersteller Dynavax), die University of Oxford und Novavax. Anfang März 2020 kündigte CEPI die Bereitstellung von zwei Milliarden US-Dollar zur Entwicklung von SARS-CoV-2-Impfstoffen an, die durch verschiedene öffentliche und private Organisationen finanziert werden, darunter unter Beteiligung von Deutschland, Dänemark, Finnland, Großbritannien und Norwegen.

### Debatte über Belastungsstudien
Im Verlauf der COVID-19-Pandemie wurde vorgeschlagen, die Dauer der Arzneimittelzulassung durch Belastungsstudien zu verkürzen. Eine Belastungsstudie besteht aus einer Impfung mit nachfolgender gezielter Infektion zur Überprüfung der Immunität und des Schutzes vor Infektion und Erkrankung. Belastungsstudien wurden bei verschiedenen anderen Infektionskrankheiten am Menschen durchgeführt wie Grippe, Typhus, Cholera und Malaria. Während Belastungsstudien am Menschen ethisch problematisch sind und deren ethische Aspekte im Allgemeinen wenig erforscht sind, könnte die Anzahl der COVID-19-Toten dadurch weltweit reduziert werden. Daher wurden in Bezug auf SARS-CoV-2 ethische Richtlinien für Belastungsstudien am Menschen entwickelt. Durch Belastungsstudien können die üblicherweise über mehrere Jahre laufenden klinischen Studien der Phasen II und III auf wenige Monate verkürzt werden. Nach einem ersten Nachweis der Arzneimittelsicherheit und -wirksamkeit eines Impfstoffkandidaten im Tierversuch und anschließend in gesunden Menschen (< 100 Menschen) können Belastungsstudien eingesetzt werden, um eine klinische Studie der Phase III zu überspringen. Belastungsstudien an Menschen beinhalten die Impfung und spätere Infektion von zuvor nicht infizierten, risikoarmen Freiwilligen im Vergleich zu einer mit Placebo-geimpften vergleichbar zusammengesetzten Gruppe als Negativkontrolle. Anschließend erfolgt bei Bedarf eine Überwachung der Patienten in Kliniken, die SARS-CoV-2-Medikamente zur Behandlung bereithalten.

### Citizen Science
Am 27. Februar 2020 kündigte das Citizen-Science-Projekt Folding@home an, die Impfstoffentwicklung zur Aufklärung der Struktur des Spike-Proteins von SARS-CoV-2 voranzutreiben. Über Folding@home können Interessierte einen Teil ihrer Computerleistung der Molekülmodellierung zur Verfügung stellen. Über BOINC kann man auch den Volunteer-Computing-Projekten Rosetta@home, World Community Grid und TN-Grid Computerleistung zur Aufklärung der Struktur von SARS-CoV-2-Proteinen zur Verfügung stellen. Weiterhin bietet das experimentelle Computerspiel Foldit Interessierten die Möglichkeit, Wissenschaftlern bei der Aufklärung von SARS-CoV-2-Proteinen zu helfen.

### Weiterentwicklung gegen Virusvarianten
Bisher ist keine Virus-Mutation aufgetaucht, gegen die die bisher zugelassenen Impfstoffe nicht mehr wirken (sog. „Escape-Variante“). Auch gegen die Delta-Variante sind die Impfstoffe weiterhin gut wirksam, wenn auch nicht ganz so effektiv wie gegen den ursprünglichen Wildtyp. Allerdings arbeiten mehrere Forschungsgruppen schon jetzt an möglichen weiterentwickelten Impfstoffen der „zweiten Generation“, die noch besser gegen bereits existierende Varianten, vor allem aber gegen eine mögliche Fluchtmutation wirken sollen. Auch mehrere Phase-III-Studien dazu sind bereits angelaufen. Insbesondere mit der mRNA-Technik ist eine solche Anpassung sehr schnell möglich, allerdings stehen dem sofortigen Einsatz noch regulative Hürden entgegen. Zudem sind Impfstoffe in der Entwicklung, die speziell immunsupprimierte Personen schützen oder eine sterile Immunität erzeugen sollen.

## Zulassungsverfahren
Wie alle Arzneimittel werden auch COVID-19-Impfstoffe vor ihrer Anwendung einer klinischen Prüfung unterzogen, bevor die Arzneimittelzulassung – länderweise oder staatsübergreifend – bei der jeweils zuständigen Behörde beantragt werden kann. In der EU ist die Europäische Arzneimittelagentur (EMA) für die Zulassung von Arzneimitteln und somit auch von Impfstoffen gegen COVID-19 zuständig. Diese werden nach aktuellen wissenschaftlichen Erkenntnissen und geltenden behördlichen Richtlinien und gesetzlichen Anforderungen entwickelt, bewertet und zugelassen. Obwohl dieser Prozess bei den Coronaimpfstoffen schneller als üblich erfolgte, wurde hierbei (in Europa) kein Prüfschritt ausgelassen, verkürzt oder vereinfacht. Der Grund für die Schnelligkeit lag stattdessen insbesondere in neuer und verbesserter Technologie, bereits bestehendem Vorwissen durch SARS-CoV-1, erheblicher finanzieller Unterstützung sowie der parallelen Durchführung der Prüfphasen (siehe auch Rolling-Review-Verfahren). Für die Zulassung von Arzneimitteln allgemein und in diesem Fall speziell von Impfstoffen gegen COVID-19 ist das Nutzen-Risiko-Verhältnis von entscheidender Relevanz. Wenn eine signifikante Wirksamkeit bzw. Immunogenität nachgewiesen wurde und der Nutzen ein mögliches Risiko durch eventuelle schwere Nebenwirkungen überwiegt, erfolgt die Zulassung eines Impfstoffs.

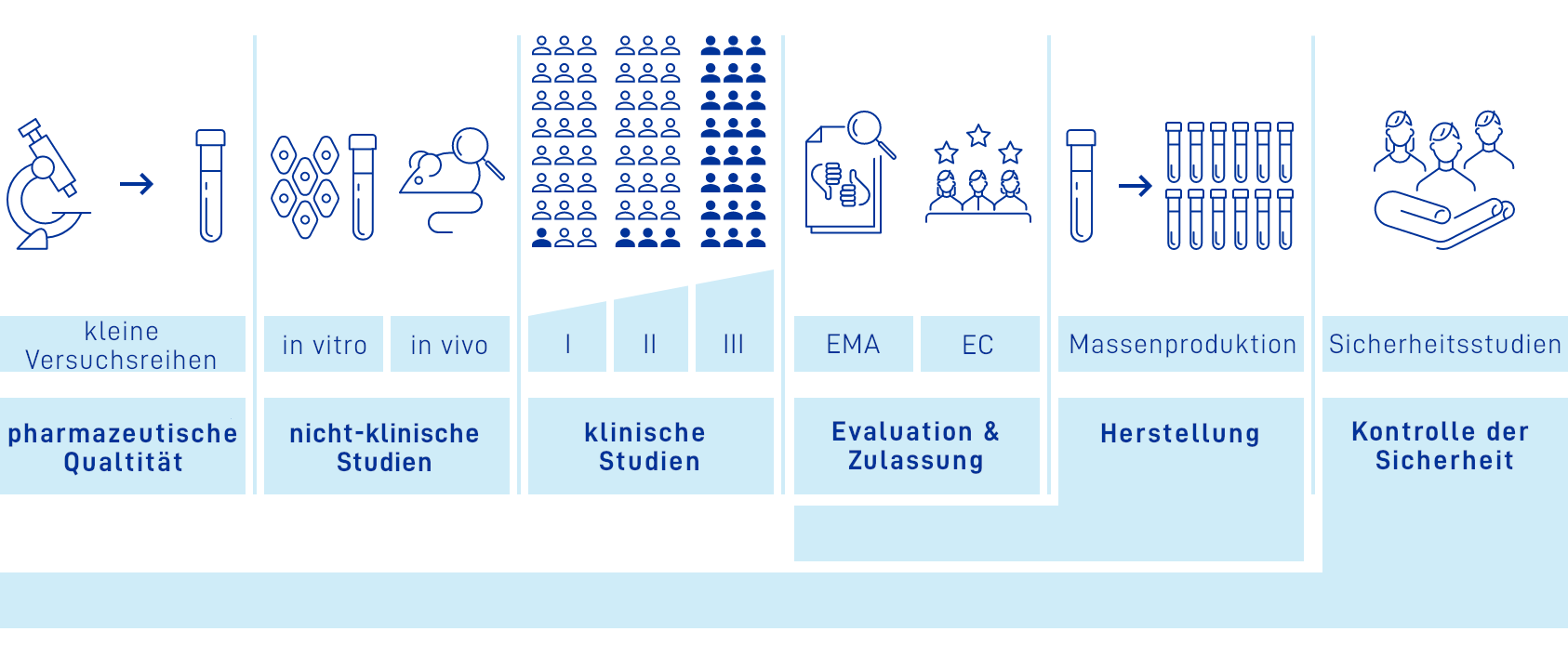
Stufen der Impfstoff-Zulassung von Entwicklung bis Produktion

Die breite Anwendung eines COVID-19-Impfstoffes außerhalb von klinischen Studien bedarf allgemein einer speziellen Genehmigung in Form einer Zulassung. Diese erteilt auf Antrag die zuständige Arzneimittelbehörde, wenn sie das Nutzen-Risiko-Verhältnis als positiv erachtet. Voraussetzung ist üblicherweise die umfassende klinische Prüfung, in der die Wirksamkeit bzw. Immunogenität nachgewiesen und schwere Nebenwirkungen ausgeschlossen wurden (Phase-3-Studie), sowie der Nachweis der einwandfreien und reproduzierbaren Produktqualität. Darüber hinaus ist in bestimmten Ländern auch die Genehmigung der ausnahmsweisen Anwendung eines nicht lizenzierten Impfstoffes möglich („Notfallzulassung“). Sie basieren auf nationalen rechtlichen Sonderregelungen, die beim Vorliegen eines Notfalls im Bereich der öffentlichen Gesundheit greifen, und umfassen bspw. die Notfallgebrauchszulassung (Emergency use authorization) in den USA oder das befristete Inverkehrbringen gemäß „Regulation 174A(2) of the Human Medicine Regulations“ im Vereinigten Königreich (UK) bzw. gemäß § 79 (5) Arzneimittelgesetz (AMG) in Deutschland. Eine rasche Zulassung nach einem ordentlichen Zulassungsverfahren wie in der Schweiz und in der Europäischen Union (EU) wurde möglich durch die bereits vor Antragstellung einsetzende, fortlaufende Beurteilung von vorgelegten Unterlagen (Rolling-Review). Zudem wird die Zulassung für den Zulassungsinhaber an Bedingungen geknüpft (bedingte Zulassung). Die Bedingungen beinhalten, dass Daten, die zum Zeitpunkt der Zulassung noch nicht vollständig vorlagen – wie beispielsweise spezielle Details zu Ausgangsstoffen und Endprodukt oder der endgültige klinische Studienbericht – innerhalb einer vorgegebenen Frist nachgereicht werden müssen. Auch eine bedingte Zulassung gewährleistet, dass das Sicherheitssystem für Arzneimittel der EU vollumfänglich greift. Kritik erntete Russland mit seinem Vorgehen, basierend auf Daten von 76 Probanden, bereits mit dem Impfen der Bevölkerung mit Gam-COVID-Vac (Sputnik V) zu beginnen, als die 3. Studienphase erst startete. Ebenso gab es in Indien um die Notfallzulassung eines Impfstoffes der Firma Bharat Biotech eine Kontroverse, weil die klinischen Studien noch nicht abgeschlossen waren.
Ein von einer sogenannten strengen Regulierungsbehörde zugelassener Impfstoff kann bei der WHO für die Präqualifizierung (PQ), das heißt einer zweiten Überprüfung der klinischen und pharmazeutischen Daten, eingereicht werden. Ein erfolgreich durchlaufenes Präqualifizierungsverfahren ermöglicht Organisationen wie dem Kinderhilfswerk der Vereinten Nationen (UNICEF) oder der Panamerikanischen Gesundheitsorganisation (PAHO), den Impfstoff zu erwerben und – etwa über die COVAX-Initiative – weltweit auch ärmeren Ländern zugänglich zu machen. Besteht ein Notfall im Bereich der öffentlichen Gesundheit, wie etwa eine Pandemie, kann bereits vor der PQ die Prüfung des Impfstoffs über das Emergency-Use-Listing-Verfahren (EUL) der WHO beantragt werden.
Als erster Impfstoff weltweit wurde in Russland bereits im August 2020 der Vektorimpfstoff Gam-COVID-Vac („Sputnik V“) zugelassen, jedoch ohne die Phase-III-Studien mit Zehntausenden Probanden abzuwarten. Insgesamt wurden seitdem 47 Impfstoffe in mindestens einem Staat zugelassen.
Von der WHO wurden die RNA-Impfstoffe Tozinameran (Biontech/Pfizer) und Elasomeran (Moderna/NIAID), die Vektorimpfstoffe AZD1222 (AstraZeneca/Oxford bzw. Covishield vom Serum Institute of India), Ad26.COV2.S (Janssen / Johnson & Johnson) und Ad5-nCoV (CanSino), die Totimpfstoffe BBIBP-CorV (Sinopharm), CoronaVac (Sinovac) und BBV152 (Bharat Biotech) sowie die Protein-Untereinheitenimpfstoffe NVX-CoV2373 (Novavax bzw. Covovax vom Serum Institute of India) und GBP510 (SK Bioscience) in die Liste von Impfstoffen für den Notfallgebrauch aufgenommen („WHO-Notfallzulassung“). Diese WHO-Notfallzulassungen werden in Ländern ohne eigene Arzneimittelprüfung genutzt. Weitere Impfstoffe sind in der Prüfung.
Eine vollständige Zulassung hat die Europäische Kommission bislang für die Impfstoffe VLA2001 (Valneva), Tozinameran (Biontech/Pfizer), Elasomeran (Moderna/NIAID), AZD1222 (AstraZeneca/Oxford), Vidprevtyn (Sanofi/GSK), Ad26.COV2.S (Janssen/Johnson & Johnson) und Bimervax (Hipra) erteilt. Der Impfstoff NVX-CoV2373 (Novavax) erhielt eine bedingte Zulassung. Zuvor hatte die Europäische Arzneimittel-Agentur (EMA) deren jeweilige Sicherheit und Wirksamkeit positiv bewertet.
Das Wissenschaftsmagazin Science erklärte die Entwicklung von Impfstoffen gegen das SARS-CoV-2 in nie da gewesener Geschwindigkeit zum Breakthrough of the Year 2020, dem wissenschaftlichen Durchbruch des Jahres. Im Zuge der Impfstoffentwicklung gegen SARS-CoV-2 wurden die weltweit ersten RNA- (Tozinameran) und DNA-Impfstoffe (ZyCoV-D) für Menschen zugelassen.
Am 1. September 2022 erteilte die Europäische Kommission zwei an die Omikron-Variante von SARS-CoV-2 angepassten mRNA-Impfstoffen die Zulassung für die Auffrischungsimpfung, nachdem der Ausschuss für Humanarzneimittel (CHMP) der EMA eine entsprechende Empfehlung abgegeben hatte. Es handelt sich um die bivalenten Impfstoffe Comirnaty Original/Omicron BA.1 (Biontech/Pfizer) und Spikevax bivalent Original/Omicron BA.1 (Moderna). Diese neu zugelassenen COVID-19-Impfstoffe sind jeweils auf den ursprünglichen, erstmals in Wuhan nachgewiesenen Wildtyp von SARS-CoV-2 und dessen Omikron-Subvariante BA.1 abgestimmt.

## Zugelassene Impfstoffe

RNA-Impfstoffe und DNA-Impfstoffe: Tozinameran (Original) (RNA, Biontech / Pfizer) Tozinameran+angepasste mRNA (Original/Omikron) (RNA, Biontech / Pfizer) Elasomeran (Original) (RNA, Moderna) Elasomeran+angepasste mRNA (Original/Omikron) (RNA, Moderna) Andere
Adenovirus-Vektorimpfstoffe:
Inaktivierte SARS-CoV-2-Viren:
Untereinheitenimpfstoffe:

- Adenovirus-Vektorimpfstoffe:
AZD1222 (Oxford University / AstraZeneca)
Ad26.COV2.S (Janssen / Johnson & Johnson)
Sputnik V (Gamaleya)
Sputnik Light (Gamaleya)
Convidecia (CanSino)
iNCOVACC (Bharat Biotech)
- Inaktivierte SARS-CoV-2-Viren:
BBIBP-CorV (Sinopharm)
CoronaVac (Sinovac)
Covaxin (Bharat Biotech)
WIBP-CorV (Sinopharm)
VLA2001 (Valneva)
Andere
- Untereinheitenimpfstoffe:
NVX-CoV2373 (Novavax)
Vidprevtyn (Sanofi–GSK)
Abdala (CIGB)
ZF2001 (Anhui Zhifei)
EpiVacCorona (Vektor-Institut)
Soberana-2 (Finlay Institut)
Andere

### Liste der zugelassenen Impfstoffe
Für folgende Impfstoffe wurden Notfallzulassungen/Zulassungen erteilt (Feld-Hintergrundfarbe  Zulassung in der EU):
| Impfstoffklasse                                                           | Name                                                           | Entwickler                                                                                                 | Zugelassen in | Altersgruppen   | Impfschema                                              | Applikationsform                | Lagerung                   | Studien |
| ------------------------------------------------------------------------- | -------------------------------------------------------------- | --- | --- | --------------- | ------------------------------------------------------- | ------------------------------- | -------------------------- | --- |
| mRNA-Impfstoff (Liposom-umhüllt)                                          | Tozinameran BNT162b2 Comirnaty                                 | Biontech Pfizer Fosun Pharma                                                                               | → 140+ Staaten (incl. EU) | ab 5 Jahren     | 2 Dosen mit Abstand von 3–6 Wochen                      | intramuskulär                   | −70 °C (1 Monat: bis 8 °C) | Teilnehmer: Phase 2/3: 30.000 Phase 3: 43.661 Publikationen: Phase 1/2: doi:10.1038/s41586-020-2639-4 Phase 3: doi:10.1056/NEJMoa2034577    |
| mRNA-Impfstoff (Liposom-umhüllt)                                          | Elasomeran MRNA-1273 Spikevax TAK-919                          | Moderna | → 100+ Staaten (incl. EU) | ab 6 Jahren     | 2 Dosen mit Abstand von 4–6 Wochen                      | intramuskulär                   | −20 °C (30 Tage: bis 8 °C) | Teilnehmer: Phase 3: 30.000 Publikationen: Phase 1: doi:10.1056/NEJMoa2022483                                                               |
| mRNA-Impfstoff (Liposom-umhüllt)                                          | GEMCOVAC-19                                                    | Gennova Biopharmaceuticals (Emcure)                                                                        | Indien (28. Juni 2022) | ab 18 Jahren    | 2 Dosen mit Abstand von 4 Wochen                        | intramuskulär                   | 2–8 °C                     | |
| mRNA-Impfstoff (Liposom-umhüllt)                                          | ARCoV AWcorna                                                  | Walvax Biotechnology Suzhou Abogen Biosciences Akademie für Militärwissenschaften der Volksbefreiungsarmee | Indonesien (30. September 2022) |                 |                                                         | intramuskulär                   | 2–8 °C                     | |
| mRNA-Impfstoff (Liposom-umhüllt)                                          | SW-BIC-213                                                     | Stemirna Therapeutics                                                                                      | Laos (8. Dezember 2022) |                 |                                                         |                                 |                            | |
| mRNA-Impfstoff (Liposom-umhüllt)                                          | SYS6006                                                        | CSPC Pharmaceutical Group                                                                                  | Volksrepublik China (22. März 2023) |                 |                                                         | intramuskulär                   | 2–8 °C                     | |
| mRNA-Impfstoff (Liposom-umhüllt)                                          | Daichirona DS-5670                                             | Daiichi Sankyō                                                                                             | Japan (2. August 2023) |                 |                                                         | intramuskulär                   | 2–8 °C                     | |
| sa-mRNA-Impfstoff                                                         | Zapomeran ARCT-154 Kostaive                                    | Arcturus Therapeutics CSL Seqirus (CSL)                                                                    | Japan (November 2023) | ab 18 Jahren    | 2 Dosen                                                 | intramuskulär                   |                            | |
| DNA-Impfstoff (Plasmid)                                                   | ZyCoV-D                                                        | Zydus Cadila Biotechnology Industry Research Assistance Council                                            | Indien (20. August 2021) | ab 12 Jahren    | 3 Dosen mit Abstand von 4 Wochen                        | intrakutan                      | 2–8 °C                     | Teilnehmer: Phase 2: 1.000 Phase 3: 28.000 (bei Zulassung noch nicht publiziert)                                                            |
| Nichtreplizierender viraler Vektor (Adenovirus)                           | AZD1222 ChAdOx1 nCoV-19 Vaxzevria Covishield R-COVI KconecaVac | AstraZeneca University of Oxford Vaccitech                                                                 | → 170+ Staaten (incl. EU) | ab 18 Jahren    | 2 Dosen mit Abstand von 4–12 Wochen                     | intramuskulär                   | 2–8 °C                     | Teilnehmer: Phase 1/2: 1.112 in UK Phase 3: 30.000 Publikationen: Phase 1/2: doi:10.1016/S0140-6736(20)31604-4                              |
| Nichtreplizierender viraler Vektor (Adenovirus)                           | Ad26.COV2.S JNJ-78436735 Jcovden                               | Janssen Pharmaceutica (Johnson & Johnson)                                                                  | → 120+ Staaten (incl. EU) | ab 18 Jahren    | 1 Dosis                                                 | intramuskulär                   | 2–8 °C                     | Teilnehmer: Phase 3: 60.000 reduziert auf 40.000. Publikationen: Phase 1/2a: doi:10.1056/NEJMoa2034201                                      |
| Nichtreplizierender viraler Vektor (Adenovirus)                           | Sputnik V Gam-COVID-Vac                                        | Gamaleja-Institut für Epidemiologie und Mikrobiologie                                                      | → 70+ Staaten |                 | 2 Dosen mit Abstand von 3 Wochen                        | intramuskulär                   | −18 °C                     | Teilnehmer: Phase 1/2: 76 Phase 3: 40.000 Publikationen: Phase 1/2: doi:10.1016/S0140-6736(20)31866-3                                       |
| Nichtreplizierender viraler Vektor (Adenovirus)                           | Sputnik Light                                                  | Gamaleja-Institut für Epidemiologie und Mikrobiologie                                                      | → 20+ Staaten |                 | 1 Dosis                                                 | intramuskulär                   | 2–8 °C                     | |
| Nichtreplizierender viraler Vektor (Adenovirus)                           | Ad5-nCoV Convidecia PakVac                                     | CanSino Biologics Beijing Institute of Biotechnology                                                       | Volksrepublik China (25. Juni 2020) Mexiko (10. Februar 2021) Pakistan (12. Februar 2021) Ungarn (22. März 2021) Chile (7. April 2021) Argentinien (11. Juni 2021) Ecuador (15. Juni 2021) Malaysia (15. Juni 2021) Indonesien (7. September 2021) |                 | 1 Dosis                                                 | intramuskulär                   | 2–8 °C                     | Teilnehmer: Phase 3: 40.000 Publikationen: Phase 1: doi:10.1016/S0140-6736(20)31208-3 Phase 2: doi:10.1016/S0140-6736(20)31605-6            |
| Nichtreplizierender viraler Vektor (Adenovirus)                           | Salnavac                                                       | Generium                                                                                                   | Russland (5. Juli 2022) |                 | 2 Dosen mit Abstand von 3 Wochen                        | intranasal                      |                            | |
| Nichtreplizierender viraler Vektor (Adenovirus)                           | Ad5-nCoV-IH Convidecia Air                                     | CanSino Biologics                                                                                          | Volksrepublik China (5. September 2022) Marokko (10. November 2022) |                 | 1 Dosis                                                 | inhalativ                       | 2–8 °C                     | |
| Nichtreplizierender viraler Vektor (Adenovirus)                           | iNCOVACC BBV154                                                | Bharat Biotech                                                                                             | Indien (7. September 2022) | ab 18 Jahren    | 2 Dosen                                                 | intranasal                      | 2–8 °C                     | |
| Inaktiviertes Virus (Totimpfstoff)                                        | BBIBP-CorV BIBP-CorV Covilo Hayat-Vax                          | Beijing Institute of Biological Products (Sinopharm)                                                       | → 110+ Staaten | ab 3 Jahren     | 2 Dosen mit Abstand von 3–4 Wochen                      | intramuskulär                   | 2–8 °C                     | Teilnehmer: Phase 3: 15.000 Publikationen: Phase 1/2: doi:10.1001/jama.2020.15543                                                           |
| Inaktiviertes Virus (Totimpfstoff)                                        | CoronaVac                                                      | Sinovac Biotech                                                                                            | → 60+ Staaten | ab 3 Jahren     | 2 Dosen mit Abstand von 2 Wochen                        | intramuskulär                   | 2–8 °C                     | Teilnehmer: Phase 3: 8.870 Phase 3: 11.303 Publikationen: Phase 2: doi:10.1101/2020.07.31.20161216                                          |
| Inaktiviertes Virus (Totimpfstoff)                                        | Covaxin BBV152                                                 | Bharat Biotech Indian Council of Medical Research (ICMR)                                                   | → 10+ Staaten | ab 6 Jahren     | 2 Dosen mit Abstand von 4 Wochen                        | intramuskulär                   | 2–8 °C                     | Teilnehmer: Phase 3: 25.800 |
| Inaktiviertes Virus (Totimpfstoff)                                        | QazCovid-In QazVac                                             | Kazakh Research Institute for Biological Safety Problems                                                   | Kasachstan (13. Januar 2021) Kirgisistan (18. August 2021) |                 | 2 Dosen mit Abstand von 3 Wochen                        | intramuskulär                   | 2–8 °C                     | Teilnehmer: Phase 1/2: 244 |
| Inaktiviertes Virus (Totimpfstoff)                                        | CoviVac                                                        | Tschumakow-Forschungszentrum der Russischen Akademie der Wissenschaften                                    | → 3 Staaten |                 | 2 Dosen mit Abstand von 2 Wochen                        | intramuskulär                   | 2–8 °C                     | |
| Inaktiviertes Virus (Totimpfstoff)                                        | WIBP-CorV                                                      | Wuhan Institute of Biological Products (Sinopharm)                                                         | Volksrepublik China (25. Februar 2021) Philippinen (19. August 2021) |                 | 2 Dosen mit Abstand von 3 Wochen                        | intramuskulär                   | 2–8 °C                     | |
| Inaktiviertes Virus (Totimpfstoff)                                        | KCONVAC                                                        | Minhai Biotechnology Shenzhen Kangtai Biological Products                                                  | Volksrepublik China (14. Mai 2021) Indonesien (November 2021) |                 | 2 Dosen mit Abstand von 4 Wochen                        | intramuskulär                   | 2–8 °C                     | Teilnehmer: Phase 3: 28.000 |
| Inaktiviertes Virus (Totimpfstoff)                                        | Covidful                                                       | Chinesische Akademie der Medizinwissenschaften                                                             | Volksrepublik China (9. Juni 2021) |                 | 2 Dosen mit Abstand von 2 Wochen                        | intramuskulär                   | 2–8 °C                     | Teilnehmer: Phase 3: 34.020 |
| Inaktiviertes Virus (Totimpfstoff)                                        | COVIran Barekat                                                | Barkat Pharmaceutical Shifa Pharmed Industrial                                                             | Iran (13. Juni 2021) |                 | 2 Dosen mit Abstand von 4 Wochen                        | intramuskulär                   | 2–8 °C                     | |
| Inaktiviertes Virus (Totimpfstoff)                                        | FakhraVac                                                      | Organisation für Verteidigungsinnovation und -forschung                                                    | Iran (9. September 2021) |                 | 2 Dosen mit Abstand von 3 Wochen                        | intramuskulär                   | 2–8 °C                     | |
| Inaktiviertes Virus (Totimpfstoff)                                        | Turkovac Erucov-Vac                                            | Erciyes Universität Health Institutes of Turkey                                                            | Türkei (22. Dezember 2021) |                 |                                                         | intramuskulär                   | 2–8 °C                     | |
| Inaktiviertes Virus (Totimpfstoff)                                        | VLA2001                                                        | Valneva Dynavax Technologies                                                                               | → 30+ Staaten (incl. EU) | 18 bis 50 Jahre | 2 Dosen mit Abstand von 3 Wochen                        | intramuskulär                   | 2–8 °C                     | Teilnehmer: Phase 1: 153 Phase 3: 4670 |
| Untereinheitenimpfstoff (Peptid)                                          | EpiVacCorona                                                   | Staatliches Forschungszentrum für Virologie und Biotechnologie VECTOR                                      | → 3 Staaten |                 | 2 Dosen mit Abstand von 3 Wochen                        | intramuskulär                   | 2–8 °C                     | |
| Untereinheitenimpfstoff (Peptid)                                          | EpiVacCorona-N Aurora-CoV                                      | Staatliches Forschungszentrum für Virologie und Biotechnologie VECTOR                                      | Russland (26. August 2021) | 18 bis 60 Jahre | 2 Dosen mit Abstand von 3 Wochen                        | intramuskulär                   | 2–8 °C                     | |
| Untereinheitenimpfstoff (Protein, konjugiert)                             | Soberana-2 FINLAY-FR-2 Pasteurcovac                            | Instituto Finlay de Vacunas BioCubaFarma Pasteur Institute of Iran                                         | → 3 Staaten | ab 2 Jahren     | 2 Dosen im Abstand von 4 Wochen + 1 Dosis Soberana Plus | intramuskulär                   | 2–8 °C                     | Teilnehmer: Phase 2a: 100 Phase 2b: 900 Phase 3: 44.000                                                                                     |
| Untereinheitenimpfstoff (Protein, konjugiert)                             | Soberana Plus                                                  | Instituto Finlay de Vacunas BioCubaFarma                                                                   | → 2 Staaten |                 |                                                         | intramuskulär                   | 2–8 °C                     | |
| Untereinheitenimpfstoff (Rekombinantes Protein in virusartigen Partikeln) | NVX-CoV2373 Nuvaxovid Covovax TAK-019                          | Novavax | → 40+ Staaten (incl. EU) | ab 12 Jahren    | 2 Dosen mit Abstand von 3 Wochen                        | intramuskulär                   | 2–8 °C                     | Teilnehmer: Phase 1: 131 Phase 2: 2904 Phase 3: 9000 Publikationen: Phase 1/2: doi:10.1056/NEJMoa2026920                                    |
| Untereinheitenimpfstoff (Rekombinantes Protein in virusartigen Partikeln) | CoVLP Covifenz                                                 | Medicago GlaxoSmithKline                                                                                   | Kanada (24. Februar 2022) | ab 18 Jahren    | 2 Dosen mit Abstand von 3 Wochen                        | intramuskulär                   | 2–8 °C                     | Teilnehmer: Phase 1: 180 Phase 2/3: 30.612                                                                                                  |
| Untereinheitenimpfstoff (Rekombinantes Protein)                           | ZF2001 Zifivax RBD-Dimer                                       | Anhui Zhifei Longcom Biofarmaceutical Chinesische Akademie der Wissenschaften                              | Usbekistan (1. März 2021) Volksrepublik China (15. März 2021) Indonesien (7. Oktober 2021) |                 | 3 Dosen mit Abstand von 30 Tagen                        | intramuskulär                   | 2–8 °C                     | Teilnehmer: Phase 2: 900 Phase 3: 29.000 |
| Untereinheitenimpfstoff (Rekombinantes Protein)                           | MVC-COV1901                                                    | Medigen Vaccine Biologics Dynavax Technologies                                                             | → 3 Staaten |                 | 2 Dosen mit Abstand von 4 Wochen                        | intramuskulär                   | 2–8 °C                     | Teilnehmer: Phase 3: 5120 |
| Untereinheitenimpfstoff (Rekombinantes Protein)                           | COVAX-19 SpikoGen                                              | Vaxine Pty Ltd Cinnagen                                                                                    | Iran (6. Oktober 2021) |                 | 2 Dosen mit Abstand von 3 Wochen                        | intramuskulär                   | 2–8 °C                     | |
| Untereinheitenimpfstoff (Rekombinantes Protein)                           | Razi Cov Pars                                                  | Razi Vaccine and Serum Research Institute                                                                  | Iran (1. November 2021) |                 | 3 Dosen mit Abstand von 21 Tagen und 51 Tagen           | 2× intramuskulär, 1× intranasal | 2–8 °C                     | |
| Untereinheitenimpfstoff (Rekombinantes Protein)                           | Corbevax BECOV2D                                               | Baylor College of Medicine Texas Children’s Hospital Biological E                                          | Indien (28. Dezember 2021) Botswana (28. März 2022) | ab 5 Jahren     | 2 Dosen mit Abstand von 4 Wochen                        | intramuskulär                   | 2–8 °C                     | |
| Untereinheitenimpfstoff (Rekombinantes Protein)                           | NVSI-06-07                                                     | China National Biotec Group (Sinopharm)                                                                    | Vereinigte Arabische Emirate (28. Dezember 2021) |                 |                                                         | intramuskulär                   |                            | |
| Untereinheitenimpfstoff (Rekombinantes Protein)                           | Noora                                                          | Baqiyatallah Universität der Medizinischen Wissenschaften                                                  | Iran (1. März 2022) |                 | 3 Dosen mit Abstand von 3 und 2 Wochen                  | intramuskulär                   | 2–8 °C                     | |
| Untereinheitenimpfstoff (Rekombinantes Protein)                           | GBP510 SKYCovione SKYCovion                                    | SK Bioscience (SK Group) University of Washington Institute for Protein Design                             | → 2 Staaten | ab 18 Jahren    | 2 Dosen mit Abstand von 4 Wochen                        | intramuskulär                   | 2–8 °C                     | Teilnehmer: Phase 1/2: 328 Phase 3: 4037 Publikationen: Phase 1/2: doi:10.1016/j.eclinm.2022.101569 Phase 3: doi:10.1016/j.ijid.2023.04.344 |
| Untereinheitenimpfstoff (Rekombinantes Protein)                           | V-01                                                           | Livzon Pharmaceutical                                                                                      | Volksrepublik China (2. September 2022) |                 |                                                         | intramuskulär                   |                            | |
| Untereinheitenimpfstoff (Rekombinantes Protein)                           | IndoVac                                                        | Baylor College of Medicine Texas Children’s Hospital PT Bio Farma                                          | Indonesien (Oktober 2022) |                 |                                                         | intramuskulär                   |                            | |
| Untereinheitenimpfstoff (Rekombinantes Protein)                           | VidPrevtyn Beta VAT00008                                       | Sanofi Pasteur GlaxoSmithKline                                                                             | Europäische Union (10. November 2022) Vereinigtes Königreich (21. Dezember 2022) | ab 18 Jahren    |                                                         | intramuskulär                   | 2–8 °C                     | Teilnehmer: Phase 1/2: 440 Phase 3: 35.000                                                                                                  |
| Untereinheitenimpfstoff (Rekombinantes Protein)                           | SCB-2019                                                       | Clover Biopharmaceuticals Dynavax Technologies                                                             | Volksrepublik China (Dezember 2022) |                 |                                                         | intramuskulär                   |                            | |
| Untereinheitenimpfstoff (Rekombinantes Protein)                           | Bimervax PHH-1V                                                | Hipra | Europäische Union (30. März 2023) Vereinigtes Königreich (1. August 2023) | ab 16 Jahren    |                                                         | intramuskulär                   | 2–8 °C                     | |
| Untereinheitenimpfstoff (Rekombinantes Protein)                           | Coviccine                                                      | WestVac Biopharma Sichuan-Universität                                                                      | Volksrepublik China (8. Juni 2023) |                 |                                                         | intramuskulär                   |                            | |
| Untereinheitenimpfstoff (Protein)                                         | Abdala CIGB-66                                                 | Centro de Ingeniería Genética y Biotecnología BioCubaFarma                                                 | → 5 Staaten | ab 2 Jahren     | 3 Dosen mit Abstand von 2 Wochen                        | intramuskulär                   | 2–8 °C                     | Teilnehmer: Phase 3: 48.290 |

### Auf Basis von inaktivierten Viren

#### BBIBP-CorV, Covilo, Hayat-Vax (Sinopharm)
Die Volksrepublik China teilte in der dritten Septemberwoche 2020 mit, einen der Testimpfstoffe ihrer staatseigenen Sinopharm-Konzerngruppe an die Vereinigten Arabischen Emirate zu liefern. Bis dahin hatten bereits Teile des Militärs und anderes Regierungspersonal in China den Impfstoff erhalten. Auch dieser Impfstoff hatte, wie der russische Sputnik V, die Phase III zu diesem Zeitpunkt noch nicht abgeschlossen. Phase-III-Tests mit dem chinesischen Wirkstoff waren bis dahin mit Argentinien, Bahrain, Brasilien, Bangladesch, Ägypten, Indonesien, Jordanien, Marokko, Peru, Russland und Saudi-Arabien vereinbart. Im Januar 2021 teilte die chinesische Regierung in CCTV mit, dass über ein Notfallprogramm bereits ungefähr zehn Millionen Menschen geimpft worden sind. Die im Mai 2021 von der WHO für die Gruppe von 18 bis 59 Jahren als hochwertig eingestufte Phase-III-Studie mit rund 13.000 geimpften Probanden zeigte eine Reduktion des Risikos einer symptomatischen COVID-Erkrankung um 78,1 %.

#### CoronaVac (Sinovac Biotech)
Von Mitte April 2020 bis Anfang Mai 2020 wurden die Phase-I- und Phase-II-Studie in Suining (Xuzhou) in der chinesischen Provinz Jiangsu durchgeführt. Nach dem erfolgreichen Abschluss und der Veröffentlichung der Ergebnisse in The Lancet wurde die Phase-III-Studie in Brasilien, Chile, Indonesien und der Türkei durchgeführt. Die Türkei bestätigte eine Effektivität des chinesischen Impfstoffs von 91,25 %. Präsident Erdoğan kündigte am 12. Januar 2021 den Impfstart an. Kurz davor hatte bereits Indonesien diesen Impfstoff zugelassen; die erste Spritze bekam der Präsident.
Chile hat (Stand Mitte April 2021) mehr als 40 Prozent seiner Bevölkerung (8 Millionen von 19 Millionen) mindestens einmal geimpft und fast 30 Prozent bereits zweimal. Etwa 90 Prozent der in Chile verimpften Dosen kommen von Sinovac. Dennoch erfasste Chile bereits vor Erreichen eines signifikanten Impffortschritts Ende Februar 2021 eine zweite Welle, die erst Mitte April ihren Höhepunkt erreichte (→ COVID-19-Pandemie in Chile#Statistik). Der Impfstoff wird außerdem in Indonesien, Thailand, in der Ukraine und der Türkei eingesetzt.

#### BBV152, Covaxin (Bharat Biotech)
BBV152, auch als Covaxin bezeichnet, ist ein Totimpfstoff, der gemeinsam von der Firma Bharat Biotech und dem Indian Council of Medical Research entwickelt wurde. Eine Phase-III-Studie an Erwachsenen begann im November 2020. Der Impfstoff wurde Anfang Januar 2021 in Indien zugelassen.
Am 3. November 2021 erteilte die WHO dem Impfstoff BBV152 eine Notfallzulassung, nachdem die WHO-eigene Strategische beratende Expertengruppe für Immunisierung (Strategic Advisory Group of Experts on Immunization, SAGE) den Impfstoff am 5. Oktober 2021 begutachtet hatte. Die SAGE empfahl die Impfung für die Altersgruppe ≥ 18 Jahre und eine zweimalige Impfung im Abstand von vier Wochen. Studien hatten eine schützende Wirkung von 78 % gegen COVID-19-Erkrankung jedweder Schwere ergeben. Aufgrund seiner Stabilität bei Kühlschranktemperatur (4 bis 8 °C) wurde der Impfstoff als besonders für Entwicklungs- und Schwellenländer gut geeignet beurteilt. BBV152 (Covaxin) war der achte von der WHO zugelassene COVID-19-Impfstoff.

#### VLA2001 (Valneva)
Der Valneva-COVID-19-Impfstoff VLA2001 ist ein klassischer Totimpfstoff des französischen Biotechnologieunternehmens Valneva auf Basis inaktivierter Viren. Er wurde durch die EMA im Juni 2022 in der EU zugelassen.

### Auf Basis von Protein

#### NVX-CoV2373, Nuvaxovid, Covovax (Novavax)
NVX-CoV2373, mit Handelsnamen in der EU als Nuvaxovid bezeichnet, ist als Impfstoff ein SARS-CoV-2 rS-Protein-Nanopartikel (rekombinante Spikes) mit Matrix-M1-Adjuvans. Er wurde vom US-amerikanischen Pharmaunternehmen Novavax und der Coalition for Epidemic Preparedness Innovations (CEPI) entwickelt. Eine vollständige Impfung erfordert zwei Dosen. Am 20. Dezember 2021 erteilte die EU-Kommission basierend auf der Empfehlung der Europäischen Arzneimittel-Agentur (EMA) die bedingte Zulassung des Impfstoffs.

### Auf Basis von viralen Vektoren

#### AZD1222, Covishield, Vaxzevria (AstraZeneca / Oxford)

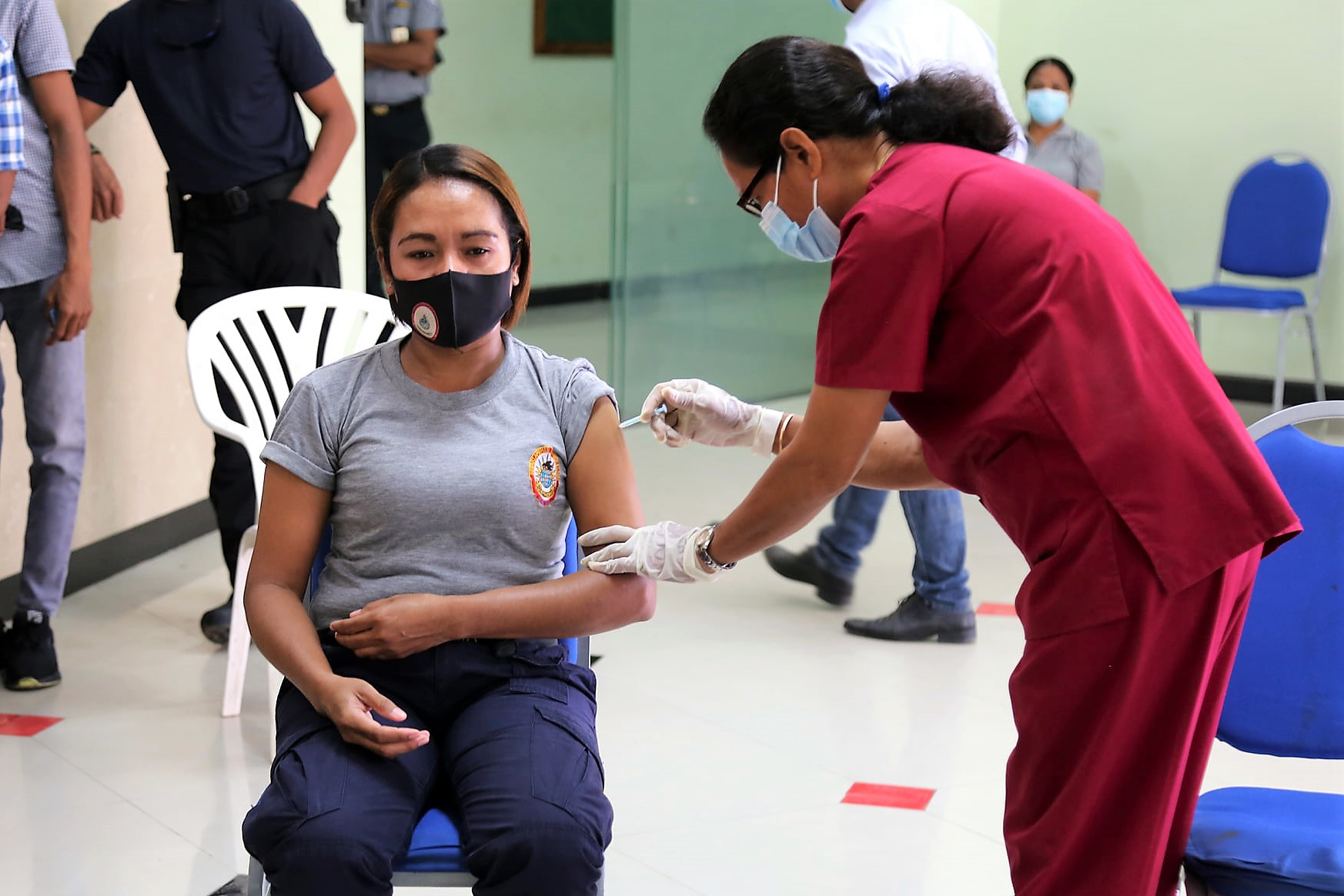
Impfung mit AstraZeneca in Osttimor (Apr. 2021)

AZD1222 (Handelsnamen Vaxzevria, Covishield) ist ein von der Universität von Oxford und deren ausgegründeter Firma Vaccitech entwickelter und von AstraZeneca produzierter Impfstoff. Er verwendet einen nicht-replizierenden viralen Vektor, hergestellt auf Basis eines abgeschwächten Adenovirus (Erkältungsvirus), das Schimpansen befällt. Adenoviren werden von der Europäischen Arzneimittel-Agentur (EMA) als „nicht-integrierend“ eingestuft; das heißt, sie besitzen keinen aktiven Mechanismus zur Integration ihrer DNA in das Genom der Wirtszelle.
Am 23. November 2020 stellte AstraZeneca ein kombiniertes Zwischenergebnis aus einer Phase-2/3-Studie in Großbritannien sowie einer Phase-3-Studie in Brasilien vor. Demnach würde im Schnitt eine Wirksamkeit von 70 Prozent, je nach Dosierungsschema sogar eine Effektivität von 90 Prozent erreicht. Drei Tage später wurde eine Unstimmigkeit bei der Errechnung des Wirkungsgrades bekannt. Daraufhin kündigte das Unternehmen eine zusätzliche Studie an, bei der die Wirksamkeit des Vakzins validiert werden soll. Probanden hatten in den vorangegangenen klinischen Studien zunächst eine halbe Dosis und einen Monat später eine volle Dosis des Impfstoffes erhalten. Dabei zeigte das Vakzin eine Wirksamkeit von 90 Prozent. Andere Testpersonen hatten zweimal den vollen Wirkstoff erhalten; die Wirksamkeit des Vakzins lag dabei jedoch nur bei 62 Prozent.
Als erstes Land ließ Großbritannien am 30. Dezember 2020 den Impfstoff im Rahmen einer Notfallzulassung zu. Seither folgten weitere Notfallzulassungen. Am 29. Januar 2021 wurde eine bedingte Marktzulassung in der Europäischen Union (EU) erteilt.
Im Jahr 2021 sollen bis zu drei Milliarden Dosen des Impfstoffs hergestellt werden. Am 21. Januar 2021 kündigte AstraZeneca der EU an, im 1. Quartal 2021 statt mehr als 80 Millionen nur 31 Millionen Dosen liefern zu können. Als Grund wurden Produktionsprobleme genannt.
Anfang Februar 2021 stellte eine Studie eine nur begrenzte Wirkung gegen die erstmals in Südafrika festgestellte Beta-Variante fest. Geplante Impfungen zur Bekämpfung der COVID-19-Pandemie in Südafrika wurden daraufhin eingestellt. Fachleute kritisierten diesen Schritt, da eine schlechte Schutzwirkung (gerade gegen schwere Verläufe) noch nicht wissenschaftlich nachgewiesen sei.
Bis zum 10. März 2021 wurden im Europäischen Wirtschaftsraum (EWR) 30 Fälle von thromboembolischen Ereignissen bei fast 5 Millionen mit Vaxzevria geimpften Menschen an das von der EMA betriebene Informationsnetzwerk und Managementsystem EudraVigilance gemeldet; die Zahl der thromboembolischen Ereignisse bei geimpften Personen war damit nach Aussage der EMA bis dahin nicht höher als in der Allgemeinbevölkerung.
Unterbrechung und Einschränkung der AZD1222-Impfungen
Am 15. März 2021 wurden die Impfungen mit dem AstraZeneca-Impfstoff AZD1222 in Deutschland auf Empfehlung des Paul-Ehrlich-Instituts (PEI) unterbrochen, nachdem dies bereits in einigen anderen europäischen Ländern geschehen war. Klaus Cichutek, der Präsident des Instituts, sprach von einer auffälligen Häufung einer speziellen Form von sehr seltenen Hirnvenenthrombosen, die in Verbindung mit einem Mangel an Thrombozyten (Blutplättchen) – einer Thrombozytopenie – aufgetreten sind, und von Blutungen, die ebenfalls in zeitlicher Nähe zu den Impfungen stünden. Am 18. März 2021 gab die EMA bekannt, dass der Nutzen des Impfstoffs den potenziellen Gefahren bei weitem überlegen sei, woraufhin Deutschland am nächsten Tag die Impfungen mit AZD1222 wieder aufnahm. Nach dem Auftreten weiterer Fälle empfahl die Ständige Impfkommission (STIKO) beim PEI Ende März 2021, den Impfstoff nur noch für Menschen ab 60 Jahren einzusetzen und die Zweitimpfung bei Jüngeren mit einem anderen Impfstoff durchzuführen. Die Europäische Arzneimittel-Agentur (EMA) sah bisher hingegen keinen Grund für solche Einschränkungen.
Bislang (Stand 30. März 2021) wurden 31 Fälle einer speziellen Form der Hirnvenenthrombose – eine Sinusvenenthrombose – diagnostiziert. Bei einer Hirnvenenthrombose handelt es sich um eine sehr schwere Krankheit, die schwer zu behandeln ist. Von den 31 betroffenen Personen – 2 Männer und 29 Frauen im Alter zwischen 20 und 63 Jahren – verstarben 9. Die Anzahl der Fälle von Hirnvenenthrombosen, die im zeitlichen Zusammenhang mit einer AZD1222-Impfung auftraten, ist nach Einschätzung des PEI statistisch signifikant höher als die Anzahl der Hirnthrombose-Fälle, die in der ungeimpften Bevölkerung im gleichen Zeitraum zu erwarten gewesen seien; ein Fall sei zunächst zu erwarten gewesen, sieben Fälle seien aber initial gemeldet worden. (Bei der verwendeten Observed-versus-Expected-Analyse wurde die Anzahl der ohne Impfung erwarteten Fälle in einem Zeitfenster von 14 Tagen der Anzahl der gemeldeten Fälle nach etwa 1,6 Millionen AstraZeneca-Impfungen in Deutschland gegenübergestellt.) Bei dem von schwerwiegenden Hirnvenenthrombosen mit Blutplättchenmangel betroffenen Personenkreis in jüngerem bis mittlerem Alter handelt es sich nicht um den Personenkreis, bei dem bisher bei einer COVID-19-Erkrankung ein hohes Risiko für einen schweren, unter Umständen tödlichen Verlauf dieser Infektionskrankheit bestand. Spezialisten des PEI und weitere Experten, die zur Bewertung der in zeitlichem Zusammenhang mit den AZD1222-Impfungen aufgetretenen Fälle von Hirnvenenthrombose herangezogen wurden, kamen einstimmig zu dem Schluss, „dass hier ein Muster zu erkennen ist und ein Zusammenhang der gemeldeten o.g. Erkrankungen mit der AstraZeneca-Impfung nicht unplausibel sei“.

#### Ad26.COV2.S (Janssen / Johnson & Johnson)
Bei dem von der belgischen Firma Janssen Pharmaceutica (einem Tochterunternehmen des amerikanischen Konzerns Johnson & Johnson) entwickelten Impfstoffkandidaten Ad26.COV2.S handelt es sich um einen Vektorimpfstoff auf Basis eines humanpathogenen Adenovirus vom Typ 26. Am 27. Februar 2021 erteilte die US-amerikanische Zulassungsbehörde FDA dem Impfstoff eine Notfallgebrauchszulassung, nachdem entsprechende klinische Studien ergeben hatten, dass der Impfstoff in einer einmaligen Injektion zu mehr als 85 % effektiv in der Verhinderung schwerer COVID19-Fälle und zu 66 % effektiv in der Verhinderung leichter COVID19-Fälle war. Am 11. März 2021 erteilte die EU-Kommission unter dem Namen COVID-19 Vaccine Janssen die bedingte Zulassung, nachdem die EMA das Nutzen-Risiko-Verhältnis positiv beurteilt hatte. Anders als die bisher in der EU verfügbaren Impfstoffe erfordert die Impfung mit COVID-19 Vaccine Janssen nur die Gabe einer einzelnen Dosis. Die Stiko empfiehlt jedoch aufgrund vieler Durchbruchsinfektionen, den Impfschutz nach vier Wochen mit einem mRNA-Vakzin aufzufrischen.

#### Ad5-nCoV, Convidecia (CanSino Biologics)
Ad5-nCoV (Handelsname Convidecia) ist einer von mehreren durch den chinesischen Hersteller auf den Markt gebrachten Impfstoffen. Er benutzt einen Vektor auf der Basis des humanpathogenen Adenovirus vom Typ 5. Nach dem vorläufigen Ergebnis des russischen Pharmakonzerns Petrovax vom 14. Januar 2021 ist er zu 92,5 % effektiv.
Er erhielt am 19. Mai 2022 von der WHO eine Notfallzulassung (EUL). Zuvor wurde er bereits in China, Argentinien, Chile, Indonesien, Malaysia, Mexiko, Pakistan und Russland verimpft. Bis Ende 2021 wurden laut WHO 58 Millionen Dosen ausgeliefert.

#### Sputnik V (Gamaleja-Institut)
Am 1. August 2020 erhielt der kombinierte Vektorimpfstoff Gam-COVID-Vac als weltweit erster COVID-19-Impfstoff in Russland eine Notfallzulassung. Das Vakzin basiert auf zwei rekombinanten humanpathogenen Adenovirus-Typen, dem Adenovirus Typ 26 (rAd26) für die Prime-Impfung und dem Adenovirus Typ 5 (rAd5) für die Boost-Impfung. Beide Vektoren tragen das Gen für das Spike-Protein von SARS-CoV-2. Die Massenimpfungen starteten in Moskau am 5./6. Dezember 2020 auf freiwilliger Basis. Obwohl die Phase-III-Studien noch nicht abgeschlossen waren, hatten sich bis Mitte September 2020 Indien, Brasilien, Mexiko und Kasachstan für die Nutzung von Gam-COVID-Vac entschieden, während zugleich Zweifel an der Richtigkeit der Studienergebnisse laut wurden. Eine Auswertung basierend auf ca. 22.000 Personen wurde in The Lancet Anfang Februar 2021 veröffentlicht.
Das im März 2021 von der EMA gestartete Rolling-Review-Verfahren für Sputnik V wurde nach dem russischen Überfall auf die Ukraine ausgesetzt.

### Auf Basis von Boten-RNA

#### Monovalente mRNA-Impfstoffe, angepasst an den Wildtyp von SARS-CoV-2
Sowohl der von BioNTech und Pfizer entwickelte Impfstoff Tozinameran als auch das von Moderna entwickelte Vakzin mRNA-1273 geben den Körperzellen eine mRNA-Vorlage zur Herstellung des Spike-Proteins von SARS-CoV-2 (siehe RNA-Impfstoff). ARCoV nutzt dagegen die Rezeptor-Bindungs-Domäne.

##### BNT162b2, Tozinameran, Comirnaty (Biontech/Pfizer)

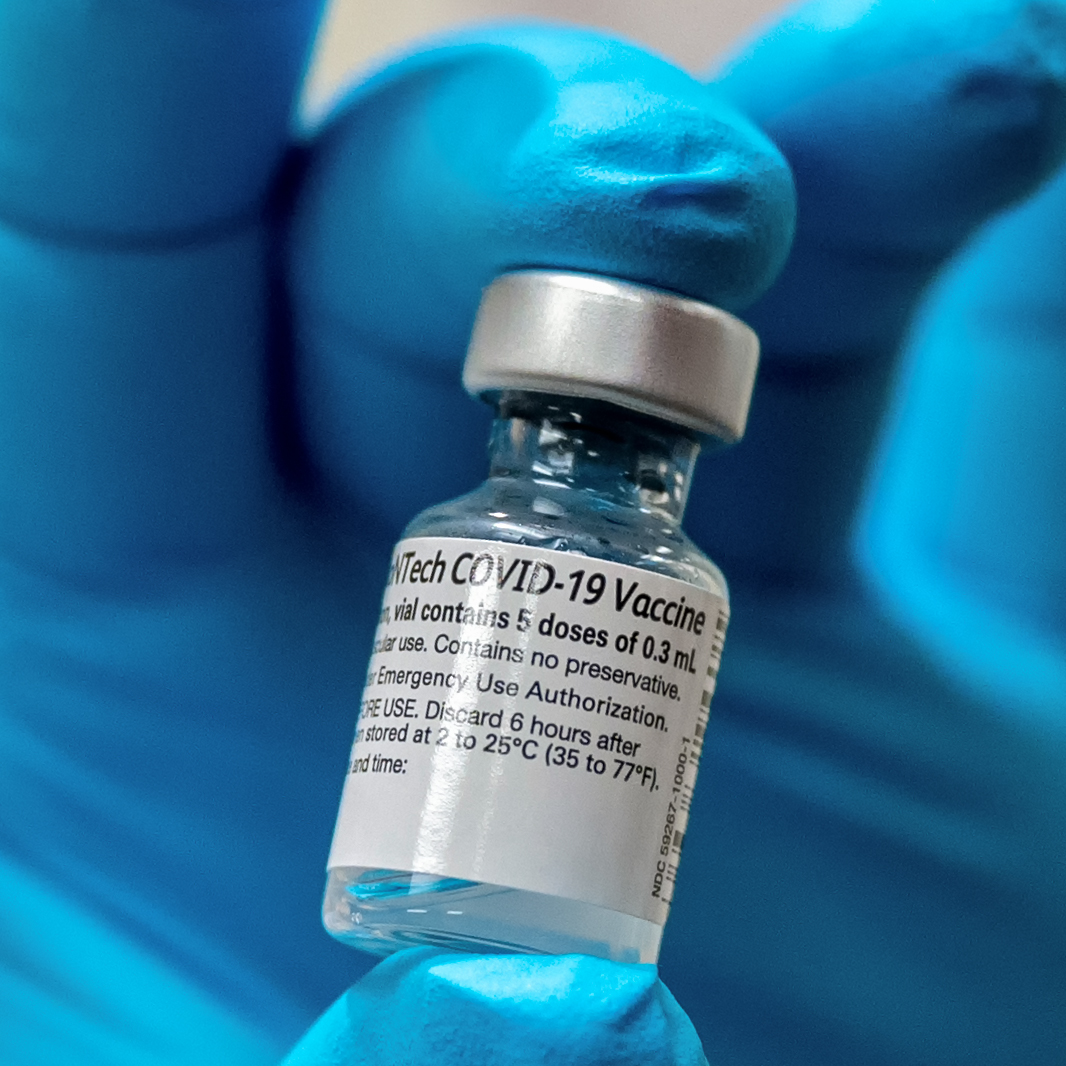
Ampulle mit fünf Impfdosen Tozinameran

In Kooperation mit der US-amerikanischen Firma Pfizer entwickelte die deutsche Firma Biontech im Jahr 2020 den RNA-Impfstoff BNT162b2, für den der internationale Freiname (INN) Tozinameran vorgeschlagen wurde. Von April bis November 2020 wurden im Rahmen einer Phase-3-Studie weltweit insgesamt knapp 43.500 Probanden diverser Gruppen ab 16 Jahren im Abstand von 21 Tagen zweimal mit 30 µg BNT162b2 oder Placebo geimpft. Die Abschlussanalyse wurde nach 170 bestätigten Covid-19-Fällen durchgeführt. Demnach traten ab dem 7. Tag nach der zweiten Injektion in der Impfstoffgruppe 8 Fälle von symptomatischem Covid-19 sowie 162 in der Placebogruppe auf. Das entspricht einer Wirksamkeit (relative Risikoreduktion) von insgesamt 95 Prozent (Konfidenzintervall: 90,3 bis 97,6 Prozent). Auch für Personen über 65 Jahre liege die Wirksamkeit bei über 94 % (Konfidenzintervall: 66,7 bis 99,9 Prozent). In der höchsten Altersgruppe (≥ 75 Jahre) ist eine Aussage über die Effektivität der Impfung mit hoher Unsicherheit behaftet (Konfidenzintervall: −13,1 bis 100). Von insgesamt 10 schweren COVID-19-Verläufen nach der ersten Dosis entfielen 9 auf die Placebogruppe. Die Wirksamkeit nach Gabe der ersten Dosis und vor Gabe der zweiten Dosis lag bei 52 Prozent, in der ersten Woche nach Gabe der 2. Dosis bei 90 Prozent. Die beobachtete Häufigkeit für symptomatisches Covid-19 in der geimpften Gruppe lag ab dem zwölften Tag nach der ersten Impfung unterhalb der Kontrollgruppe.
Der Impfstoff ist mittlerweile in mehr als 45 Ländern zumindest eingeschränkt zugelassen (Stand: 31. Dezember 2020).
Erstmals zugelassen wurde er am 2. Dezember 2020 im Vereinigten Königreich. Am 9. Dezember folgte die Zulassung in Kanada; am 11. Dezember die Notfallzulassung in den USA. Die weltweit erste Zulassung in einem „ordentlichen Verfahren“ (Marktzulassung) folgte am 19. Dezember 2020 in der Schweiz. Am 21. Dezember wurde der Impfstoff in der EU zur Anwendung bei Personen ab 16 Jahren zugelassen. Seit 31. Dezember ist er der erste von der Weltgesundheitsorganisation gelistete Covid-19-Impfstoff.

##### mRNA-1273, Elasomeran, Spikevax (Moderna)
mRNA-1273 ist ein Corona-Impfstoff der US-amerikanischen Firma Moderna und des National Institute of Allergy and Infectious Diseases (NIAID).
Die klinischen Studien begannen im Mai 2020. Am 16. November 2020 vorgelegte Zwischenergebnisse zeigten eine Wirksamkeit von 94,5 Prozent. Eine weitere Zwischenauswertung, die Fälle bis 21. November berücksichtigte und zwischenzeitlich einem Peer-Review unterzogen wurde, zeigte eine Wirksamkeit von 94,1 Prozent. Alle 30 bis dahin beobachteten schweren Covid-19-Verläufe wurden in der Placebo-Gruppe beobachtet.
Am 18. Dezember 2020 wurde eine Notfallzulassung für die USA erteilt. Es folgten Kanada und Israel. Am 6. Januar 2021 wurde der Impfstoff in der Europäischen Union zugelassen. In der Schweiz wurde der Impfstoff mRNA-1273 am 12. Januar 2021 von der Swissmedic zugelassen.
Moderna plant, 2021 wenigstens 600 Millionen Dosen zu produzieren, und versucht nach eigenen Angaben, seine Produktionskapazität auf bis zu eine Milliarde Dosen auszuweiten. Im 1. Quartal 2021 sollen 100 bis 125 Millionen Dosen bereitgestellt werden, davon 85 bis 100 Millionen in den Vereinigten Staaten. Moderna arbeitet bei der Produktion mit Lonza zusammen, das in Visp im Kanton Wallis den Wirkstoff für sämtliche Absatzmärkte außerhalb der Vereinigten Staaten produziert und dessen Massenproduktion seit Anfang Januar 2021 hochläuft. Die Auslieferung der 160 Millionen Dosen für die EU ist zwischen dem ersten und dritten Quartal vertraglich vereinbart. Am 11. Januar 2021 kamen die ersten 60.000 Dosen in Deutschland an. In der Schweiz sollen die ersten 200.000 von 7,5 Mio. Impfdosen in der zweiten Januarwoche 2021 ausgeliefert werden.

#### Bivalente, an den Wildtyp und Omikron-Subvarianten von SARS-CoV-2 angepasste COVID-19-Impfstoffe
Die im September 2022 zugelassenen bivalenten COVID-19-Impfstoffe auf Basis von Boten-RNA sollen einen breiteren Schutz gegen verschiedene SARS-CoV-2-Mutationen bieten. Zu diesem Zweck wurden die Vakzine in eine „bivalente Formulierung“ überführt; Basis für das Impfstoffdesign waren die bereits in der EU zugelassenen COVID-19-Impfstoffe Comirnaty (Biontech/Pfizer) und Spikevax (Moderna). Eine Impfung mit den neu zugelassenen Impfstoffen ist möglich bei Personen ab 12 Jahren, welche bereits mindestens die Grundimmunisierung gegen COVID-19 erhalten haben und erfolgt frühestens 3 Monate nach Verabreichung der letzten Dosis eines COVID-19-Impfstoffs.

##### Bivalente, insbesondere an die Omikron-Subvariante BA.1 angepasste COVID-19-Impfstoffe
Am 1. September 2022 erteilte die Europäische Kommission zwei der an die Omikron-Subvariante BA.1 angepassten mRNA-Impfstoffe die Zulassung für die Auffrischungsimpfung, nachdem der Ausschuss für Humanarzneimittel (CHMP) der EMA eine entsprechende Empfehlung abgegeben hatte. Es handelt sich um die bivalenten Impfstoffe Comirnaty Original/Omicron BA.1 (Biontech/Pfizer) und Spikevax bivalent Original/Omicron BA.1 (Moderna).
Seit dem 15. August 2022 ist im Vereinigten Königreich (UK) der bivalente Impfstoff Spikevax bivalent Original/Omicron BA.1 für die COVID-19-Auffrischungsimpfung bedingt zugelassen. In einer verabreichten Impfstoffdosis zielt eine Hälfte (Elasomeran, 25 Mikrogramm) auf den ursprünglichen Virusstamm und die andere Hälfte (Imelasomeran, 25 Mikrogramm) dieses Vakzins auf die Omikron-Subvariante BA.1. Es folgten Zulassungen in der Schweiz und in Australien.

##### Bivalente, insbesondere an die Omikron-Subvarianten BA.4 und BA.5 angepasste COVID-19-Impfstoffe
Am 12. September 2022 wurde auf Empfehlung der EMA von der Europäischen Kommission mit Comirnaty Original/Omicron BA.4-5 auch ein an die Omikron-Varianten BA.4 und BA.5 angepasster Impfstoff (Tozinameran 15 µg/Famtozinameran 15 µg) für die Auffrischungsimpfung ab 12 Jahren zugelassen. Für diesen bivalenten Impfstoff hatte die amerikanische Arzneimittelbehörde FDA bereits am 31. August 2022 eine Notfallzulassung für die Auffrischungsimpfung gewährt. Der neueste adaptierte Covid-19-Impfstoff von BioNTech/Pfizer ist gegen den Wildtyp von SARS-CoV-2 und die aktuell kursierenden Omikron-Subvarianten BA.4 und BA.5 gerichtet und für Personen ab zwölf Jahre als Grundimmunisierung gegen COVID-19 oder Auffrischungsimpfung vorgesehen.

### Auf Basis von DNA

#### ZyCoV-D (Zydus Cadila)
Im August 2021 wurde in Indien der weltweit erste DNA-Impfstoff für Menschen zugelassen, der als erster SARS-CoV-2-Impfstoff intrakutan nadelfrei injiziert wird. Die Wirksamkeit liegt bei 67 %. Die ersten Impfungen sollen im September 2021 in Indien verabreicht werden.

## Impfstoffkandidaten
Am 13. März 2020 verzeichnete die WHO 41, am 4. April 2020 60, am 13. August 2020 167, am 11. November 2020 234, am 20. August 2021 296 und am 5. November 2021 323 Impfstoffe in der Entwicklung. Am 16. März 2020 wurde erstmals ein SARS-CoV-2-Impfstoff (namens mRNA-1273) an 45 Menschen getestet. 20 Impfstoffe waren im September 2021 in Anwendung.
Zurzeit (November 2021) sind 22 in Anwendung (Stand 29. Oktober 2021).
Bei den Impfstoffkandidaten ist die Arzneimittelsicherheit und die Impfstoffwirksamkeit zu klären. Jeder der verschiedenen Ansätze zur Entwicklung eines SARS-CoV-2-Impfstoffs hat Vor- und Nachteile. Nicht alle Kandidaten erreichen die Marktreife. Allgemein betrug zwischen 2006 und 2015 in den USA die Erfolgsquote in der Impfstoffentwicklung – gemessen am Anteil der Phase-I-Kandidaten, die es durch alle Studienphasen hindurch bis zur Zulassung schafften – 16,2 Prozent.
Die Internationale Koalition der Arzneimittelbehörden (ICMRA) appellierte im November 2020 an Pharmaunternehmen und Forscher, Phase-III-Studien mit COVID-19-Impfstoffen auch über den primären Endpunkt hinaus fortzusetzen, um mehr Daten zu Sicherheit und Wirksamkeit zu generieren.

### In klinischer Prüfung
Die klinische Prüfung wird mit Patienten oder gesunden Probanden durchgeführt und ist eine Voraussetzung für die behördliche Arzneimittelzulassung. In der EU prüft die EMA geeignete Impfstoffkandidaten im Rolling-Review.
| Impfstoffklasse                    | Name                 | Typ                                                                                      | Entwickler                                                              | Fortschritt                                                             | Studienteilnehmer                        | Publikationen                           |
| ---------------------------------- | -------------------- | ---------------------------------------------------------------------------------------- | ----------------------------------------------------------------------- | ----------------------------------------------------------------------- | ---------------------------------------- | --------------------------------------- |
| RNA                                | CVnCoV Zorecimeran   | Liposom-umhüllte mRNA                                                                    | Curevac Bayer                                                           | Phase 2b/3 (Zulassungsverfahren EMA im Oktober 2021 erfolglos beendet.) | Phase 2: 691 Phase 2b/3: mehr als 35.000 | Phase 1 doi:10.1101/2020.11.09.20228551 |
| RNA                                | Lunar-COV19 ARCT-021 | Liposom-umhüllte selbstreplizierende RNA                                                 | Arcturus Therapeutics Duke-NUS                                          | Phase 1/2                                                               | Phase 1/2: 92                            |                                         |
| RNA                                | COVAC1               | Liposom-umhüllte selbstamplifizierende RNA, RNA codierend für VEEV-Replicase und Antigen | Imperial College London                                                 | Phase 1                                                                 | Phase 1: 320                             |                                         |
| DNA                                | INO-4800             | Plasmid mit Elektroporation                                                              | Inovio Pharmaceuticals                                                  | Phase 2/3                                                               | Phase 1: 120 Phase 2: 640                |                                         |
| DNA                                | AG0301-COVID‑19      | Plasmid                                                                                  | Universität Osaka AnGes Takara Bio                                      | Phase 2/3                                                               | Phase 1: 30 Phase 2/3: 500               |                                         |
| DNA                                | bacTRL-Spike         | S-Glykoprotein-codierendes Plasmid in Bifidobacterium longum, oral appliziert            | Symvivo Corporation University of British Columbia Dalhousie University | Phase 1                                                                 |                                          |                                         |
| DNA                                | GX-19                | ?                                                                                        | Genexine                                                                | Phase 1                                                                 | Phase 1: 40                              |                                         |
| Nichtreplizierender viraler Vektor | GRAd-COV2            | Modifizierter Gorilla-Adenovirus-Vektor (GRAd) mit S-Glykoprotein                        | INMI ReiThera                                                           | Phase 2/3                                                               | Phase 1: 90 Phase 2/3: mehrere tausend   |                                         |
| Nichtreplizierender viraler Vektor | LV-SMENP-DC          | Lentiviraler Vektor in dendritischen Zellen per adoptivem Zelltransfer                   | Shenzhen Geno-Immune Medical Institute                                  | Phase 1                                                                 |                                          |                                         |
| Nichtreplizierender viraler Vektor | COVID‑19/aAPC        | Lentiviraler Vektor in antigenpräsentierenden Zellen per adoptivem Zelltransfer          | Shenzhen Geno-Immune Medical Institute                                  | Phase 1                                                                 |                                          |                                         |
| Protein                            | UB-612               | ?                                                                                        | United Biomedical Asia Vaxxinity DASA                                   | Phase 2/3                                                               | Phase 1: 60                              |                                         |
| Peptid                             | CoVac-1              | Multipeptidcocktail                                                                      | Universitätsklinikum Tübingen                                           | Phase 1                                                                 | Phase 1: 36                              |                                         |
| Replizierender viraler Vektor      | BriLife IIBR-100     | Transgenes Vesicular-Stomatitis-Virus mit S-Glykoprotein des SARS-CoV-2                  | Israelisches Institut für biologische Forschung (IIBR)                  | Phase 2                                                                 | Phase 1: 80 Phase 2: 1000                |                                         |

### In präklinischer Prüfung
In der präklinischen Prüfung wird ein neuer Wirkstoff in geeigneten Tierversuchen auf Unbedenklichkeit und Wirksamkeit getestet. Die WHO verfolgt die Impfstoffkandidaten mit dem jeweiligen Entwicklungsstand.
| Impfstoffklasse                      | Typ                                                                         | Entwickler                                                          | Publikationen |
| ------------------------------------ | --------------------------------------------------------------------------- | ------------------------------------------------------------------- | ------------- |
| RNA                                  | Liposom-umhüllte VLP-codierende mRNA-Mischung                               | Fudan-Universität Jiaotong-Universität Shanghai RNACure Biopharma   |               |
| RNA                                  | Liposom-umhüllte mRNA der RBD                                               | Fudan-Universität Jiaotong-Universität Shanghai RNACure Biopharma   |               |
| RNA                                  | Liposom-umhüllte mRNA                                                       | Universität Tokio Daiichi Sankyō                                    |               |
| RNA                                  | Liposom-umhüllte mRNA                                                       | BIOCAD                                                              |               |
| RNA                                  | mRNA                                                                        | FBRI SRC VB VECTOR, Rospotrebnadzor, Kolzowo                        |               |
| RNA                                  | mRNA                                                                        | China CDC Tongji-Universität Stermina                               |               |
| RNA                                  | mRNA, intranasal appliziert                                                 | eTheRNA                                                             |               |
| RNA                                  |                                                                             | Centro Nacional Biotecnología                                       |               |
| mRNA/DNA-basiert                     | mRNA/DNA-basiert                                                            | Translate Bio Sanofi                                                |               |
| DNA                                  | DNA mit Elektroporation                                                     | Karolinska-Institut Cobra Biologics (OPENCORONA Consortium)         |               |
| DNA                                  | Lineare DNA per PCR                                                         | Takis Applied DNA Sciences Evvivax                                  |               |
| DNA                                  | Plasmid, nadelfrei                                                          | Immunomic Therapeutics EpiVax PharmaJet                             |               |
| DNA                                  |                                                                             | BioNet Asia                                                         |               |
| DNA                                  |                                                                             | Universität Waterloo                                                |               |
| Nichtreplizierender viraler Vektor   | Adenovirus-basiertes NasoVAX, nasal angewendet                              | Altimmune                                                           |               |
| Nichtreplizierender viraler Vektor   | Adenovirus (Ad5 S) (GREVAX-Plattform)                                       | Greffex                                                             |               |
| Nichtreplizierender viraler Vektor   | Adenovirus (Ad5 S)                                                          | Stabilitech Biopharma                                               |               |
| Nichtreplizierender viraler Vektor   | Adenovirus (Ad5) mit Antigen und TLR3-Agonist, oral appliziert              | Vaxart                                                              |               |
| Nichtreplizierender viraler Vektor   | MVA-codiertes virusartiges Partikel                                         | GeoVax                                                              |               |
| Nichtreplizierender viraler Vektor   | MVA-S enkodiert                                                             | Deutsches Zentrum für Infektionsforschung                           |               |
| Nichtreplizierender viraler Vektor   | MVA                                                                         | Centro Nacional Biotecnología                                       |               |
| Nichtreplizierender viraler Vektor   | Parainfluenzavirus 5 mit S-Glykoprotein                                     | University of Georgia University of Iowa                            |               |
| Nichtreplizierender viraler Vektor   | Orf-Virus-Vektor-basierter, polyvalenter Impfstoff mit mehreren Antigenen   | Prime Vector Technologies                                           |               |
| Nichtreplizierender viraler Vektor   | in dendritischen Zellen per adoptivem Zelltransfer                          | University of Manitoba                                              |               |
| Replizierender viraler Vektor        | Masernvirus-Vektor                                                          | Zydus Cadila                                                        |               |
| Replizierender viraler Vektor        | Masernvirus-Vektor                                                          | Institut Pasteur Themis Bioscience University of Pittsburgh         |               |
| Replizierender viraler Vektor        | Masernvirus-Vektor                                                          | FBRI SRC VB VECTOR, Rospotrebnadzor, Kolzowo                        |               |
| Replizierender viraler Vektor        | Pferdepockenvirus-Vektor mit S-Glykoprotein                                 | Tonix Pharmaceuticals Southern Research                             |               |
| Replizierender viraler Vektor        | modifiziertes Influenzavirus, nasal appliziert                              | FBRI SRC VB VECTOR, Rospotrebnadzor, Kolzowo                        |               |
| Replizierender viraler Vektor        | modifiziertes Influenzavirus mit RBD, nasal appliziert                      | Universität Hongkong                                                |               |
| Replizierender viraler Vektor        | VSV-Vektor mit S-Glykoprotein                                               | IAVI Batavia                                                        |               |
| Replizierender viraler Vektor        | VSV-Vektor mit S-Glykoprotein                                               | University of Western Ontario                                       |               |
| Replizierender viraler Vektor        | VSV-Vektor                                                                  | FBRI SRC VB VECTOR, Rospotrebnadzor, Kolzowo                        |               |
| Replizierender viraler Vektor        | Attenuierter Influenzavirus-Vektor                                          | BiOCAD IEM                                                          |               |
| Neuartiges Vektorvirus               | Modifiziertes Spike-Protein auf antigenpräsentierendem NDV                  | Instituto Butantan UT Austin ISMMS                                  |               |
| Lebendimpfstoff (Attenuiertes Virus) | mehrfach attenuiertes Virus                                                 | Codagenix Serum Institute of India                                  |               |
| Lebendimpfstoff                      | Masernvirusvektor mit S-Glykoprotein und Nukleokapsidprotein                | Deutsches Zentrum für Infektionsforschung                           |               |
| Totimpfstoff (Inaktiviertes Virus)   | mit Adjuvans CpG-Oligonukleotid 1018                                        | Sinovac Dynavax Technologies                                        |               |
| Totimpfstoff (Inaktiviertes Virus)   |                                                                             | Universität Osaka BIKEN NIBIOHN                                     |               |
| Totimpfstoff                         | Totimpfstoff mit gentechnisch hergestellten Antigenen (in Tabak produziert) | Kentucky BioProcessing                                              |               |
| Protein                              | Kapsid-artiges Partikel                                                     | AdaptVac (PREVENT-nCoV consortium)                                  |               |
| Protein                              | Peptid                                                                      | Vaxil Bio                                                           |               |
| Protein                              | Peptid                                                                      | Flow Pharma Inc.                                                    |               |
| Protein                              | Peptid auf MHC-Klasse-II-Komplex (Ii-Key-Peptid)                            | Generex EpiVax                                                      |               |
| Protein                              | Peptide                                                                     | FBRI SRC VB VECTOR, Rospotrebnadzor, Kolzowo                        |               |
| Protein                              | Peptide in Liposomen                                                        | IMV                                                                 |               |
| Protein                              | Peptid mit Adjuvans                                                         | VIDO-InterVac University of Saskatchewan                            |               |
| Protein                              | Peptide von S-Glykoprotein und M-Protein                                    | OncoGen                                                             |               |
| Protein                              | S-Glykoprotein                                                              | WRAIR USAMRIID                                                      |               |
| Protein                              | S-Glykoprotein mit Adjuvans                                                 | National Institute of Infectious Diseases, Japan                    |               |
| Protein                              | S-Glykoprotein mit Mikronadeln                                              | University of Pittsburgh                                            |               |
| Protein                              | S-Glykoprotein                                                              | AJ Vaccines                                                         |               |
| Protein                              | S-Glykoprotein                                                              | Epivax University of Georgia                                        |               |
| Protein                              | S-Glykoprotein-Klammer                                                      | University of Queensland GlaxoSmithKline Dynavax Technologies       |               |
| Protein                              | Verkürztes S-Glykoprotein                                                   | Innovax Xiamen GlaxoSmithKline                                      |               |
| Protein                              | rekombinantes S-Glykoprotein mit Adjuvans (Advax)                           | Vaxine Pty                                                          |               |
| Protein                              | basierend auf S-Glykoprotein                                                | University of Alberta                                               |               |
| Protein                              | gp-96-Fusionsprotein                                                        | Heat Biologics University of Miami                                  |               |
| Protein                              | Lichenase-Fusionsprotein aus transgenen Pflanzen                            | iBio CC-Pharming                                                    |               |
| Protein                              | S1- oder RBD-Protein                                                        | Baylor College of Medicine                                          |               |
| Protein                              | E. coli mit S-Glykoprotein und Nukleokapsidprotein, oral appliziert         | MIGAL Galilee Research Institute                                    |               |
| Protein                              | Untereinheiten-Impfstoff                                                    | FBRI SRC VB VECTOR, Rospotrebnadzor, Kolzowo                        |               |
| Protein                              | Virusartiges Partikel mit S-Glykoprotein und anderen Epitopen               | Sankt Petersburg Forschungsinstitut für Impfstoffe und Seren        |               |
| Protein                              | Virusartige Partikel aus Drosophila-S2-Insektenzellkultur                   | ExpreS2ion                                                          |               |
| Protein                              | Virusartiges Partikel mit Adjuvans                                          | Universität Osaka BIKEN National Institute of Biomedical Innovation |               |
| Virusartiges Partikel                | Virusartiges Partikel mit RBD                                               | Saiba                                                               |               |
| Virusartiges Partikel                | Virusartiges Partikel von SARS-CoV-2 aus transgenen Tabakpflanzen           | Medicago                                                            |               |
| Virusartiges Partikel                | ADDomerTM                                                                   | Imophoron Ltd. University of Bristol                                |               |
| Virusartiges Partikel                |                                                                             | Doherty Institute                                                   |               |
| Virusartiges Partikel                |                                                                             | Osivax                                                              |               |
| Aviäres Coronavirus                  | modifiziertes Infektiöses Bronchitis Virus (IBV)                            | MIGAL Galilee Research Institute                                    |               |
| Unbekannt                            | Unbekannt                                                                   | ImmunoPrecise Antibodies                                            |               |
| Unbekannt                            | Unbekannt                                                                   | Tulane University                                                   |               |
| Unbekannt                            | Unbekannt                                                                   | Universität Laval                                                   |               |
| Unbekannt                            | Unbekannt                                                                   | Alpha-O Peptides                                                    |               |
| Unbekannt                            | Unbekannt                                                                   | Sorrento Therapeutics                                               |               |

## Nebenwirkungen
Das Risiko, durch eine Impfung gegen COVID-19 eine schwerwiegende Nebenwirkung zu erleiden, ist nach Angaben des Bundesgesundheitsministeriums um ein Vielfaches geringer als das Risiko, schwer an COVID-19 zu erkranken oder gar daran zu sterben. Bis zum 30. Juni 2022 wurden in Deutschland nach Angaben des Paul-Ehrlich-Instituts (PEI) 182,7 Millionen Impfdosen mit den bis dahin zugelassenen Impfstoffen verabreicht, davon 73,7 % mit Comirnaty (Freiname: Tozinameran, Biontech/Pfizer), 7,0 % mit Vaxzevria (AstraZeneca), 17,1 % mit Spikevax (Moderna), 2,1 % mit Jcovden (Janssen-Cilag International NV) und 0,1 % mit Nuvaxovid. Zu den häufigsten Nebenwirkungen gehörten vorübergehende Reaktionen wie Schmerzen an der Einstichstelle, Kopfschmerzen, Müdigkeit, Fieber sowie erkältungsähnliche Symptome. Dies sind übliche Impfreaktionen, die durch die Aktivierung des Immunsystems auftreten können. Laut Zulassungsstudien treten sie insbesondere nach der zweiten Impfdosis auf, vgl. die Auflistungen in den Artikeln zu den jeweiligen Impfstoffen (Tozinameran (Biontech), mRNA-1273 (Moderna), AZD1222 (AstraZeneca) und Ad26.COV2.S (Johnson & Johnson)).
Schwere Nebenwirkungen sind relativ selten. Das PEI berichtet in der zitierten Publikation über insgesamt 3023 gemeldete Verdachtsfälle mit tödlichem Ausgang bei Erwachsenen. Dass ein kausaler Zusammenhang des Todesfalls mit der Impfung besteht, bezeichnet das PEI in seinem Bericht vom 7. September 2022 allerdings nur in 120 Einzelfällen als „möglich oder wahrscheinlich“.
Generell wird bei Impfungen in Deutschland und in anderen Ländern überwacht, ob andere als aus den Zulassungsstudien bekannte oder schwere Nebenwirkungen auftreten. Dabei wertet die zuständige Behörde aus, ob die gemeldeten Verdachtsfälle auf eine auffällige Entwicklung hinweisen, ein statistisch normales Geschehen abbilden oder in keinem Zusammenhang mit den Impfungen stehen. In Deutschland sind Ärzte, anderes Fachpersonal und Impfstoffhersteller bei Verdacht auf eine „über das übliche Ausmaß einer Impfreaktion hinausgehende gesundheitliche Schädigung“ (§ 6 Abs. 1, Nr. 3. IfSG) verpflichtet, diese an das Gesundheitsamt zu melden. In Deutschland ist das Paul-Ehrlich-Institut (PEI) für Impfstoffe verantwortlich und überwacht ihre Qualität, Wirksamkeit und Sicherheit. Damit gelten die COVID-19-Impfstoffe bereits heute als die mit am besten untersuchten und überwachten Vakzine, die es bisher gab. Geimpfte können mögliche Nebenwirkungen über die SaveVac-App erstmals auch selbst eintragen und melden.

## Effektivität der Impfstoffe

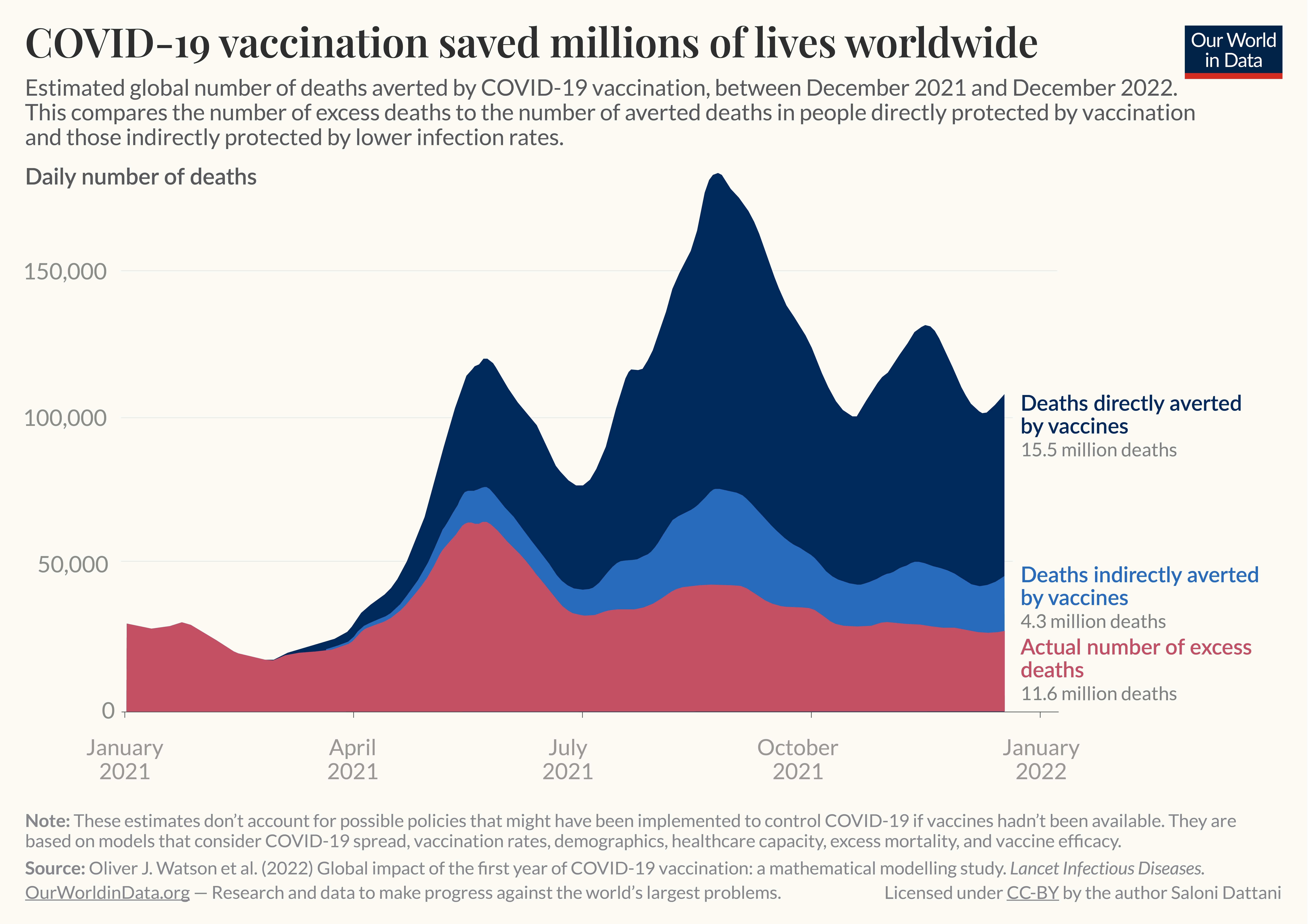
Nach Schätzungen von Forschern haben die COVID-19-Impfstoffe im ersten Jahr ihrer Verfügbarkeit weltweit rund 20 Millionen Menschenleben gerettet.

Während die Impfstoffwirksamkeit (englisch vaccine efficacy) unter Optimalbedingungen z. B. für die Zulassung von Impfstoffen ermittelt wird, steht die Impfstoffeffektivität (englisch vaccine effectiveness) für den Schutz durch den Impfstoff im Alltag, ermittelt über Beobachtungsstudien. Die Effektivität der Impfstoffe hängt also von den jeweils vorherrschenden Virusvarianten, vom Impfabstand (Zeitabstand zwischen der ersten und zweiten Impfung), Vorerkrankungen, Altersstruktur der Bevölkerung, zeitlichem Abstand seit dem Abschluss der Impfserie sowie weiteren Parametern wie z. B. Einhaltung der Temperaturgrenzen bei Lagerung und Transport und der Impftechnik ab.
Großbritannien verwendete sowohl für den Impfstoff von AstraZeneca als auch den von Biontech/Pfizer in der Regel einen Impfabstand von 8 bis 12 Wochen, während man in Deutschland einen Impfabstand von über 6 Wochen nur bei AstraZeneca verwendete. Beim Impfstoff von Biontech/Pfizer bzw. Moderna betrug der Impfabstand in den Impfzentren entsprechend der Empfehlung der STIKO für längere Zeit 6 Wochen, während Hausärzte den Impfstoff von Biontech/Pfizer dem Herstellervorschlag folgend auch im Abstand von 3 bis 4 Wochen impften. Die aktuelle Empfehlung der STIKO (Stand 1. Juli 2021) für den Impfabstand ist bei Biontech/Pfizer 3–6 Wochen und bei Moderna 4–6 Wochen.
Haushaltskontakt-Studien aus Großbritannien und den Niederlanden deuteten darauf hin, dass die Ansteckung Dritter durch die Impfung mit Tozinameran (Biontech/Pfizer), AZD1222 (AstraZeneca), Elasomeran (Moderna) oder Ad26.COV2.S (Janssen) Ende 2021 reduziert wurde.
In Israel folgte man bei Biontech/Pfizer weit überwiegend der Herstellerempfehlung von 3 Wochen. Es stellte sich heraus, dass bei Biontech/Pfizer die Immunität bei langem Impfabstand (8–12 Wochen) deutlich höher ist als bei kurzem (3–4 Wochen), so dass die Effektivität der Zweifachimpfung mit dem Impfstoff von Biontech/Pfizer also in Großbritannien entsprechend höher ist als in Israel. Verschlimmert wird dies in Israel dadurch, dass die Effektivität des Impfstoffs von Biontech/Pfizer nach 6 Monaten deutlich abnimmt und in Israel die Impfung bei der Mehrheit der Menschen bereits im Frühjahr 2021 stattfand. Die gesunkene Effektivität des Impfstoffs veranlasste die israelische Regierung am 29. August 2021, die Auffrischungsimpfung (Drittimpfung) mit Biontech/Pfizer für alle damit zweifach Geimpften zu öffnen und zu empfehlen; für noch nicht Geimpfte ist man in Israel auf den wirksameren Impfstoff von Moderna umgestiegen.

### Effektivität einzelner Impfstoffe in den USA im Juni bis August 2021
Die Gesundheitsbehörde CDC veröffentlichte im September 2021 auf Basis der Daten von knapp 33.000 Patienten der Monate Juni bis August eine Schätzung der Impfeffektivität; in diesem Zeitraum herrschte in den USA die Delta-Variante vor. Die Impfeffektivität, über alle Altersgruppen hinweg betrachtet, war in Bezug auf die Vermeidung einer Hospitalisierung bei vollständiger Impfung mit:
- BNT162b2 (Pfizer-BioNTech): 80 Prozent (KI:[A 2] 73 bis 85 Prozent)
- mRNA-1273 (Moderna): 95 Prozent (KI: 92 bis 97 Prozent)
- Ad26.COV2.S (Janssen): 60 Prozent (KI: 31 bis 77 Prozent)[A 3]

Der Impfschutz vor einer benötigten Krankenhauseinweisung fiel danach bei über 75-Jährigen signifikant – um etwa 10 Prozent – geringer aus als bei den 18- bis 74-Jährigen. Der Impfstoff von AstraZeneca wird in den USA nicht verwendet und ist daher hier nicht aufgeführt.

### Effektivität der Impfstoffe gegen neuere Varianten
Mit zunehmenden Mutationen des Virus nimmt die Wirksamkeit eines auf dem Wuhan-Stamm basierenden Impfstoffs gegenüber Infektionen mit neuen Varianten ab. Ebenso nimmt die Wirksamkeit gegenüber Infektionen mit zunehmendem Zeitabstand zur Impfung ab, da die durch Impfung induzierten Antikörpertiter mit der Zeit abnehmen. Corona-Impfungen verhinderten bei Infektionen mit der Delta-Variante von SARS-CoV-2 asymptomatische und symptomatische COVID-19-Erkrankungen noch in etwa der Hälfte der Fälle; das Risiko einer Krankenhauseinweisung wurde bei über 60-Jährigen auf weniger als ein Fünftel reduziert. Das Risiko, schwer krank zu werden oder zu sterben, war im Juli 2021 laut US-Seuchenschutzbehörde CDC für ungeimpfte Personen mehr als zehnmal höher als für diejenigen, die geimpft wurden. Im August 2021 zeigten Daten aus Israel, dem Staat, der als einer der ersten die meisten Menschen impfen ließ, in der Altersgruppe ab 50 Jahren, dass das Risiko für Geimpfte, schwer zu erkranken, mindestens fünfmal niedriger war als für Ungeimpfte.
Zwei Meta-Analysen fanden, dass eine Auffrischungsimpfung („Booster“) den Wirkungsverlust gegenüber der Omikron-Variante teilweise kompensiert. Die Neutralisation der Omikron-Variante nach drei Impfungen (zweifache Impfung plus Auffrischungsimpfung) war vergleichbar mit der Neutralisation des Wuhan-Stammes nach zwei Impfungen. Etwa 80 % der T-Zell-Epitope des Spike-Glykoproteins waren nur unerheblich durch Mutationen verändert vom Wuhan-Stamm bis zur Omikron-Variante. Nach einer dritten Impfung mit dem auf dem Wuhan-Stamm basierenden Impfstoff beträgt der Schutz vor Hospitalisierung und Tod 97–99 % bei anschließenden Infektionen mit der Delta- oder der Omikron-Variante.

## Auffrischungsimpfung und zusätzliche Impfstoffdosen für Grundimmunisierte
Eine weltweite Coronawelle, verursacht durch die hochgradig übertragbare Delta-Variante, hat Mitte September 2021 zu Diskussionen über die Notwendigkeit und den optimalen Zeitpunkt für die Verabreichung einer Dosis zur Auffrischungsimpfung oder einer zusätzlichen Impfstoffdosis – sogenannte Booster-Impfungen – an bereits Grundimmunisierte in der Allgemeinbevölkerung bzw. in den Risikogruppen geführt. Ein Autorenkollektiv wies im medizinischen Fachjournal The Lancet Mitte September 2021 darauf hin, dass jede diesbezügliche Entscheidung evidenzbasiert sein sollte und die Vorteile und Risiken für den Einzelnen und die Gesellschaft berücksichtigen müsse. Die meisten diesbezüglichen Beobachtungsstudien waren bis dato nur vorläufig und schwer genau zu interpretieren. Um sicherzustellen, dass Entscheidungen über Zusatz- oder Auffrischungsimpfungen gegen COVID-19 eher auf zuverlässigen wissenschaftlichen Erkenntnissen als auf politischen Erwägungen beruhen, sei es daher erforderlich, die in den Studien gewonnenen Daten einer sorgfältigen und öffentlichen Prüfung zu unterziehen. Auch wenn sich herausstellen sollte, dass Auffrischungsimpfungen das mittelfristige Risiko einer schweren Erkrankung bei bereits Geimpften verringern, könnte die Verimpfung der derzeit vorhandenen Vorräte an COVID-19-Impfstoffen nach Auffassung der Autoren mehr Leben retten, wenn diese nicht für Auffrischungsimpfungen verwendet, sondern an noch ungeimpfte Bevölkerungsgruppen verimpft werden.
Israel hat im ersten Quartal 2021 – einige Monate früher als andere Staaten – einen Großteil seiner Einwohner mit dem mRNA-Impfstoff Tozinameran (BioNTech/Pfizer) geimpft. Vom 25. April bis zum 21. Juni 2021 war die Zahl der registrierten Neuinfektionen pro Tag nur zweistellig; dann begann die vierte Welle der COVID-19-Pandemie in Israel. Die Zahl der registrierten Neuinfektionen mit SARS-CoV-2 stieg bis zum 3. September 2021 und ebbte dann schnell wieder ab; am 30. September 2021 wurden 3.635 Neuinfektionen registriert, am 30. Oktober nur noch 619. Israel hatte auf den Erfolg von Booster-Impfungen gesetzt und eine zusätzliche Impfstoffdosis an viele bereits gegen COVID-19 Grundimmunisierte, auch an Minderjährige, verabreicht. In Israel sind Booster-Impfungen für Erwachsene und Jugendliche ab einem Alter von zwölf Jahren vorgesehen, deren zweite Impfung mit Tozinameran (BioNTech/Pfizer) mindestens fünf Monate zurückliegt.
The Lancet veröffentlichte am 29. Oktober 2021 im Internet eine Studie, die rund 728.000 mit einer Booster-Dosis Geimpfte mit einer Gruppe mit ebenso vielen Probanden (Versuchsteilnehmer) verglich, die nur eine Grundimmunisierungsserie mit zwei Impfstoffdosen Tozinameran (BioNTech/Pfizer) erhalten hatten. Die Probanden in beiden Gruppen waren durchschnittlich 52 Jahre alt. Von den Probanden, an die zusätzlich zur Grundimmunisierungsserie eine Booster-Dosis Tozinameran verimpft worden war, mussten 29 Menschen wegen einer COVID-19-Erkrankung ins Krankenhaus, von den nur Grundimmunisierten waren es 231 – achtmal so viele.
 Zur Aufrechterhaltung des Impfschutzes gegen COVID-19 erteilte die Europäische Kommission Anfang September 2022 zwei bivalenten, an Omikron-Subvariante BA.1 von SARS-CoV-2 angepassten mRNA-Impfstoffen die Zulassung für die Auffrischungsimpfung, nachdem der Ausschuss für Humanarzneimittel (CHMP) der EMA eine entsprechende Empfehlung abgegeben hatte. Es handelt sich um die bivalenten Impfstoffe Comirnaty Original/Omicron BA.1 (Biontech/Pfizer) und Spikevax bivalent Original/Omicron BA.1 (Moderna). Eine Impfung mit den neu zugelassenen Impfstoffen ist möglich bei Personen ab 12 Jahren, welche bereits mindestens die Grundimmunisierung gegen COVID-19 erhalten haben und erfolgt frühestens 3 Monate nach Verabreichung der letzten Dosis eines COVID-19-Impfstoffs.
Am 2. September 2022 sprach die US-Gesundheitsbehörde Zentren für Krankheitskontrolle und -prävention (CDC) eine offizielle Empfehlung für Auffrischungsimpfungen nach abgeschlossener Grundimmunisierung gegen COVID-19 mit einem der beiden bivalenten, an die Omikron-Subvariante BA.4 und BA.5 angepassten mRNA-Impfstoffe Moderna-COVID-19 Vaccine, Bivalent und Pfizer-BioNTech COVID-19 Vaccine, Bivalent aus. Die US-Arzneimittelbehörde (FDA) hatte für diese beiden COVID-19-Impfstoffe bereits am 31. August 2022 eine Notfallzulassung (Emergency use authorization, EUA) für die Verabreichung in den Vereinigten Staaten erteilt. Die bivalenten COVID-19-Impfstoffe – „bivalent“, da die Impfstoffe jeweils zwei Wirkstoffkomponenten enthalten – sollen sowohl Schutz vor dem ursprünglichen, erstmals in Wuhan nachgewiesenen Wildtyp von SARS-CoV-2 als auch vor den Omikron-Subvarianten BA.4 und BA.5 bieten. Am 12. September 2022 wurde auch von der Europäischen Kommission auf Empfehlung der Europäischen Arzneimittel-Agentur (EMA) mit Comirnaty Original/Omicron BA.4-5 ein an die Omikron-Varianten BA.4 und BA.5 angepasster COVID-19-Impfstoff für COVID-19-Auffrischungsimpfungen ab 12 Jahren zugelassen.
Siehe auch:
- COVID-19 → Erste Auffrischungsdosis und zusätzliche Impfstoffdosen für Grundimmunisierte
- COVID-19 → Auffrischungsimpfung für Grundimmunisierte mit bivalenten COVID-19-Impfstoffen

## Beschaffung und Verteilung

### Weltweit
Aufgrund einer Zusage der G20-Staats- und Regierungschefs vom 26. März 2020, die Pandemie gemeinsam zu bekämpfen, haben die Weltgesundheitsorganisation (WHO) und eine erste Gruppe von Gesundheitsakteuren, darunter die Gavi, die Impfallianz (früher „Globale Allianz für Impfstoffe und Immunisierung“, engl. Global Alliance for Vaccines and Immunisation) und die CEPI („Koalition für Innovationen in der Epidemievorbeugung“, engl. Coalition for Epidemic Preparedness Innovations), am 24. April 2020 eine weltweite Zusammenarbeit auf den Weg gebracht, um neue wichtige Instrumente gegen COVID-19, zu denen alle Länder der Welt gleichberechtigten Zugang haben sollen, schneller zu entwickeln und herzustellen. Die internationale Kampagne Access to COVID-19 Tools (ACT) Accelerator und die dazu gegründete COVAX-Initiative (Covid-19 Vaccines Global Access) hatten das Ziel eines gleichmäßigeren weltweiten Zugangs zu COVID-19-Impfstoffen.
Mehr als 40 Länder, Gremien der Vereinten Nationen und gemeinnützige Stiftungen verpflichteten sich auf einer Geberkonferenz am 4. Mai 2020, Mittel für die Erforschung und Entwicklung von Coronavirus-Lösungen in Höhe von insgesamt 7,4 Mrd. EUR bereitzustellen. Bis zum 28. Mai 2020 wurden insgesamt 15,9 Mrd. Euro mobilisiert.

### Europäische Union
Im Rahmen der Coronavirus-Impfstoffstrategie koordiniert die Europäische Kommission die EU-weite Beschaffung von Impfstoff. Die Mitgliedstaaten verantworten hingegen ihre nationalen Impfstrategien, koordinieren diese aber auf EU-Ebene. Am 17. Juni 2020 legte die Kommission ihre Strategie zur Entwicklung und Bereitstellung eines wirksamen und sicheren Impfstoffs gegen das Coronavirus vor. Inhalt waren neben der Erforschung und Entwicklung neuartiger Impfstoffe auch die vorläufige Zulassung erster Impfstoffe durch die Europäische Arzneimittel-Agentur (EMA) sowie die Bekämpfung von Fehlinformationen in der Öffentlichkeit. Lieferverträge wurden mit den Herstellern BioNTech-Pfizer, Moderna, AstraZeneca, Sanofi-GSK, Janssen Pharmaceutica NV / Johnson and Johnson, CureVac, Valneva und Novavax geschlossen.
Nach den von der Kommission mit den Herstellern geschlossenen Verträgen übernehmen die Mitgliedstaaten einen Teil des finanziellen Risikos, das üblicherweise die Impfstoffhersteller nach den Grundsätzen der Produkthaftung tragen. Bürger, die durch einen der nach Maßgabe der abgeschlossenen Verträge gekauften COVID-19-Impfstoffe einen Impfschaden erleiden, können zwar Schadenersatzansprüche gegen den Hersteller des Impfstoffs geltend machen. Nach einer erfolgreichen Klage muss jedoch der Mitgliedstaat den Geschädigten entschädigen und die Prozesskosten des Impfstoffherstellers tragen.
Seit Oktober 2022 ermittelt die Europäische Staatsanwaltschaft auf Initiative des Europäischen Paraments vor allem wegen eines Vertrags mit Biontech/Pfizer vom Frühjahr 2021 über ein Volumen von mutmaßlich 35 Mrd. Euro.
Mit dem Abklingen der Corona-Pandemie herrscht inzwischen weltweit ein Überangebot an Covid-19-Impfstoffen.

### Freigabe von Patenten

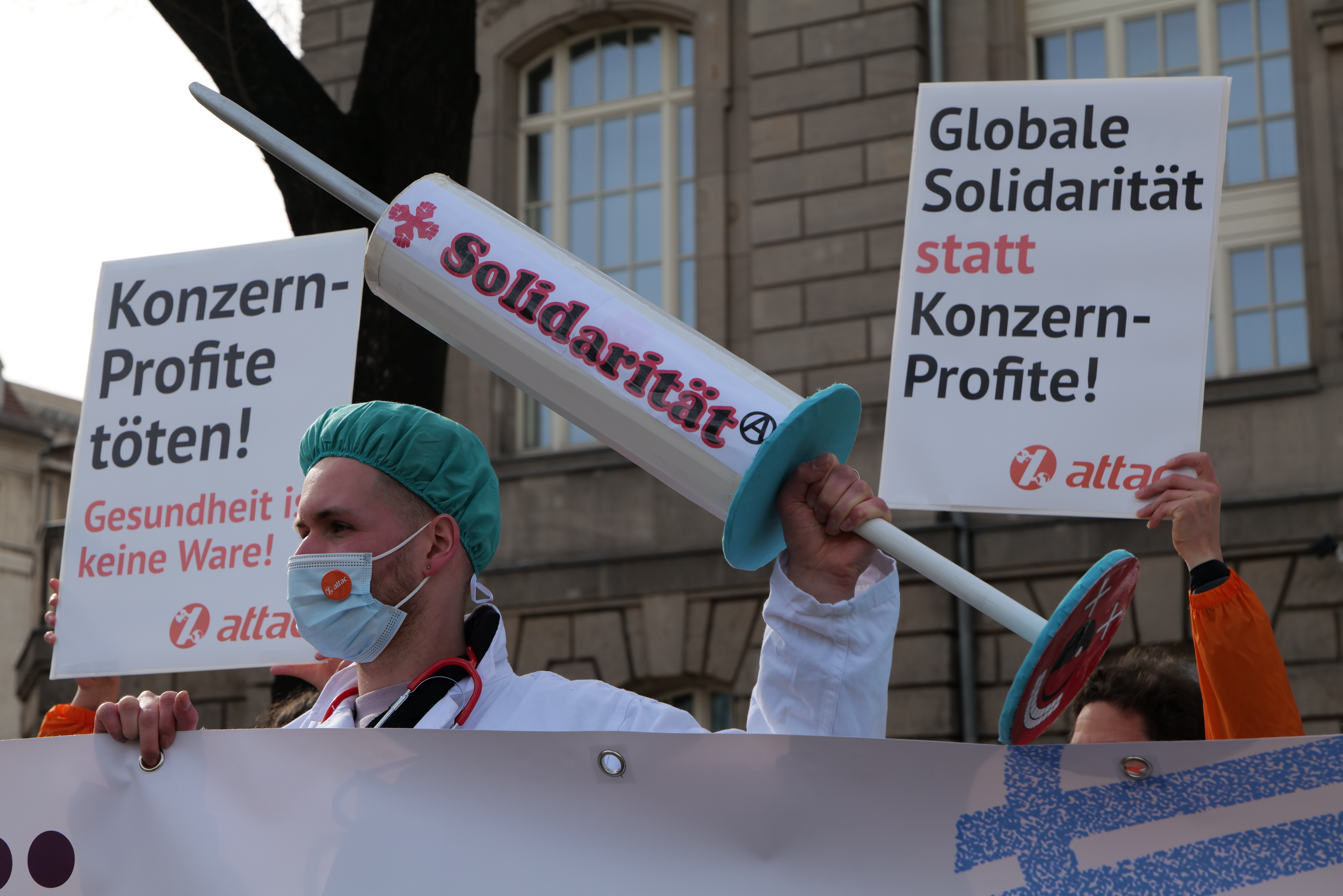
Kundgebung für die Freigabe der Patente am 10. März 2021 vor dem BMWI in Berlin

Um dem anfänglichen Mangel an Impfstoffen zu begegnen, musste zu Beginn der Verimpfung eine Priorisierung der COVID-19-Impfmaßnahmen stattfinden. Am 10. März 2021 blockierten EU-Länder, die Schweiz, die USA, Großbritannien und weitere WTO-Mitglieder einen Vorstoß von über 100 Entwicklungsländern, mit dem zeitweise auf Patentrechte verzichtet werden sollte, um die globale Produktion von COVID-Impfstoffen anzukurbeln.
Die WTO-Generaldirektorin Ngozi Okonjo-Iweala rief im März 2021 zur Lizenzherstellung von Impfstoffen auf: „Wenn wir nicht weltweit solidarisch handeln, dann werden sich die Virusmutationen vervielfachen und uns alle heimsuchen.“ Mehr als 130 Staaten hätten keinen Impfstoff. Am 5. Mai 2021 hat sich die US-Regierung der Initiative zur Aussetzung von Patenten für Corona-Impfstoffe angeschlossen. Auch Kanada, Australien und Japan erklärten ihre Unterstützung für eine Diskussion über die temporäre Aussetzung geistiger Eigentumsrechte. Am 1. Juni 2021 präsentierten IWF, WHO, Weltbank und WTO einen gemeinsamen Plan für einen gerechteren Zugang zu Impfungen und forderten die internationale Gemeinschaft auf, eine verstärkte und koordinierte weltweite Impfstrategie zu unterstützen und umzusetzen und mit neuen finanziellen Mitteln zu fördern. Die Investition sei „möglicherweise die beste Verwendung öffentlicher Gelder zu unseren Lebzeiten“. Auch der französische Präsident Macron hat im Juni 2021 seine Unterstützung für eine Aussetzung von Impfstoff-Patenten ausgedrückt.

### Bestellte Impfdosen und Preise
| Impfstoffentwickler                | bestellte Dosen (Mio.) | bestellte Dosen (Mio.) | bestellte Dosen (Mio.) | bestellte Dosen (Mio.) | bestellte Dosen (Mio.) | bestellte Dosen (Mio.) | bestellte Dosen (Mio.) | bestellte Dosen (Mio.) | bestellte Dosen (Mio.) | bestellte Dosen (Mio.) | bestellte Dosen (Mio.) | bestellte Dosen (Mio.) | bestellte Dosen (Mio.) | bestellte Dosen (Mio.) | bestellte Dosen (Mio.) | bestellte Dosen (Mio.) | bestellte Dosen (Mio.) | bestellte Dosen (Mio.) | bestellte Dosen (Mio.) | bestellte Dosen (Mio.) |
| Impfstoffentwickler                | EU                     | CH                     | GB                     | US                     | CA                     | NZ                     | BR                     | MX                     | PE                     | CL                     | IN                     | JP                     | TW                     | AU                     | ID                     | MY                     | KR                     | AR                     | PH                     | Welt (mind.)           |
| ---------------------------------- | ---------------------- | ---------------------- | ---------------------- | ---------------------- | ---------------------- | ---------------------- | ---------------------- | ---------------------- | ---------------------- | ---------------------- | ---------------------- | ---------------------- | ---------------------- | ---------------------- | ---------------------- | ---------------------- | ---------------------- | ---------------------- | ---------------------- | ---------------------- |
| AstraZeneca / Oxford               | 400                    | 5,3                    | 100                    | 500                    | 22                     | 7,6                    | 270,4                  | 79,4                   | 14,0                   | 4,0                    | 750                    | 120                    | 10,0                   | 53,8                   | 50,0                   | 12,8                   | 20                     | 23,6                   | 17                     | 3.009                  |
| Biontech / Pfizer                  | 2400                   | 6,0                    | 100                    | 500                    | 76                     | 10,0                   | 350,0                  | 34,4                   | 67,5                   | 10,0                   |                        | 144                    |                        | 40,0                   | 50,0                   | 12,8                   | 26                     | 20,0                   | 40                     | 3.887                  |
| Moderna                            | 460                    | 20,5                   | 17                     | 500                    | 44                     |                        | 13,0                   | 39,0                   | 20,0                   |                        |                        | 50                     | 5,1                    | 25,0                   |                        |                        | 40                     | 20,0                   | 20                     | 1.274                  |
| Janssen / Johnson & Johnson        | 400                    |                        | 20                     | 200                    | 38                     | 5,0                    | 38,0                   | 22,0                   | 5,0                    | 4,0                    |                        |                        |                        |                        |                        |                        | 6                      |                        | 6                      | 1.009                  |
| Novavax                            | 200                    | 6,0                    | 60                     | 110                    | 76                     | 10,7                   |                        | 10,0                   |                        |                        | 200                    |                        |                        | 51,0                   | 50,0                   |                        | 40                     |                        | 30                     | 1.404                  |
| Curevac                            | 405                    | 5,0                    | 50                     |                        |                        |                        |                        | 35,0                   |                        |                        |                        |                        |                        |                        |                        |                        |                        |                        |                        | 495                    |
| Sanofi / GSK                       | 300                    |                        | 60                     | 100                    | 72                     |                        |                        |                        |                        |                        |                        |                        |                        |                        |                        |                        |                        |                        |                        | 732                    |
| Valneva                            | 60                     |                        | 100                    |                        |                        |                        |                        |                        |                        |                        |                        |                        |                        |                        |                        |                        |                        |                        |                        | 160                    |
| HIPRA                              | 250                    |                        |                        |                        |                        |                        |                        |                        |                        |                        |                        |                        |                        |                        |                        |                        |                        |                        |                        | 250                    |
| Medicago                           |                        |                        |                        |                        | 76                     |                        |                        |                        |                        |                        |                        |                        |                        |                        |                        |                        |                        |                        |                        | 76                     |
| Gamaleya                           |                        |                        |                        |                        |                        |                        |                        | 24,0                   | 40,0                   |                        | 156                    |                        |                        |                        |                        | 6,4                    |                        | 20,0                   | 10                     | 765                    |
| Sinovac Biotech                    |                        |                        |                        |                        |                        |                        | 100,0                  | 20,0                   | 7,0                    | 60,0                   |                        |                        |                        |                        | 125,5                  | 14                     |                        |                        | 36                     | 449                    |
| Sinopharm                          |                        |                        |                        |                        |                        |                        |                        | 12,0                   | 24,5                   |                        |                        |                        |                        |                        |                        |                        |                        | 30,0                   |                        | 230                    |
| CanSino Biologics                  |                        |                        |                        |                        |                        |                        | 60,0                   | 35,0                   |                        | 1,8                    |                        |                        |                        |                        |                        | 3,5                    |                        | 5,4                    |                        | 106                    |
| Bharat Biotech                     |                        |                        |                        |                        |                        |                        |                        |                        |                        |                        | 650                    |                        |                        |                        |                        |                        |                        |                        | 8                      | 658                    |
| Biological E                       |                        |                        |                        |                        |                        |                        |                        |                        |                        |                        | 300                    |                        |                        |                        |                        |                        |                        |                        |                        | 300                    |
| Zydus Cadila                       |                        |                        |                        |                        |                        |                        |                        |                        |                        |                        | 50                     |                        |                        |                        |                        |                        |                        |                        |                        | 50                     |
| Gennova Biopharmaceuticals         |                        |                        |                        |                        |                        |                        |                        |                        |                        |                        | 60                     |                        |                        |                        |                        |                        |                        |                        |                        | 60                     |
| Medigen                            |                        |                        |                        |                        |                        |                        |                        |                        |                        |                        |                        |                        | 5,0                    |                        |                        |                        |                        |                        |                        | 5                      |
| United Biomedical / Vaxxinity      |                        |                        |                        |                        |                        |                        |                        |                        |                        |                        |                        |                        | 5,0                    |                        |                        |                        |                        |                        |                        | 5                      |
| verschiedene Hersteller über COVAX |                        |                        |                        |                        |                        |                        |                        |                        |                        |                        |                        |                        | 4,8                    | 25,5                   | 54,0                   |                        | 20                     |                        | > 13                   |                        |
| Summe der bestellten Dosen         | 4.470                  | 37,8                   | 457                    | 1.910                  | 404                    | 33,3                   | 831,4                  | 275,8                  | 178,0                  | 79,8                   | 2.166                  | 314                    | 29,9                   | 195,0                  | 329,5                  | 49,5                   | 152                    | 119,0                  | > 180                  | 14.429                 |
| bestellten Dosen pro Einwohner     | 10,0                   | 4,4                    | 6,9                    | 5,8                    | 11,0                   | 6,9                    | 4,0                    | 2,1                    | 5,5                    | 4,2                    | 1,6                    | 2,5                    | 1,3                    | 7,6                    | 1,2                    | 1,5                    | 2,9                    | 2,6                    | > 1,6                  | 1,9                    |

: in der EU zugelassen / : Entwicklung eingestellt
Am 8. Januar 2021 genehmigte die EMA die Entnahme von sechs statt bislang fünf Dosen Vakzin aus einer Biontech/Pfizer-Ampulle. Da der Vertragsabschluss der EU über Dosen und nicht Ampullen erfolgte, erlöste Biontech/Pfizer seitdem für eine Ampulle 20 % mehr. Auch konnte Biontech/Pfizer den Vertrag nunmehr mit einem Sechstel weniger Ampullen erfüllen.
Preise je Dosis, nach Impfstoffanbietern
| Impfstoffentwickler         | Preis je Dosis (€) |
| Impfstoffentwickler         | EU (unbestätigt)   |
| --------------------------- | ------------------ |
| AstraZeneca/Oxford          | 01,78              |
| Biontech/Pfizer             | 12,00              |
| Moderna                     | 14,69              |
| Janssen / Johnson & Johnson | 06,94              |
| Sanofi/GSK                  | 07,56              |

### Logistik

#### Überblick

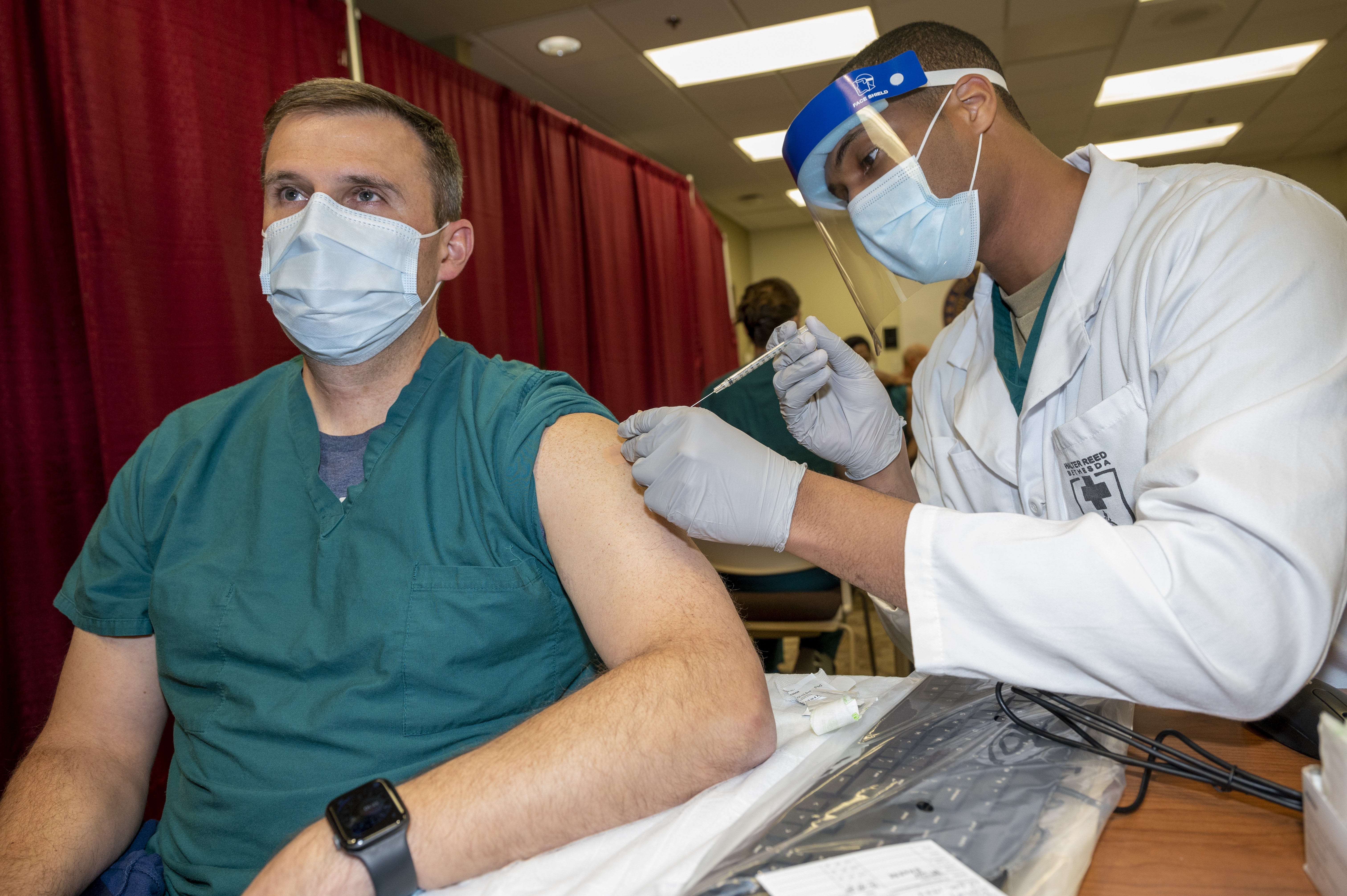
Ein Mitarbeiter eines Krankenhauses in den USA erhält eine Impfung

Ein logistischer Engpass bei der Impfstoffproduktion war zunächst der weltweite Mangel an ausreichenden Mengen von Ampullen, in die der Impfstoff eingefüllt wird. In vier Werken der Schott AG in Deutschland, Indien und Brasilien wird das Ausgangsmaterial Borosilikatglas Typ 1 für die Fläschchen geschmolzen, ein sehr reines Glas, das speziell gehärtet und beschichtet wird, damit es zu keinerlei chemischer Reaktion mit den Impfstoffen kommt. Es zeichnet sich auch durch seine Unempfindlichkeit gegen plötzliche Temperaturschwankungen aus, eine Folge des geringen Wärmeausdehnungskoeffizienten von etwa 3,3 × 10−6 K−1. Dieses Glas wird zu Rohren gezogen, aus denen in vierzehn anderen Schott-Werken schließlich Fläschchen werden. Zehn Milliliter ist das Standardmaß für Sars-CoV-2-Impfstoff und fasst zehn Impfstoffdosen.
Die aseptische Abfüllung und Verpackung („Fill & Finish“) des Impfstoffs übernimmt das Schweizer Unternehmen Siegfried in einer Produktionsanlage an seinem Standort in Hameln und stellt dort spezielle Lagerkapazitäten zur Verfügung.
Die für den Transport notwendige Logistik war dabei eine große Herausforderung. Man rechnete im September 2020 mit zehn Milliarden Impfdosen, die über die ganze Welt verteilt werden müssten, wofür rund 100.000 Paletten transportiert werden müssten und beispielsweise etwa 15.000 Flüge nötig wären. Besondere Herausforderungen bot die Lieferung vor allem in Gebiete mit warmem Klima, in denen die Logistik nur eingeschränkt auf die Einhaltung von Kühlketten ausgerichtet ist. Teile Afrikas, Südamerikas und Asiens seien schwer zu erreichen. Die nötige Temperatur muss über Sensoren eingehalten und lückenlos dokumentiert werden.

#### Kühlung bei Lagerung und Transport
Die verschiedenen Impfstoffe müssen unter jeweils anderen Temperaturen gelagert werden, um nicht zerstört zu werden. Es werden deshalb Kühlgeräte benötigt, die individuell eingestellt werden können. Hier ist die Logistik gefordert, um impfstoffabhängig die richtige Temperatur einzustellen und zu überwachen.
Im Vergleich zu den Proteinen oder Proteinfragmenten, aus denen herkömmliche Impfstoffe häufig bestehen, spaltet sich der Biontech-Pfizer-Impfstoff BNT162b2 mit Handelsnamen Tozinameran leicht bei Raumtemperatur. Er muss daher bei einer Temperatur zwischen −60 °C und −90 °C in Ultratiefkühlschränken gelagert werden und in Containern mit Ultratiefkühlschränken für den Luft-, Schiffs-, Bahn- und LKW-Transport transportiert werden. Inzwischen haben Studien ergeben, dass der Impfstoff innerhalb der maximalen Lagerdauer von neun Monaten auch bei bis zu −15 °C für zwei Wochen stabil bleibt. Laut Produktinformation des Herstellers sei BNT162b2 Konzentrat bis zu einem Monat auch bei 2 °C bis 8 °C haltbar, was die Anwendung am Zielort erleichtern würde, weil normale Kühlschränke zur kurzzeitigen Lagerung ausreichen würden. Der Impfstoff muss zur Verabreichung langsam auf Raumtemperatur angewärmt werden, wofür ein Zeitfenster von maximal fünf Tagen besteht. Am 18. Oktober 2021 erteilte die EMA der Ready-to-use-Fertiglösung die Freigabe. Vorteilhaft ist neben der einfacheren Handhabung, eine einfachere Lagerung und Logistik. Die Fertiglösung kann laut Hersteller bis zu 10 Wochen bei 2 °C bis 8 °C gelagert bzw. transportiert werden. Seit Anfang 2022 wird nun neben der bisherigen konzentrierten Version auch die Ready-to-use-Formulierung ausgeliefert.
Der von Moderna entwickelte Impfstoff mRNA-1273 kann bei −20 °C gelagert werden; diese Temperatur ist Standard für die meisten in Krankenhäusern und Apotheken verwendeten Gefrierschränke. Auch in Ländern und Regionen, in denen es an ultrakalten Gefriergeräten mangelt, wären Verteilung und Lagerung eines Impfstoffes wie des von Moderna entwickelten deshalb einfacher möglich.
Als Ursache für die unterschiedlichen benötigten Temperaturen bei der Lagerung von mRNA-1273 und BNT162b2 könnten u. a. unterschiedlich empfindliche Lipidhüllen oder die Unterschiede im mRNA-Code eine Rolle spielen; allerdings verwenden beide Impfstoffe mit N1-Methylpseudouridin denselben Ersatz-Baustein für Uridin.

#### Impfstoffverteilung

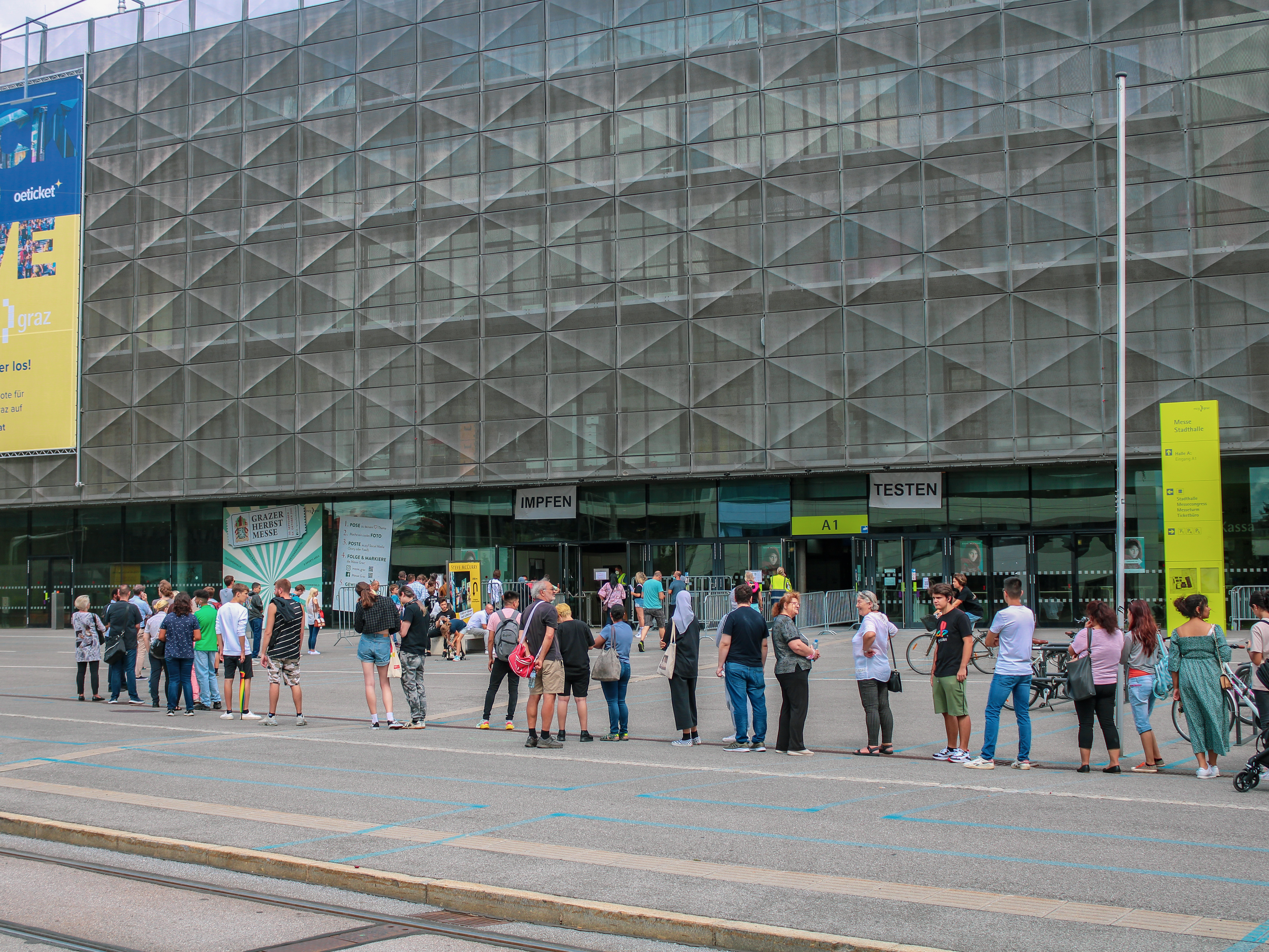
Massenimpfungen ohne Termin in der Messehalle Graz (24. August 2021)

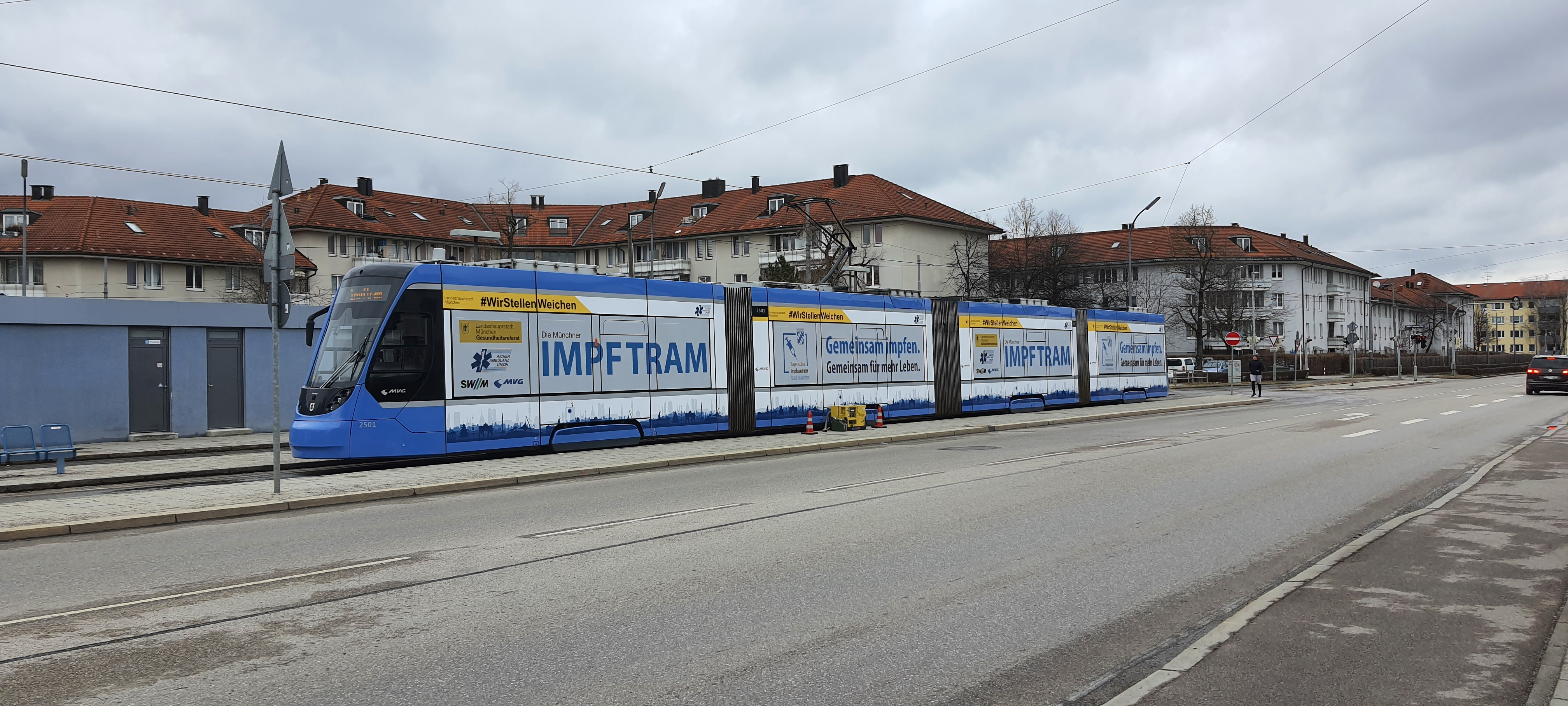
Angebote wie die Impftram (hier: München) sollen den Zugang zur Impfung vereinfachen

In Deutschland sind die Gesundheitsministerien der 16 Bundesländer für die Organisation der Verteilung zuständig. Diese beauftragten Kühne + Nagel, Dachser, DHL, das Rote Kreuz sowie weitere Logistik-Unternehmen mit der Zustellung.
International übernahm DHL gemeinsam mit Kühne + Nagel, United Parcel Service (UPS) sowie Federal Express (Fedex) die Hauptlast der Vakzinverteilung. Um die Herausforderung in Gesundheitskrisen zu bewältigen, müssten Regierungen Strategien und Strukturen einführen. DHL schlägt in Kooperation mit McKinsey dazu fünf Säulen vor:
- Notfallplan: Vorkehrungen für den Notfall entlang der gesamten Lieferkette, wie Erfassung von Echtzeit-Daten oder Einrichtung von Entscheidungs-Einheiten.
- Kooperationsnetzwerk: Partnerschaften zwischen dem öffentlichen und privaten Sektor.
- Physische Infrastruktur: Ausreichend Kapazitäten an Lager- und Transportmöglichkeiten zur Sicherstellung des Bestands an kritischen Vorräten.
- Transparenz der Lieferkette: Stärkung IT-gestützter Lieferkettentransparenz mit Auswertung von Echtzeit-Daten zur Bewältigung von Nachfragespitzen.
- Organisation und Ressourcen: Einrichtung eines Krisenstabs mit klarem Mandat, um im Ernstfall schnell handeln zu können.

Laut dieser Studie verfügen nur 25 Staaten über „fortschrittliche Logistiksysteme“; daher sei für Logistikunternehmen eine Zertifizierung für den Transport und die Lagerung von Life-Science-Produkten gefordert, um eine reibungslose Zollabfertigung zu gewährleisten. Allein die Öffnung der Ultratiefkühlschränke zur Überprüfung durch den Zoll könne zur Inaktivierung des Impfstoffes führen. Bisherige Erfahrungswerte bei biologischen Transporten, die „nur“ bei Temperaturen zwischen −20 °C und −30 °C transportiert werden mussten, ergaben einen „Schwund“ auf Grund von Transport- und Temperaturschäden von 25 % bis 50 % der transportierten Produkte.

#### Betrugswarnung und Bewachung
Medikamente sind der weltweit größte Betrugsmarkt im Umfang von rund 200 Milliarden US-Dollar pro Jahr, wodurch die weit verbreitete Nachfrage nach einem COVID-19-Impfstoff in der gesamten Lieferkette anfällig für Fälschungen, Diebstahl, Betrug und Cyberangriffe ist. Diesbezüglich gab das Büro der Vereinten Nationen für Drogen- und Verbrechensbekämpfung einen Report heraus. Am 2. Dezember 2020 erging eine weltweite Warnung der Interpol vor Kriminalität im Zusammenhang mit Corona-Impfstoffen. Kriminelle Organisationen planten Lieferketten zu unterwandern oder zu stören. Tatsächlich haben EU-Staaten, nach Angaben des Europäischen Amtes für Betrugsbekämpfung, während der Pandemie (Stand Februar 2021) Angebote dubioser Händler über 900 Millionen Impfdosen erhalten. Ebenso besteht die Gefahr des Diebstahls, der Fälschung und des illegalen Bewerbens von Impfstoffen.
Der russische Sicherheitssoftware-Hersteller Kaspersky und die südkoreanische Nachrichtenagentur Yonhap berichteten jeweils unabhängig voneinander von Malware-Hackerangriffen des nordkoreanischen Cybergeheimdienstes, dem Büro 121, auf mindestens einen SARS-CoV-2-Impfstoff-Hersteller, ein Gesundheitsministerium und die Europäische Arzneimittel-Agentur.

#### Entsorgung
COVID-19-Impfstoffabfälle erfordern grundsätzlich keinen besonderen Umgang bei der Entsorgung im Vergleich zu anderen nicht gefährlichen medizinischen Abfällen (Stand: März 2021). Das deutsche Umweltbundesamt stuft gebrauchte Impfstoff-Durchstechflaschen als nicht gefährliche Abfälle unter der Abfallschlüsselnummer 180104 ein. Gemäß Bund/Länder-Arbeitsgemeinschaft Abfall (LAGA) ist die Entsorgung gemeinsam mit gemischten Siedlungsabfällen zulässig. Dabei ist zum Beispiel durch Zugabe von saugfähigen Materialien sicherzustellen, dass bei der Sammlung und beim Transport keine Flüssigkeitsmengen austreten.
Die Entsorgung nicht verwendeter Impfstoffmengen in größeren Chargen ist wie Produktionsabfall zu behandeln, unter Beachtung der Verpackungsvorgaben einer Entsorgungsanlage und zur Vermeidung einer missbräuchlichen Weiterverwendung als AS 180109 („Arzneimittel mit Ausnahme derjenigen, die unter 180108* fallen“) dokumentiert einer geeigneten thermischen Behandlung zuzuführen.
Gebrauchte Spritzen und Kanülen sind so zu entsorgen, dass Maßnahmen des Arbeitsschutzes eingehalten werden, um möglichen Verletzungen durch Schnitte oder Stiche vorzubeugen. Die Sammlung hat in bruch- und durchstichfesten sowie fest verschlossenen Einwegbehältern zu erfolgen. Anschließend ist eine gemeinsame Entsorgung mit Abfällen des Restabfalls ohne weitere Umfüllung oder Sortierung in einer Abfallverbrennungsanlage möglich.

### Priorisierung
Nachdem der Impfstoff nicht sofort weltweit in ausreichender Menge vorhanden war, erforderten die anfängliche Knappheit von COVID-19-Impfstoffen und die begrenzten Impfkapazitäten eine Priorisierung der COVID-19-Impfmaßnahmen darüber, wer zuerst geimpft werden sollte. In Deutschland wurde ein gemeinsames Positionspapier zur Priorisierung durch die Ständige Impfkommission (STIKO) beim Robert Koch-Institut, den Deutschen Ethikrat und die Nationale Akademie der Wissenschaften Leopoldina entwickelt.

## Weitere Immunisierungsstrategien

### Passive Immunisierung
Passiv-Impfstoffe bestehen aus Antikörpern, welche in der Regel das Virus blockieren und so ein Eindringen in die Zelle verhindern. Im Gegensatz zu Aktivimpfstoffen können sie direkt gegen COVID-19 wirken und deshalb auch bereits mit SARS-CoV-2 Infizierten helfen. Antikörper haben bisher die beste Wirkung bei der Verhinderung von COVID-19 gezeigt, so konnte die Passivimmunisierung mit neutralisierenden Antikörpern bei Risikogruppen die Hospitalisierung um 72 % verringern. Auch der mit SARS-CoV-2 infizierte amerikanische Präsident Donald Trump wurde mit neutralisierenden Antikörpern behandelt. Allerdings ist die passive Immunisierung aufgrund der notwendigen und vergleichsweise großen Mengen an Antikörpern, die meist per Hybridom-Technik erzeugt werden, kostenintensiv und die Wirkungsdauer auf wenige Wochen nach Infusion der Antikörper beschränkt.
Zahlreiche solcher neutralisierenden Antikörper gegen SARS-CoV-2 konnten bereits isoliert werden und mehr als 45 sind in der Entwicklung (Stand 1. Oktober 2020), davon 10 bereits in der klinischen Erprobung (Phasen I bis III). Eine Übertragung der Antikörper von COVID-19-Genesenen (in Form einer passiven Immunisierung durch Transfusion von Rekonvaleszentenseren, die polyklonale Antikörper gegen SARS-CoV-2 enthalten) kann einen kurzfristigen Schutz vor einer Infektion und eine Therapie bei Erkrankung bieten. Wesentlich mehr Entwicklungen nutzen dagegen menschliche oder humanisierte monoklonale Antikörper, beispielsweise von AbCellera Biologics (aus Kanada) mit Eli Lilly (aus den USA), von Harbour Biomed (aus China) mit Mount Sinai Health System (aus den USA), von ImmunoPrecise Antibodies (aus Kanada) und von Vir Biotechnology (aus den USA) mit WuXi (aus China) und Biogen (aus den USA).
Ein erster Zulassungsantrag wurde im Oktober 2020 in den USA für das Antikörperpräparat Bamlanivimab (LY-CoV555) gestellt, im November 2020 erfolgte die Notfallzulassung (emergency use authosization, EUA) für die Behandlung eines leichten bis mittelschweren Erkrankungsverlaufs, wenn aufgrund von Vorerkrankungen oder des Alters ein hohes Risiko für einen schweren Verlauf vorliegt. Ebenfalls im November 2020 erteilte die FDA Notfallzulassungen für Baricitinib (Olumiant, Eli Lilly) und die Kombination Casirivimab und Imdevimab (REGN-COV2) von Regeneron Pharmaceuticals, weiterhin im Februar 2021 für die Antikörperkombination Bamlanivimab und Etesevimab. Auch die europäische Arzneimittelagentur prüft seit Februar 2021 diese Antikörperpräparate. In Deutschland entwickelt die Corat Therapeutics menschliche monoklonale Antikörper, welche sowohl Risikogruppen schützen als auch an COVID-19 Erkrankte heilen sollen.

### Impfung mit VPM1002
Der von dem Tuberkulose-Impfstoff Bacillus Calmette-Guérin (BCG) abgeleitete Impfstoff VPM1002 soll wie BCG die unspezifische oder die angeborene Immunabwehr stärken und damit den Verlauf von COVID-19-Erkrankungen mildern und schwere COVID-19-Verläufe verhindern. VPM1002 ist kein SARS-CoV-2-Impfstoff, sondern ein Impfstoff, der spezifisch gegen Tuberkulose-Bakterien wirkt und unspezifisch das Immunsystem stärkt.

### Mix-und-Match
Die kombinierte Verwendung verschiedener Impfstoffe kann durch eine limitierte Verfügbarkeit eines Impfstoffs oder das Auftreten spezifischer Nebenwirkungen notwendig werden. Bisherige Daten sprechen für eine gute Wirksamkeit spezifischer Kombinationen, wie z. B. Vaxzevria kombiniert mit mRNA-Impfstoffen.

### Personalisierte Impfstrategien
Aufgrund individuell unterschiedlich starker Immunantworten verschiedener Bevölkerungsteile, z. B. einer reduzierten Immunantwort bei Älteren oder Immunsupprimierten, die die Wirksamkeit der Impfung beeinflussen können, und der eingeschränkten Verfügbarkeit von Impfstoff während einer Pandemie-Welle werden Impfstrategien und Computermodelle erforscht, welche den individuellen oder gesellschaftlichen Nutzen der Impfung durch unterschiedliche Anzahl an Booster-Impfungen oder durch Minderung der Dosis des Impfstoffs abwägen, um mehr Menschen frühzeitig impfen zu können.

## COVID-Impfung für Tiere
Zoetis, ein Hersteller von Tierarzneimitteln und Impfstoffen für Nutz- und Haustiere, hat einen Impfstoff eigens für Tiere entwickelt.
Einige zoologische Gärten in den USA impfen ihre Tiere gegen COVID-19.

## Impfstatistik
Die Weltgesundheitsorganisation WHO hatte zum Ziel vorgegeben, dass in allen Ländern (mindestens) 40 Prozent der Bevölkerung bis Ende 2021 vollständig grundimmunisiert ist und 70 Prozent bis Mitte 2022, doch viele Länder erreichten das 40%-Ziel bis Ende 2021 noch nicht. In Ländern mit niedrigen Durchschnittseinkommen (engl. „low-income country“) hatten bis Anfang Januar 2022 durchschnittlich 8,9 Prozent der Menschen die erste Impfdosis bekommen.
| Staat                        | Verabreichte Impfdosen | Verabreichte Impfdosen | Mindestens einmal geimpft | Mindestens einmal geimpft | Vollständig geimpft | Vollständig geimpft | Stand              | Ref.                            |
| Staat                        | absolut                | pro 100 Einw.          | absolut                   | Anteil                    | absolut             | Anteil              | Stand              | Ref.                            |
| ---------------------------- | ---------------------- | ---------------------- | ------------------------- | ------------------------- | ------------------- | ------------------- | ------------------ | ------------------------------- |
| Ägypten                      | 100.303.642            | 98,0                   | 53.496.777                | 52,3 %                    | 39.910.404          | 39,0 %              | 30. Oktober 2022   | [ 515 ]                         |
| Albanien                     | 2.991.576              | 105,4                  | 1.339.100                 | 47,2 %                    | 1.265.900           | 44,6 %              | 16. Oktober 2022   | [ 516 ] [ 517 ]                 |
| Andorra                      | 154.077                | 199,4                  | 57.892                    | 74,9 %                    | 53.474              | 69,2 %              | 21. August 2022    | [ 518 ] [ 519 ]                 |
| Argentinien                  | 115.074.170            | 251,2                  | 41.157.342                | 89,8 %                    | 38.039.245          | 83,0 %              | 16. März 2023      | [ 520 ]                         |
| Äthiopien                    | 52.509.414             | 45,7                   | 43.111.242                | 37,5 %                    | 36.707.357          | 31,9 %              | 31. Juli 2022      | [ 521 ] [ 522 ]                 |
| Australien                   | 64.248.569             | 249,6                  | 22.236.640                | 86,4 %                    | 21.655.294          | 84,1 %              | 23. November 2022  | [ 523 ] [ 524 ] [ 525 ]         |
| Bahrain                      | 3.466.610              | 203,7                  | 1.240.085                 | 72,9 %                    | 1.225.182           | 72,0 %              | 26. August 2022    | [ 526 ]                         |
| Bangladesch                  | 354.990.838            | 213,5                  | 151.141.568               | 90,9 %                    | 136.721.925         | 82,2 %              | 14. Februar 2023   | [ 527 ] [ 528 ]                 |
| Belarus                      | 14.916.985             | 158,7                  | 6.579.060                 | 70,0 %                    | 6.506.015           | 69,2 %              | 21. August 2022    | [ 529 ]                         |
| Belgien                      | 28.259.334             | 244,5                  | 9.248.836                 | 80,0 %                    | 9.152.369           | 79,2 %              | 16. Oktober 2022   | [ 530 ] [ 531 ]                 |
| Bhutan                       | 2.007.661              | 260,2                  | 698.608                   | 90,5 %                    | 677.415             | 87,8 %              | 9. Oktober 2022    | [ 532 ]                         |
| Bosnien und Herzegowina      | 1.553.874              | 47,4                   | 882.641                   | 26,9 %                    | 720.631             | 22,0 %              | 25. Januar 2022    | [ 533 ] [ 534 ]                 |
| Brasilien                    | 502.262.440            | 234,7                  | 186.615.476               | 87,2 %                    | 169.594.017         | 79,3 %              | 10. Februar 2023   | [ 535 ] [ 536 ] [ 537 ]         |
| Bulgarien                    | 4.588.661              | 66,5                   | 2.104.168                 | 30,5 %                    | 2.075.683           | 30,1 %              | 13. November 2022  | [ 538 ] [ 539 ]                 |
| Chile                        | 64.599.073             | 336,2                  | 18.088.517                | 94,2 %                    | 17.700.117          | 92,1 %              | 10. Februar 2023   | [ 540 ] [ 541 ] [ 542 ]         |
| Volksrepublik China          | 3.465.113.661          | 245,3                  | 1.307.511.577             | 92,6 %                    | 1.277.356.924       | 90,4 %              | 29. November 2022  | [ 543 ] [ 544 ]                 |
| Costa Rica                   | 12.169.521             | 238,9                  | 4.500.155                 | 88,3 %                    | 4.219.797           | 82,8 %              | 28. Oktober 2022   | [ 545 ]                         |
| Dänemark                     | 13.261.996             | 227,4                  | 4.820.090                 | 82,7 %                    | 4.738.221           | 81,3 %              | 26. August 2022    | [ 546 ]                         |
| Deutschland                  | 192.149.768            | 231,1                  | 64.873.567                | 78,0 %                    | 63.560.067          | 76,5 %              | 10. März 2023      | [ 547 ] [ 548 ]                 |
| Dominikanische Republik      | 16.063.153             | 148,1                  | 7.286.204                 | 67,2 %                    | 6.052.407           | 55,8 %              | 14. Oktober 2022   | [ 549 ]                         |
| Estland                      | 2.075.264              | 155,9                  | 867.731                   | 65,2 %                    | 847.190             | 63,6 %              | 30. Oktober 2022   | [ 550 ]                         |
| Finnland                     | 12.591.177             | 227,7                  | 4.520.541                 | 81,7 %                    | 4.340.217           | 78,5 %              | 23. August 2022    | [ 551 ]                         |
| Frankreich                   | 153.372.024            | 227,2                  | 54.628.707                | 80,9 %                    | 53.132.506          | 78,7 %              | 29. Dezember 2022  | [ 552 ] [ 553 ] [ 554 ]         |
| Gibraltar                    | 122.732                | 364,3                  | 42.145                    | 125,1 %                   | 41.337              | 122,7 %             | 12. Mai 2022       | [ 556 ] [ 557 ]                 |
| Griechenland                 | 21.321.937             | 199,0                  | 7.925.594                 | 74,0 %                    | 7.635.349           | 71,3 %              | 26. August 2022    | [ 558 ]                         |
| Indien                       | 2.201.070.517          | 158,0                  | 1.025.616.685             | 73,6 %                    | 954.357.898         | 68,5 %              | 1. Januar 2023     | [ 559 ]                         |
| Indonesien                   | 458.965.619            | 166,1                  | 212.032.380               | 76,7 %                    | 175.385.577         | 63,5 %              | 10. März 2023      | [ 560 ]                         |
| Iran                         | 154.491.250            | 183,9                  | 65.064.570                | 77,5 %                    | 58.465.011          | 69,6 %              | 30. Oktober 2022   | [ 561 ]                         |
| Irland                       | 11.044.654             | 221,1                  | 4.096.470                 | 82,0 %                    | 4.051.231           | 81,1 %              | 19. September 2022 | [ 562 ] [ 563 ]                 |
| Island                       | 837.283                | 228,5                  | 311.056                   | 84,9 %                    | 292 149             | 79,7 %              | 22. August 2022    | [ 564 ]                         |
| Israel                       | 18.219.817             | 197,7                  | 6.716.655                 | 72,9 %                    | 6.151.559           | 66,7 %              | 26. August 2022    | [ 565 ]                         |
| Italien                      | 143.377.427            | 242,7                  | 50.865.566                | 86,1 %                    | 47.975.112          | 81,2 %              | 31. Dezember 2022  | [ 566 ] [ 567 ]                 |
| Japan                        | 381.096.147            | 303,2                  | 104.651.659               | 83,7 %                    | 103.291.148         | 82,2 %              | 15. Februar 2023   | [ 568 ]                         |
| Jersey                       | 238.254                | 232,0                  | 83.901                    | 81,7 %                    | 81.248              | 79,1 %              | 21. August 2022    | [ 569 ]                         |
| Kambodscha                   | 45.101.653             | 266,1                  | 15.235.245                | 89,9 %                    | 14.600.964          | 86,2 %              | 16. Dezember 2022  | [ 570 ] [ 571 ]                 |
| Kanada                       | 88.933.879             | 234,0                  | 33.133.232                | 87,2 %                    | 31.562.777          | 83,0 %              | 9. September 2022  | [ 572 ] [ 573 ] [ 574 ]         |
| Katar                        | 7.607.945              | 259,6                  | 2.851.847                 | 97,3 %                    | 2.851.847           | 97,3 %              | 12. März 2023      | [ 575 ] [ 576 ] [ 577 ]         |
| Kenia                        | 22.627.957             | 41,2                   | 14.036.884                | 25,5 %                    | 10.641.225          | 19,4 %              | 13. November 2022  | [ 578 ]                         |
| Kolumbien                    | 89.209.704             | 175,3                  | 42.828.694                | 84,2 %                    | 36.763.427          | 72,3 %              | 28. Oktober 2022   | [ 579 ] [ 580 ] [ 581 ]         |
| Demokratische Republik Kongo | 17.435.502             | 18,9                   | 9.045.823                 | 9,8 %                     | 6.756.571           | 7,3 %               | 11. Dezember 2022  | [ 582 ]                         |
| Kosovo                       | 1.835.458              | 103,4                  | 906.013                   | 51,0 %                    | 824.478             | 46,4 %              | 25. August 2022    | [ 583 ] [ 584 ]                 |
| Kroatien                     | 5.269.284              | 130,2                  | 2.317.178                 | 57,3 %                    | 2.247.290           | 55,5 %              | 24. August 2022    | [ 585 ]                         |
| Kuba                         | 43.699.165             | 386,1                  | 10.729.399                | 94,8 %                    | 10.008.974          | 88,4 %              | 8. März 2023       | [ 586 ] [ 587 ]                 |
| Lettland                     | 2.975.895              | 158,0                  | 1.344.069                 | 71,4 %                    | 1.304.447           | 69,3 %              | 5. Februar 2023    | [ 588 ] [ 589 ]                 |
| Liechtenstein                | 74.304                 | 194,2                  | 26.766                    | 70,0 %                    | 26.445              | 69,1 %              | 6. März 2023       | [ 590 ]                         |
| Litauen                      | 4.508.589              | 161,3                  | 1.955.544                 | 70,0 %                    | 1.879.075           | 67,2 %              | 15. Oktober 2022   | [ 591 ] [ 592 ]                 |
| Luxemburg                    | 1.280.779              | 202,6                  | 480.014                   | 75,9 %                    | 473.245             | 74,8 %              | 12. Mai 2022       | [ 593 ]                         |
| Malaysia                     | 72.112.558             | 222,8                  | 28.099.628                | 86,8 %                    | 27.504.819          | 85,0 %              | 21. September 2022 | [ 594 ]                         |
| Malediven                    | 951.199                | 176,0                  | 399.126                   | 73,8 %                    | 385.014             | 71,2 %              | 17. Oktober 2022   | [ 595 ] [ 596 ]                 |
| Malta                        | 1.334.887              | 254,1                  | 477.836                   | 91,0 %                    | 470.728             | 89,6 %              | 16. September 2022 | [ 597 ] [ 598 ] [ 599 ]         |
| Isle of Man                  | 188.388                | 221,5                  | 69.450                    | 81,7 %                    | 66.751              | 78,5 %              | 14. März 2022      | [ 600 ]                         |
| Marokko                      | 55.141.078             | 149,4                  | 24.986.182                | 67,7 %                    | 23.478.255          | 63,6 %              | 22. August 2022    | [ 601 ]                         |
| Mexiko                       | 225.063.079            | 172,8                  | 99.071.001                | 76,1 %                    | 81.849.962          | 62,8 %              | 16. Dezember 2022  | [ 602 ] [ 603 ]                 |
| Moldau                       | 2.241.785              | 85,6                   | 1.101.302                 | 42,1 %                    | 1.071.341           | 40,9 %              | 18. September 2022 | [ 604 ]                         |
| Monaco                       | 69.256                 | 176,5                  | 25.233                    | 64,3 %                    | 24.840              | 63,3 %              | 4. September 2022  | [ 605 ]                         |
| Mongolei                     | 5.661.358              | 172,7                  | 2.283.182                 | 69,6 %                    | 2.183.781           | 66,6 %              | 21. Oktober 2022   | [ 606 ] [ 607 ]                 |
| Montenegro                   | 672.100                | 108,1                  | 290.667                   | 46,8 %                    | 282.729             | 45,5 %              | 4. Mai 2022        | [ 608 ]                         |
| Neuseeland                   | 11.754.109             | 231,2                  | 4.297.430                 | 84,5 %                    | 4.132.219           | 81,3 %              | 20. September 2022 | [ 609 ] [ 610 ]                 |
| Niederlande                  | 36.249.856             | 207,8                  | 13.387.020                | 76,8 %                    | 12.954.555          | 74,3 %              | 15. Mai 2022       | [ 611 ]                         |
| Nigeria                      | 91.552.088             | 43,3                   | 63.982.167                | 30,3 %                    | 51.397.212          | 24,3 %              | 13. November 2022  | [ 612 ]                         |
| Nordmazedonien               | 1.860.276              | 89,3                   | 854.187                   | 41,0 %                    | 837.735             | 40,2 %              | 21. August 2022    | [ 613 ] [ 614 ]                 |
| Nordzypern                   | 861.519                | 230,2                  | 301.673                   | 80,6 %                    | 313.067             | 83,6 %              | 29. August 2022    | [ 615 ]                         |
| Norwegen                     | 12.012.847             | 223,3                  | 4.345.846                 | 80,8 %                    | 4.053.316           | 75,3 %              | 6. Oktober 2022    | [ 616 ]                         |
| Österreich                   | 20.079.489             | 224,2                  | 6.744.762                 | 75,3 %                    | 6.523.707           | 72,8 %              | 11. März 2023      | [ 617 ] [ 618 ]                 |
| Palästina                    | 3.748.571              | 78,0                   | 2.012.767                 | 41,9 %                    | 1.776.973           | 37,0 %              | 18. Oktober 2022   | [ 619 ] [ 620 ]                 |
| Pakistan                     | 301.078.608            | 133,7                  | 139.584.810               | 62,0 %                    | 132.169.217         | 58,7 %              | 17. November 2022  | [ 621 ] [ 622 ]                 |
| Papua-Neuguinea              | 516.946                | 5,7                    | 376.350                   | 4,1 %                     | 315.711             | 3,5 %               | 5. März 2023       | [ 623 ]                         |
| Philippinen                  | 166.730.872            | 152,2                  | 77.838.774                | 71,0 %                    | 73.261.465          | 66,9 %              | 6. Oktober 2022    | [ 624 ] [ 625 ] [ 626 ]         |
| Polen                        | 57.002.766             | 150,2                  | 22.791.478                | 60,1 %                    | 22.564.559          | 59,5 %              | 8. Oktober 2022    | [ 627 ]                         |
| Portugal                     | 27.370.776             | 265,8                  | 9.771.557                 | 94,9 %                    | 8.884.970           | 86,3 %              | 11. Dezember 2022  | [ 628 ] [ 629 ] [ 630 ] [ 631 ] |
| Rumänien                     | 16.820.238             | 87,2                   | 8.172.735                 | 42,4 %                    | 8.112.255           | 42,1 %              | 5. Juni 2022       | [ 632 ] [ 633 ]                 |
| Russland                     | 183.889.038            | 126,1                  | 87.669.148                | 60,1 %                    | 78.929.790          | 54,1 %              | 1. Januar 2023     | [ 634 ]                         |
| San Marino                   | 71.623                 | 211,0                  | 24.328                    | 71,7 %                    | 26.670              | 78,6 %              | 9. Oktober 2022    | [ 635 ]                         |
| Saudi-Arabien                | 67.577.413             | 194,1                  | 26.828.122                | 77,1 %                    | 25.237.637          | 72,5 %              | 22. August 2022    | [ 636 ]                         |
| Schweden                     | 22.881.367             | 221,0                  | 7.844.848                 | 75,8 %                    | 7.661.868           | 74,0 %              | 25. August 2022    | [ 637 ]                         |
| Schweiz                      | 16.930.555             | 194,7                  | 6.096.277                 | 70,1 %                    | 6.008.219           | 69,1 %              | 6. März 2023       | [ 590 ]                         |
| Serbien                      | 8.531.418              | 123,5                  | 3.353.241                 | 48,5 %                    | 3.277.242           | 47,4 %              | 6. Juni 2022       | [ 638 ]                         |
| Singapur                     | 14.326.294             | 252,0                  | 5.024.384                 | 88,4 %                    | 5.004.693           | 88,0 %              | 12. September 2022 | [ 639 ] [ 640 ]                 |
| Slowakei                     | 7.153.405              | 131,0                  | 2.838.382                 | 52,0 %                    | 2.789.786           | 51,1 %              | 18. September 2022 | [ 641 ] [ 642 ] [ 643 ]         |
| Slowenien                    | 3.009.503              | 143,3                  | 1.263.318                 | 60,2 %                    | 1.220.906           | 58,1 %              | 26. August 2022    | [ 644 ]                         |
| Spanien                      | 105.459.628            | 222,8                  | 39.284.977                | 83,0 %                    | 39.208.028          | 82,8 %              | 15. Februar 2023   | [ 645 ]                         |
| Südafrika                    | 37.907.435             | 63,1                   | 22.441.947                | 37,4 %                    | 19.513.195          | 32,5 %              | 18. November 2022  | [ 646 ]                         |
| Südkorea                     | 131.178.880            | 253,5                  | 45.141.070                | 87,2 %                    | 44.711.856          | 86,4 %              | 29. Dezember 2022  | [ 647 ]                         |
| Tansania                     | 32.893.229             | 53,5                   | 28.204.265                | 45,9 %                    | 25.798.225          | 41,9 %              | 6. November 2022   | [ 648 ]                         |
| Taiwan                       | 67.316.451             | 285,6                  | 21.872.466                | 92,8 %                    | 20.742.238          | 88,0 %              | 9. März 2023       | [ 649 ]                         |
| Thailand                     | 142.491.439            | 204,1                  | 56.993.226                | 81,7 %                    | 53.464.864          | 76,6 %              | 23. September 2022 | [ 650 ]                         |
| Tschechien                   | 18.229.721             | 170,4                  | 6.977.769                 | 65,2 %                    | 6.892.909           | 64,4 %              | 16. Oktober 2022   | [ 651 ]                         |
| Türkei                       | 152.363.561            | 180,7                  | 57.930.744                | 68,7 %                    | 53.164.849          | 63,0 %              | 7. Oktober 2022    | [ 652 ] [ 653 ]                 |
| Ukraine                      | 31.668.577             | 75,7                   | 15.774.300                | 37,7 %                    | 15.153.577          | 36,2 %              | 27. Februar 2022   | [ 654 ]                         |
| Ungarn                       | 16.716.486             | 171,5                  | 6.403.956                 | 65,7 %                    | 6.189.220           | 63,5 %              | 7. April 2022      | [ 655 ]                         |
| Uruguay                      | 8.740.796              | 251,6                  | 3.001.585                 | 86,4 %                    | 2.893.669           | 83,3 %              | 9. Oktober 2022    | [ 656 ]                         |
| Vereinigte Arabische Emirate | 24.922.054             | 252,0                  | 9.991.089                 | 101,0 %                   | 9.792.266           | 99,0 %              | 6. Juli 2022       | [ 657 ] [ 658 ] [ 659 ]         |
| Vereinigtes Königreich       | 151.248.820            | 224,6                  | 53.813.491                | 79,9 %                    | 50.762.968          | 75,4 %              | 22. Dezember 2022  | [ 660 ]                         |
| Vereinigte Staaten           | 672.537.312            | 202,6                  | 269.650.596               | 81,2 %                    | 230.142.115         | 69,3 %              | 8. März 2023       | [ 661 ]                         |
| Vietnam                      | 265.114.272            | 270,1                  | 90.399.369                | 92,1 %                    | 85.553.108          | 87,1 %              | 15. Dezember 2022  | [ 662 ] [ 663 ]                 |
| Zypern                       | 1.816.692              | 218,1                  | 666.584                   | 80,0 %                    | 655.404             | 78,7 %              | 21. August 2022    | [ 664 ] [ 665 ]                 |

Weltweit wurden nach Zählung der WHO bis zum 22. Dezember 2022 ca. 13,0 Milliarden Impfungen durchgeführt; das entspricht etwa 162 Impfstoffdosen pro 100 Menschen. Dies umfasst sowohl die Grundimmunisierung, die je nach Impfstoff aus einer, zwei oder drei Impfdosen besteht, wie auch evtl. Auffrischungsimpfungen.